# Estado de Guerrero
Guerrero, oficialmente Estado Libre y Soberano de Guerrero, es uno de los treinta y un estados que, junto con la Ciudad de México, conforman México. Su capital es Chilpancingo de los Bravo y su ciudad más poblada es Acapulco de Juárez. Se divide en ochenta y cinco municipios, agrupados en siete regiones administrativas.  
Está ubicado en la región suroeste del país, limitando al norte con el Estado de México, Morelos y Puebla, al sureste con Oaxaca, al suroeste con el océano Pacífico y al noroeste con el río Balsas que lo separa de Michoacán. La geomorfología del estado es una de las más accidentadas y complejas de México; su relieve es atravesado por la Sierra Madre del Sur y las Sierras del Norte. En términos cartográficos, se suele llamar Sierra al sector occidental y Montaña al oriental. Entre ambas se ubica la depresión del río Balsas. Las lagunas más importantes del estado son la laguna negra, la laguna de Coyuca y la laguna de Tres Palos.
Tiene una superficie territorial de 64,281 km² (aprox. 38 000 mi²), representando el 3.2% del territorio nacional, en la cual viven 3,542,204 habitantes, de acuerdo con el último conteo oficial realizado en 2015 en conjunto con el Instituto Nacional de Estadística y Geografía, el Consejo Nacional de Población y la Secretaría de Desarrollo Social, lo que hace que se clasifique como la 12.ª entidad más poblada de México; la mayoría de la población se concentra en la Zona Metropolitana de Acapulco, específicamente en el municipio de Acapulco.
El entonces presidente de México, José Joaquín de Herrera, envió al Congreso la iniciativa para crear el estado de Guerrero el 15 de mayo de 1849, con territorio de los estados de Michoacán, Puebla y México. La iniciativa fue aprobada por la Cámara de Diputados el 20 de octubre y por el Senado el 26 de octubre. Pero fue hasta el 27 de octubre de 1849 cuando fue declarado constituido legalmente el Estado Libre y Soberano de Guerrero, y se nombró al general Juan Álvarez como comandante general interino. Desde entonces el estado de Guerrero tiene ese nombre.
Las principales actividades económicas de Guerrero son la agricultura, en donde se producen importantes cantidades de maíz, ajonjolí, sorgo, soya, arroz, jitomates, limones, café, melones, toronjas, sandías, cacahuates y mangos; en el turismo destaca el denominado Triángulo del Sol, al cual se le considera el primer destino turístico por el que México se dio a conocer en el mundo. En tiempos pasados fue un punto importante para el turismo internacional, hoy en día es uno de los primeros y más importantes destinos de México y está conformado por tres ciudades: el puerto de Acapulco de Juárez, el binomio de playa Ixtapa-Zihuatanejo y el pueblo mágico de Taxco de Alarcón.

## Toponimia

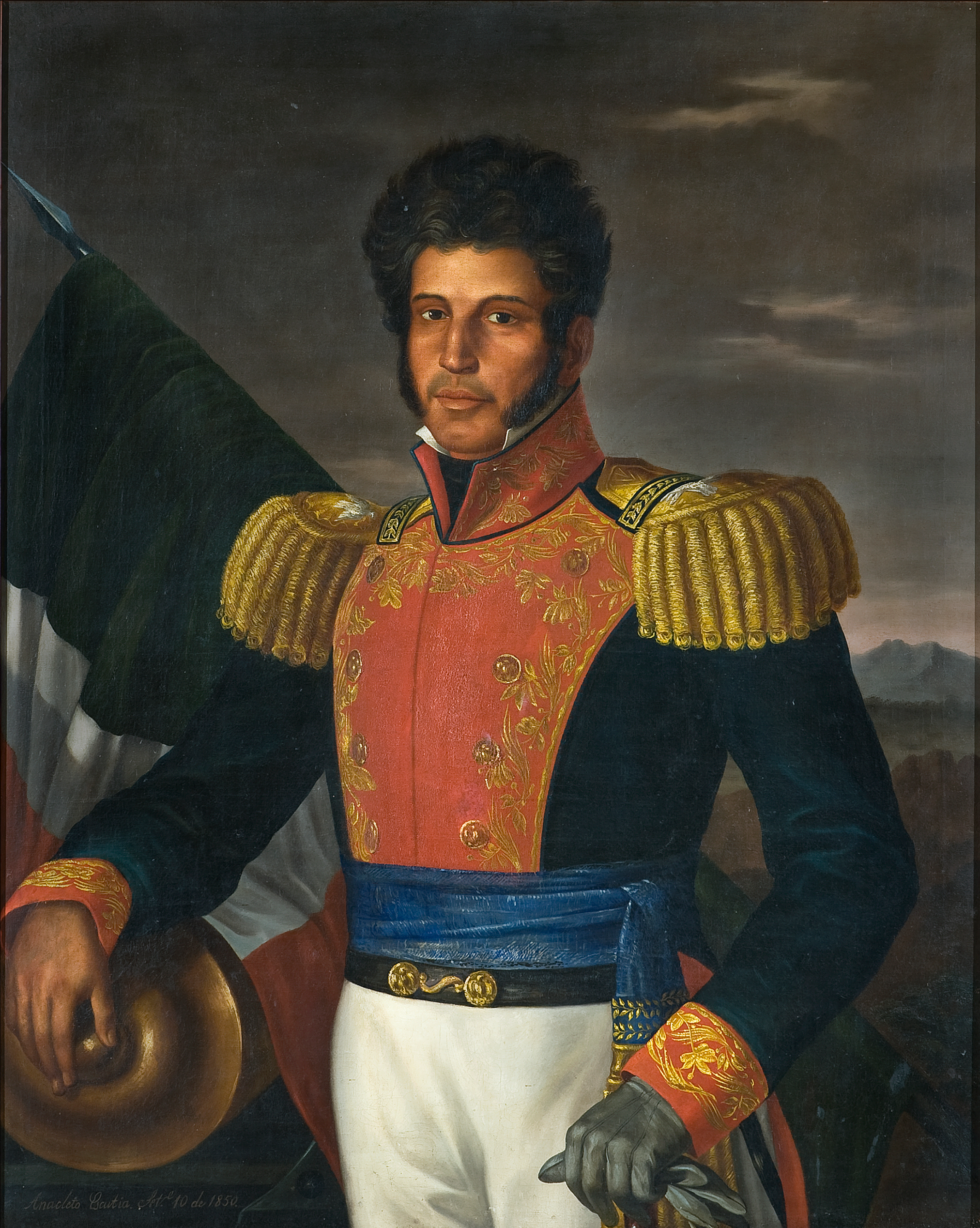
Vicente Guerrero.

La idea de crear el estado de Guerrero surgió desde los tiempos de la lucha por la Independencia de México. El general José María Morelos y Pavón elaboró un documento mediante el cual creaba en el sur de México la provincia de Nuestra Señora de Guadalupe de Tecpan. El territorio que Morelos le asignó a esta provincia correspondía, en ese tiempo, a una parte de las intendencias de México, Puebla y Valladolid. La idea de Morelos no tuvo éxito en ese entonces. Por iniciativa del general Juan Álvarez Hurtado, el entonces presidente de la República, José Joaquín de Herrera, declaró la creación del estado de Guerrero.
El nombre de la entidad rinde homenaje a Vicente Guerrero Saldaña (1782-1831), destacado insurgente y caudillo en la etapa de resistencia durante la guerra de Independencia y segundo presidente de México. El nombre del estado le fue impuesto como tal en su creación el 27 de octubre de 1849. Guerrero es el único estado del país nombrado en honor a un presidente mexicano, pues otros ostentan el nombre de otros personajes destacados de la historia de México. El estado de Hidalgo en honor a Miguel Hidalgo, iniciador de la Independencia de México; Morelos en honor a José María Morelos, también artífice de la guerra de independencia, y Quintana Roo, en homenaje a Andrés Quintana Roo. El nuevo estado se fundó con los territorios de Acapulco, Chilapa y Taxco que antes pertenecían al Estado de México; el de Tlapa perteneciente a Puebla y el de Coyuca que era de Michoacán.

## Elementos identitarios
El Estado de Guerrero reconoce como sus símbolos de identidad y pertenencia a su comunidad política de acuerdo al artículo 31 de la constitución estatal:

Los ciudadanos del Estado de Guerrero reconocen como sus símbolos de identidad y pertenencia a su comunidad política:
1. El escudo; la bandera,

2. El lema del Estado: «Mi patria es primero»; y,

3. El Himno a Vicente Guerrero.

Las leyes respectivas reglamentarán las características y el uso de los símbolos y el himno del Estado.
Artículo 31. Constitución Política del Estado de Guerrero

### Escudo
El Escudo del estado de Guerrero está compuesto por 11 plumas de distintos colores en la parte superior como una especie de corona.En un escudo de boca ibérica, sobre un fondo azul, tenemos la figura enhiesta de un Caballero Jaguar que mantiene en su mano derecha en forma horizontal, una macana de color madera.
Se oficializó la adopción del escudo en el Periódico Oficial número 1 del 2 de enero de 1952, en el Decreto 41 fechado el 20 de diciembre de 1951.

### Bandera
La Bandera de Guerrero consiste en un rectángulo de color blanco con proporción de cuatro a siete entre anchura y longitud y en el centro el Escudo de Guerrero, colocado de tal forma que ocupe tres cuartas partes de la anchura. La bandera fue adoptada oficialmente en el año de 2019 bajo el mando de Héctor Astudillo Flores, lo cual quedó estipulado en la Ley del Escudo, la Bandera y el Himno.

### Lema
El lema actual del estado es Mi patria es primero, usada en documentos oficiales del estado, la cual fue empleada en 1819 por Vicente Guerrero.

“Señores, este es mi padre que ha venido a ofrecerme el perdón de los españoles y un trabajo como general español. Yo siempre lo he respetado, pero la Patria es Primero”.
Vicente Guerrero, 1819

### Himno
El Himno a Guerrero es utilizado en las ceremonias oficiales, donde interviene la Banda de Música del estado, y en festividades escolares se entona el Himno a Guerrero, dedicado a Vicente Guerrero, que consumó la Independencia Nacional. La música fue por Margarito Damián Vargas y el autor de la letra es Francisco Figueroa Mata que fuera gobernador provisional, primero, y, después, sustituto del estado, en el periodo 1918 a 1921.

## Historia

### Época prehispánica

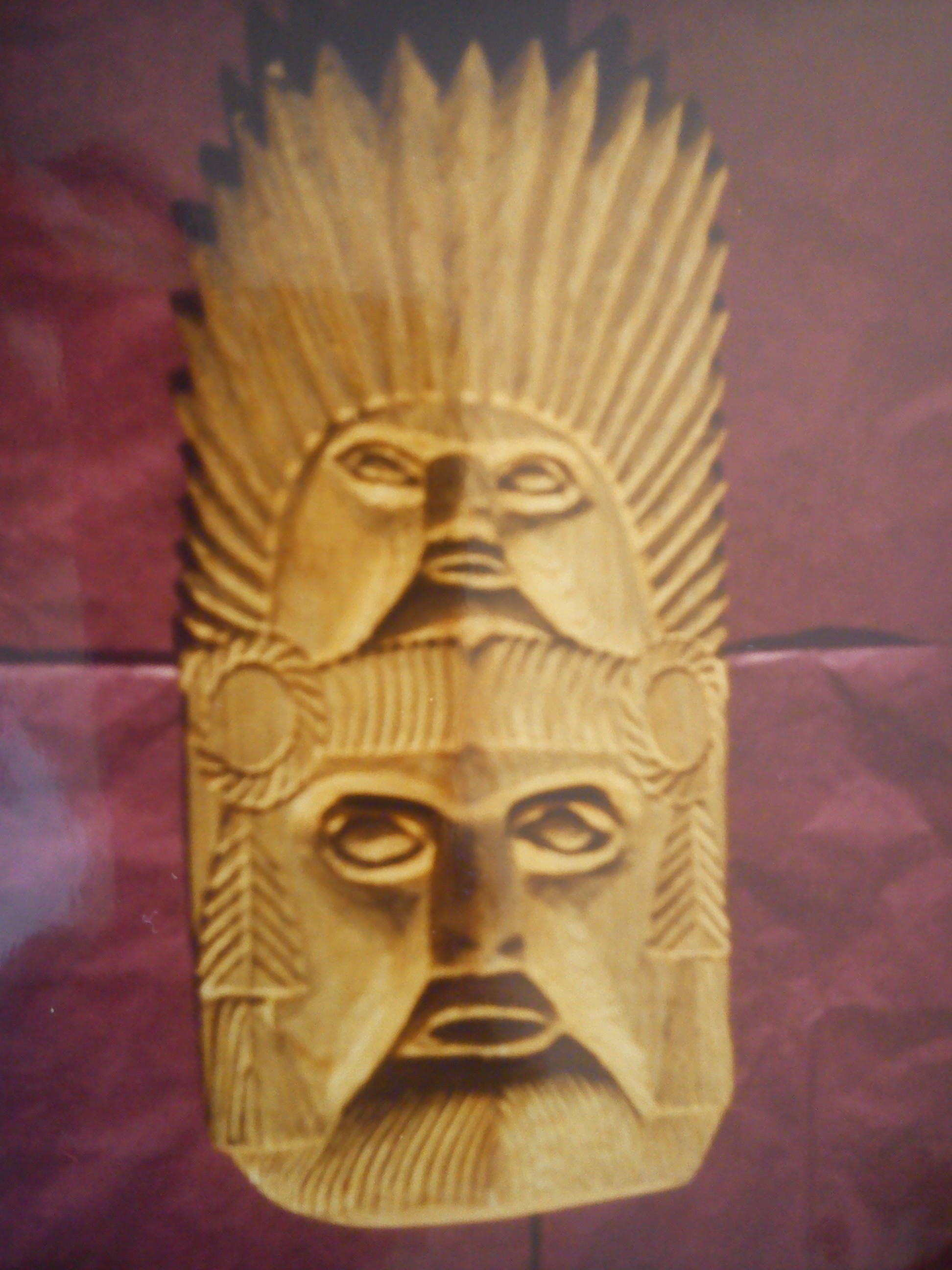
Artesanía de Guerrero: máscara de dos rostros en madera tallada

El Estado de Guerrero se encuentra situado en una región antiguamente llamada Zihuatlán (Lugar junto a las mujeres en náhuatl, Ñuu Ra en mixteco). El territorio que ocupa actualmente la entidad estuvo habitado por grupos nómadas que recorrían las distintas regiones en busca de alimento y refugio hace más de veinte mil años. Los vestigios más antiguos que se han localizado datan aproximadamente de hace 22 mil años y son los restos humanos hallados cerca de los límites de los estados de Guerrero y Morelos, en el lugar conocido como Cueva Encantada.
En el actual territorio estatal, la identidad de los antiguos habitantes es causa de polémica, ya que para algunos autores los mismos olmecas que habitaron la región del Golfo de México también se asentaron en algunas de sus regiones.
Guerrero formó, durante el período preclásico mesoamericano (2500 a. C. -200), una de las ocho regiones en que se dividió este territorio, contando además con importante presencia olmeca que dejó gran influencia en la cultura del estado, como la característica del "Hombre Jaguar". Otro rasgo esencial de la influencia olmeca fue el agrupamiento de las aldeas dispersas, la construcción de templos ceremoniales y el establecimiento de una organización política, cultural y religiosa administrada por sacerdotes que fueron asumiendo funciones de gobierno.
La religión jugó un papel importante como aliciente espiritual y como medio para la explicación de numerosos fenómenos naturales. El establecimiento de aldeas fijas es un indicador importante de los cambios sufridos por los grupos humanos al sedentarizarse, y uno de los asentamientos de este tipo más remoto de los que se han localizado en el país, corresponde al hallado en Puerto Marqués, cerca de Acapulco, en donde se han encontrado objetos de cerámica con una antigüedad de aproximadamente cinco mil años. 
Otras culturas se asentaron en el estado, como la mezcala y los coixcas que llegó a los territorios del estado en el siglo VIII y que asimiló e incorporó a su estilo el modelo cultural teotihuacano en su cerámica; integró en algunos lugares el juego de pelota, que tenía un carácter ritual, e incorporó sus elementos artísticos a la escultura en piedra.
Para el siglo XIV, se encontraban ya asentados en el territorio de la entidad diversos pueblos con sus características culturales propias, conviviendo algunos de manera pacífica y otros en constantes conflictos bélicos. Entre los más importantes estaban los purépechas, cuitlaltecas, ocultecas y matlatzincos, en la Tierra Caliente; los chontales, mazatlecos y tlahuicas en la Sierra Norte; los coíxcas y tepuztecos en los Valles Centrales; los tlapanecos y los mixtecos en La Montaña; los Yopes, mixtecos y amuzgos en la Costa Chica, y los tolimecas, chubias, pantecas y cuitlaltecas en la Costa Grande.
En el estado de Guerrero habitaron los yopes, una tribu que nunca fue sometida por los aztecas, y fue conquistada hacia 1553 por los españoles. Cuando los yopes, desgastados por el asedio mexica, no pudieron hacer frente solos a los invasores por mucho tiempo, la conquista y sumisión del territorio fue rápida y completa, incluso en la mayoría de los casos los pueblos enviaron emisarios a visitar a Cortés para informarle de su sumisión voluntaria.
En 1521 Rodrigo de Castañeda penetró y tomó el sector minero de Taxco; Gonzalo de Sandoval dominó la región Chontal; la sierra del Norte, el valle de Iguala y el Centro de Coixcatlalpan. Un año después, el mismo Gonzalo de Sandoval sujetó la Costa Chica donde se fundó el sexto ayuntamiento de la Nueva España, con cabecera en el poblado de San Luis Acatlán y dominó parte de La Montaña. En 1523, Juan Rodríguez de Villafuerte se apoderó de Cihuatlán y casi toda la Costa Grande; después de destruir el poblado indígena de Zacatula fundó sobre sus ruinas la Villa de la Concepción, donde se instaló poco después el octavo ayuntamiento de la Nueva España y el primer astillero, en el cual se construyeron dos carabelas y dos bergantines. Por encargo de Cortés construyó después en Zihuatanejo tres bergantines más y en ese mismo año llegó a Acapulco, al que denominó Villa Fuerte y cuya encomienda logró obtener tiempo después. Isidro Moreno dominó varios pueblos de la sierra de Tlacotepec y la parte alta de la Costa Grande en la región denominada Atlatomahua. Sin embargo, al finalizar la primera década de la Conquista, los españoles habían reducido violentamente dos rebeliones indígenas, una en Costa Grande en los astilleros de Zacatula, provocada por las vejaciones y la explotación y otra en San Luis Acatlán en la Costa Chica, donde los yopis trataron de recuperar su independencia y destruyeron el pueblo matando a una gran cantidad de españoles.
Los yopes fueron exterminados casi totalmente; en fecha de 2004, solo quedan algunas pequeñas congregaciones de yopes.

### Virreinato

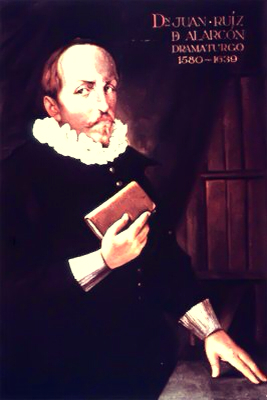
Retrato de Juan Ruiz de Alarcón.

Una vez que Tenochtitlán fue destruida y los mexicas sometidos, el océano Pacífico atrajo la atención de los conquistadores, esencialmente por motivos económicos. En 1519 Hernán Cortés ordenó que se explorara la provincia de Zihuatlán o Zacatula, como la llamaron los conquistadores, para cerciorarse de la existencia del Mar del Sur y de las riquezas en oro y perlas; la expedición estuvo a cargo de Gonzalo de Umbría. A fines de 1520 el mismo Cortés mandó reconocer la región taxqueña, con el objeto de localizar metales para fundir piezas de artillería. De esta manera, la penetración armada fue formalizando la conquista del territorio sureño, que no opuso gran resistencia, debido al temor que había despertado la noticia de la caída de Tenochtitlán.
Al conformarse la primera división política de la Nueva España, en el segundo tercio del siglo XVI, se estableció la Real Audiencia y se dividió el territorio de la Nueva España en cinco provincias, dentro de las cuales se establecieron Corregimientos y Alcaldías Mayores que tenían por objeto vigilar el orden de los pueblos y regular las relaciones entre los españoles y las comunidades indígenas. De esta manera se establecieron en el territorio sureño las alcaldías mayores de Tlapa bajo la jurisdicción de la provincia de Puebla; Taxco, Iguala, Chilapa y Acapulco de la de México y Zacatula bajo provincia de Valladolid.
La evangelización se llevó a cabo principalmente por los frailes agustinos en la zona Centro (Guerrero), La Montaña (Guerrero) y Tierra Caliente y por los franciscanos en la zona Norte, la Costa Grande y Acapulco.
Durante el Siglo de Oro español, sobresalió en la literatura el guerrerense Juan Ruiz de Alarcón, nacido en Taxco a finales del siglo XVI. En la segunda mitad del siglo XVII el gobierno español transformó la organización política sustituyendo las audiencias por intendencias y las alcaldías por partidos.
Guerrero también era un lugar que recibía comercio y comercio de Filipinas y Asia a través de los Galeones de Manila. Los conspiradores filipinos atrapados participando en la fallida Conspiración de Tondó, un complot para expulsar a los españoles con la ayuda del Sultanato de Brunéi y el Shogunato japonés, fueron exiliados a Guerrero.

### La independencia
Tras tres siglos de colonia se gestaron un ambiente prerrevolucionario y un sentimiento de independencia, que estalló con el movimiento insurgente. Se dieron diversas conspiraciones realizadas por criollos, la más significativa fue la de Valladolid (hoy Morelia) en 1809, en la que participó Don José María Izazaga, originario de la hacienda El Rosario, en el actual municipio de Coahuayutla.
Esta conspiración fue descubierta el 20 de diciembre, sin embargo los conspiradores fueron indultados de la pena de muerte por el virrey, arzobispo Francisco Javier de Lizana y Beaumont.
En 1810 fue organizada la conspiración de Querétaro, a cargo del cura Miguel Hidalgo, el corregidor Miguel Domínguez, su esposa Josefa Ortiz de Domínguez, los militares Ignacio Allende, Juan Aldama y Mariano Abasolo, que logró levantar el primer movimiento armado contra el poder realista español, con el Grito de Dolores, logrando iniciar así la lucha por la Independencia de México.
El 20 de octubre de 1810, Hidalgo comisionó a José María Morelos para levantar en armas al sur, consciente de la importancia que tenía para la causa el puerto de Acapulco. Morelos entró a tierras surianas siguiendo la ruta de la Costa Grande. Después de varios intentos fallidos para tomar el puerto Morelos dejó tendido un cerco y marchó a los valles centrales, donde se unieron a la causa: Vicente Guerrero a quien el nombre del estado rinde homenaje, Nicolás Bravo, otro caudillo que llegó a la presidencia en 1839, y que combatió bajo las órdenes de José María Morelos, junto con Hermenegildo Galeana y Leonardo Bravo, y en el segundo círculo de insurgentes se encontraba Juan N. Álvarez, quien años más tarde impulsaría, junto con Nicolás Bravo, la creación del estado, y sería su primer gobernador, así como el matrimonio Catalán en Chilpancingo.
En 1810 proveniente de Zacatulaen José María Izazaga, benefactor insurgente se integró con 130 hombres al ejército Insurgente en Petatlán, estado Guerrero.
El 6 de septiembre de 1813 fue inaugurado en el templo de Nuestra Señora de la Asunción en Chilpancingo, el Congreso de Anáhuac, una idea que Morelos había recibido de Miguel Hidalgo, en su encuentro con él el 20 de octubre de 1810, y que pretendía establecer bases legislativas para la organización de la lucha por la Independencia. El día que inauguró el Congreso, Morelos pronunció un famoso discurso conocido como Sentimientos de la Nación, documento que ha servido de inspiración para muchas generaciones de políticos.
El Congreso promulgó el 13 de septiembre el Acta Solemne de la Declaración de Independencia de la América Septentrional, declarando a México como nación independiente.
El 22 de octubre de 1814, fue expedida la Constitución de Apatzingán, primer documento en la historia del constitucionalismo mexicano.
A la muerte de Morelos, Vicente Guerrero tomó en sus manos la bandera de la insurrección en un periodo de resistencia, entre 1816 y 1820, cuando muchos insurgentes como Nicolás Bravo e Ignacio López Rayón, se acogieron a la política del indulto, instrumentada por el virrey Juan Ruiz de Apodaca, y solo Guerrero y Guadalupe Victoria en Veracruz, se mantenían como insurgentes; por lo demás, el país estaba casi pacificado. Durante este período, los mexicanos de ascendencia filipina que emigraron a Guerrero se unieron a la guerra de la independencia bajo el mando del general Isidoro Montes de Oca.
En 1820 Apodaca, en vista de que Guerrero no podía ser derrotado, comisionó al coronel Agustín de Iturbide (artífice de la caída de Morelos, y quien se encontraba retirado desde 1816 debido a un escándalo de corrupción) como comandante de las fuerzas realistas en el sur del país.
Pronto, Iturbide se dio cuenta de que las fuerzas de Guerrero conocían mucho mejor que los realistas la zona montañosa de Guerrero, y no podían derrotarlos; por su parte Guerrero estaba aislado del país y no podía seguir solo la lucha. Por los motivos antes enunciados, Guerrero e Iturbide crearon el Ejército Trigarante con el abrazo de Acatempan el 10 de enero de 1821.
Iturbide y Guerrero firmaron el 24 de febrero el Plan de Iguala o de las tres garantías (independencia, libertad y religión), que entre sus postulados estaban invitar a todos los habitantes de la Nueva España a olvidar sus divisiones y a unirse para alcanzar la independencia. México sería una nación independiente gobernada por el rey Fernando u otro príncipe conservador europeo; criollos y peninsulares tendrían los mismos derechos y privilegios; y la Iglesia católica continuaría teniendo sus privilegios en México. Creado el ejército de las Tres Garantías, fue puesto bajo el comando de Iturbide para garantizar el Plan de Iguala. El plan satisfizo a liberales y conservadores: la meta de la independencia y la protección de la Iglesia católica hicieron posible que todos se unieran al movimiento independentista.
En agosto, el virrey Apodaca fue depuesto y en su lugar llegó Juan O'Donojú, último virrey, quien firmó los Tratados de Córdoba, con los que se reconocía la independencia de México, y el Ejército Trigarante entró a la Ciudad de México el 27 de septiembre de 1821.

### La creación del Estado

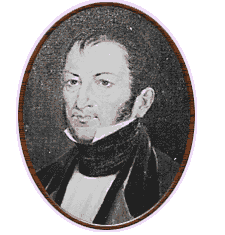
Nicolás Bravo, caudillo de la Independencia e impulsor de la creación del estado.

En noviembre de 1810 Morelos hizo conocer a sus tropas la intención de erigir una provincia en el sur del país, llamada Nuestra Señora de Guadalupe de Tecpan con territorios de las intendencias de Puebla, México y Valladolid, pero con el declive de la campaña de Morelos, el proyecto quedó en el olvido.
Fue hasta 1823, en el Segundo Congreso Constituyente que Nicolás Bravo y Vicente Guerrero recuperaron la idea de Morelos; la creación del Estado del Sur, que tendría el mismo territorio de la Capitanía General del Sur, pero el Congreso rechazó la propuesta, estableciéndose la Comandancia Militar del Sur, con centro de operaciones en Chilpancingo.
Al morir fusilado Vicente Guerrero en Cuilapan, Oaxaca, el 14 de febrero de 1831, varios diputados (entre ellos el futuro presidente Benito Juárez) solicitaron en 1833 la creación del estado de Guerrero, y el cambio de nombre de Cuilapan por Guerrerotitlán, con el apoyo del cacique Juan Álvarez y de Nicolás Bravo; pero la propuesta no fue aprobada.
El 15 de mayo de 1849 el presidente José Joaquín de Herrera envió al Congreso la iniciativa para crear el estado de Guerrero, con territorio de los Estados de Michoacán, Puebla y México. La iniciativa fue aprobada por la Cámara de Diputados el 20 de octubre y por el Senado el 26 de octubre.
El día 27 de octubre de 1849 en sesión solemne del Congreso de la Unión, fue declarado constituido legalmente el Estado Libre y Soberano de Guerrero, y se nombró al general Juan Álvarez como comandante general interino.

### Liberalismo

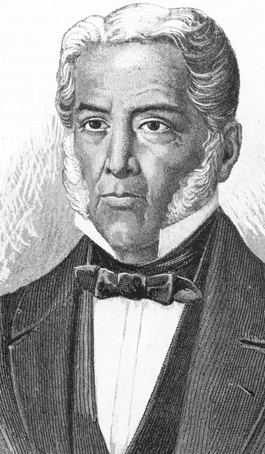
Juan N. Álvarez, primer gobernador del estado.

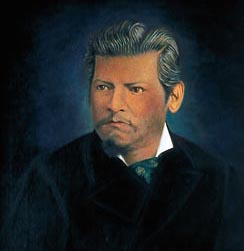
Ignacio Manuel Altamirano, padre de la literatura mexicana moderna.

En enero de 1850 se celebraron elecciones para diputados a la Legislatura Constituyente del Estado, que una vez integrada el 30 de enero en Iguala ratificó el 31 de enero a Juan Álvarez como primer gobernador del estado, pero el 13 de junio Álvarez solicitó licencia para ausentarse del gobierno y fue designado por la legislatura el coronel Miguel García, quien estuvo en el cargo hasta el 15 de enero de 1851, y promulgó la Ley Orgánica Provisional, para la organización del estado, que designaba a Tixtla como capital del Estado.
El 26 de junio de 1851 fue publicada la Constitución Política del Estado Libre y Soberano de Guerrero.
Entre 1862 y 1867 el Estado participó activamente en la defensa de la soberanía nacional, que fue amenazada por la Intervención Francesa.
Fue entonces cuando se dio el inicio del esplendor cultural en Guerrero, con su máximo exponente Ignacio Manuel Altamirano, uno de los más conocidos literatos mexicanos, quien también fungió como político y militar, y era de raza indígena. Murió siendo cónsul en San Remo, Italia.
Tras la derrota del ejército francés en 1867 y la caída del emperador Maximiliano de Habsburgo, el estado volvió a su vida normal y el hijo de Juan Álvarez, Diego, asumió la gubernatura y promulgó una nueva constitución el 26 de junio de 1874.
Juárez murió el 18 de julio de 1872 y le sustituyó el presidente de la Suprema Corte de Justicia, Sebastián Lerdo de Tejada, quien indultó a los participantes en la revuelta de la Noria y convocó a elecciones para noviembre, en las que fue reelecto.
En 1876 hubo nuevamente elecciones presidenciales y competían Lerdo contra Díaz, el primero resultó triunfador y Díaz promulgó el Plan de Tuxtepec, que convocó nuevamente a una revuelta.
En el estado de Guerrero el movimiento fue secundado por Vicente Cuenca (teniente coronel de Benito Juárez) en Iguala fusilado por las fuerzas porfiristas y enterrado en la iglesia de Iguala; José Sánchez en Soyatlán, Jesús Márquez en Chilapa y Enrique M. Sosa en Atlamajac. Nuevamente el general Diego Álvarez encabezó la defensa de la institucionalidad y logró ganar varias batallas en la zona centro; los porfiristas, reforzados por sus correlegionarios poblanos, vencieron definitivamente en Amojileca, en el municipio de Chilpancingo y en el Playón, a un costado de Xaltianquis en el municipio de Acapulco.
En Tlaxcala venció definitivamente Díaz a las fuerzas del gobierno y de esta manera asumió el poder que mantuvo durante casi 30 años.

### SigloXX
Desde finales del siglo XIX se gestaron movimientos contra la dictadura de Porfirio Díaz, y en Guerrero el más famoso fue el de Canuto A. Neri, contra el gobernador Francisco O. Arce, en 1893, donde las fuerzas de Arce fueron derrotadas y Neri asumió provisionalmente la gubernatura.
En 1891 se desarrolló un movimiento dirigido por José Cuevas que llegó a reunir una gran cantidad de comunidades de los valles centrales y que pretendía la caída de la dictadura.
En 1901, surgió un nuevo levantamiento en Mochitlán y Quechultenango, al mando de Anselmo Bello y Gabino Gardeño, quienes proclamaron el Plan del Zapote. En él se desconocía al presidente Díaz, se exigía el respeto a las elecciones democráticas y el reparto de tierras. Al conocer la situación Díaz mandó al coronel Victoriano Huerta a sofocar la rebelión.
En 1909 el hacendado coahuilense Francisco I. Madero publicó el libro "La Sucesión Presidencial en 1910", y viajó por el país en una gira política sin precedentes, organizando el Partido Nacional Antirreeleccionista, que tuvo filiales en la mayoría de los estados de la república. En Huitzuco, con la orientación de Octavio Bertrana, se formó el Círculo Antirreeleccionista "Juan N. Álvarez", encabezado por los hermanos Ambrosio, Rómulo y Francisco Figueroa.
En febrero de 1911, los Figueroa libraron uno de los primeros combates en el sur, en Atenango del Río. Para julio, tras la caída de Díaz y durante el interinato de Francisco León de la Barra se libró el primer combate del ejército zapatista, comandado por Emiliano Zapata.
Cuando se celebró el Congreso Constituyente (entre diciembre de 1916 y enero de 1917) en Querétaro, asistieron tres diputados guerrerenses, quienes pugnaron principalmente por la inclusión de los derechos agrarios en la Carta Magna, hecho que se vio consagrado en el artículo 27.
El Estado apoyó el Plan de Agua Prieta y a Álvaro Obregón en su revuelta contra el presidente Venustiano Carranza, durante 1920. De hecho, Obregón escapó de la policía carrancista disfrazado de fogonero y consiguió llegar a Chilpancingo, donde inició su movimiento.
En la llamada época del milagro mexicano hubo un desarrollo turístico de Guerrero, principalmente de Acapulco, inspirado por Miguel Alemán Valdés, presidente entre 1946 y 1952. En 1950, la Costera de Acapulco fue nombrada en honor de alemán.
Durante la década de 1970 el estado de Guerrero fue escenario de varios movimientos opositores al régimen priísta del país. Empujados en cierta manera por la poca atención a sus demandas, un grupo de profesores —entre ellos Lucio Cabañas y Genaro Vázquez— optaron por la lucha armada. La Asociación Cívica Nacional Revolucionaria y la Brigada de Ajusticiamiento del Partido de los Pobres tuvieron un gran impacto en la opinión pública nacional. Este último grupo, comandado por Cabañas Barrientos, secuestró a Rubén Figueroa Figueroa (senador por Guerrero y futuro gobernador del estado) en 1974, lo que dio pie a una dura represión por parte del Ejército Mexicano. Como resultado, Cabañas Barrientos fue muerto en Técpan de Galeana, suerte que corrieron otros miembros de las guerrillas de la Sierra Madre del Sur. Otros fueron detenidos y desaparecidos. Estos hechos forman parte de la Guerra Sucia mexicana. Años más tarde, también en la región de la Costa Grande, la policía del estado asesinó a 17 campesinos en el vado de Aguas Blancas (Coyuca de Benítez) el 28 de junio de 1995. Al año siguiente se levantó en armas el Ejército Popular Revolucionario, al que se supone ligado a la guerrilla del Partido Revolucionario Obrero Clandestino Unión del Pueblo-Partido de los Pobres (PROCUP-PdlP).

### SigloXXI
Con la fundación del Partido Nacional Revolucionario (hoy Partido Revolucionario Institucional) en 1929 todos los gobernadores provinieron de este partido, hasta que en las elecciones del 6 de febrero de 2005, el perredista Zeferino Torreblanca, derrotó al candidato del PRI, Héctor Astudillo.

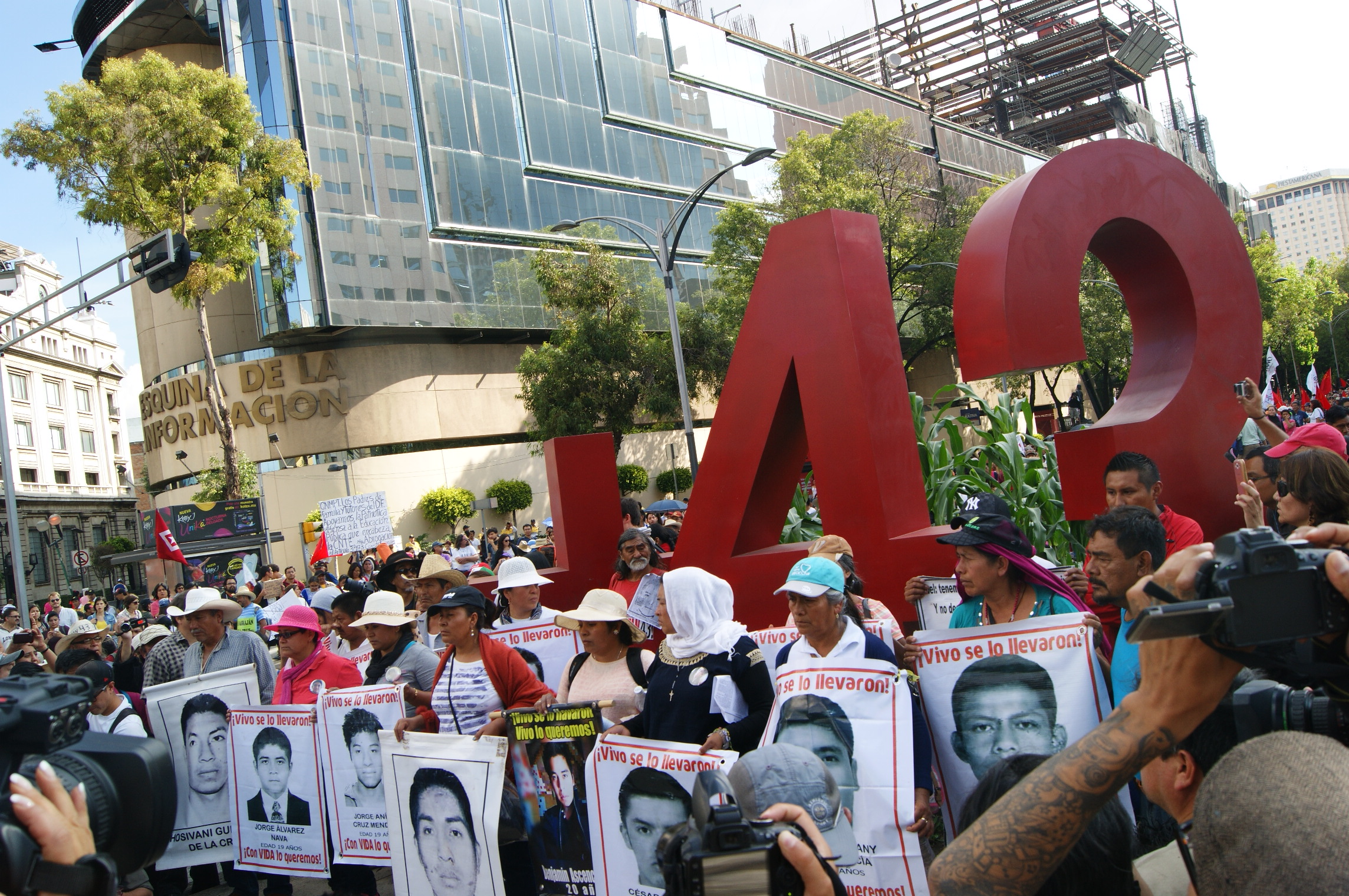
Familiares de los normalistas desaparecidos frente al Antimonumento 43.

El 12 de diciembre de 2011 los estudiantes de la Escuela Normal Rural de Ayotzinapa se trasladaron a Chilpancingo de los Bravo para solicitar el cumplimiento de sus demandas. Los manifestantes bloquearon la Autopista del Sol. Tras la llegada de la policía se produjo un enfrentamiento en el que murieron por heridas de arma de fuego los estudiantes Jorge Alexis Herrera Pino y Gabriel Echeverría de Jesús. Gonzalo Miguel Rivas Cámara, ingeniero, sufrió quemaduras de tercer grado al intentar apagar el incendio que manifestantes iniciaron en dos bombas dispensadoras y murió días después.
El 26 de septiembre de 2014 fueron atacados por elementos de la policía municipal y desaparecieron 43 normalistas de la Escuela Normal Rural de Ayotzinapa, en Iguala de la Independencia además de que 6 personas fallecieron. Varios organismos internacionales condenaron este hecho y en varias partes del mundo se llevaron a cabo marchas a favor de las familias y de los desaparecidos exigiendo al gobierno mexicano encontrar a los estudiantes. Uno de los principales sospechosos es el presidente de Iguala José Luis Abarca Velázquez, siendo encarcelado más tarde.
Debido a este evento normalistas de Ayotzinapa incendiaron varias oficinas que se encuentran en el interior del Palacio de Gobierno de Guerrero, así como las instalaciones del Ayuntamiento de Chilpancingo, los normalistas quemaron un camión de la empresa Bimbo sobre el bulevar René Juárez Cisneros.
Dado el conflicto, el 23 de octubre de 2014, Ángel Aguirre Rivero, el entonces gobernador, anunció que solicitaría licencia al cargo a solicitud del Senado de la República y el 25 de octubre el Congreso de Guerrero aprobó su solicitud de licencia, nombrando a Rogelio Ortega Martínez, como gobernador interino.
Durante 2015, se realizaron las elecciones estatales, resultando ganador Héctor Astudillo Flores, significando el retorno del PRI a la gobernatura.

## Geografía
El Estado de Guerrero se localiza en la zona de coordenadas meridional de la República Mexicana, sobre el océano Pacífico y se ubica entre los 16°18′ y 18°48′ de latitud norte y los 98°3′ y 102°12′ de longitud oeste. Limita al norte con los estados de México (216 km) y Morelos (88 km), al noroeste con el estado de Michoacán (424 km), al noreste con el estado de Puebla (128 km), al este con el estado de Oaxaca (241 km) y al sur con el mar Mexicano (océano Pacífico) (500 km). Dentro de México pertenece a la Zona Pacífico Sur. El estado tiene una extensión de 63 794 km², es decir, el 3,2 % del total del territorio nacional. Ocupa el decimocuarto lugar en extensión territorial.
El estado de Guerrero es sumamente montañoso, tiene serranías, además de ser muy irregular por sus sierras madres. Es atravesado por la Sierra Madre del Sur. El Eje Volcánico Transversal origina las sierras de Sultepec y Taxco. Junto con Oaxaca, extiende su territorio por la llamada Depresión Austral, y es recorrido por la sección sureste de la Sierra Madre del Sur. El Eje Volcánico Transversal atraviesa parte de Guerrero, principalmente la Región Norte. Mientras que los bosques de coníferas del Estado, son de los más grandes del país, un 14,8 % está en Guerrero.
Guerrero es uno de los Estados con más caudales hidrológicos. Dentro de la República Mexicana, el estado de Guerrero ocupa el decimosegundo sitio en cuanto a disponibilidad acuífera, su aprovechamiento es de 602,626 millones de m³. Su territorio es cruzado por uno de los ríos más importantes de México, el Balsas. El territorio del estado se encuentra sobre tres regiones hidrológicas. La región 18 del río Balsas, de la que Guerrero ocupa el 31 % de la superficie. Tiene como presas más importantes a la Valerio Trujano en Tepecoacuilco, que surte de energía eléctrica a gran parte de la Región Norte. La región 19 de la Costa Grande ocupa el 20 % del territorio estatal, y sus ríos más importantes son el Ixtapa, Tecpan, Coyuca, La Sabana, Coyuquilla y Petatlán, además del Atoyac. Por último, la región 20 de la Costa Chica, de la que el 26,4 % de la superficie pertenece a Guerrero. No tiene muchos ríos, pero destacan el Nexpa, Ometepec y Papagayo. Los lagos y lagunas más importantes son Potosí, Mitla, Nuxco, Coyuca, Tres Palos, San Marcos (Tecomate), Chautengo, Tila, Huamuxtitlán, Tuxpan, Tixtla, Tecomate.

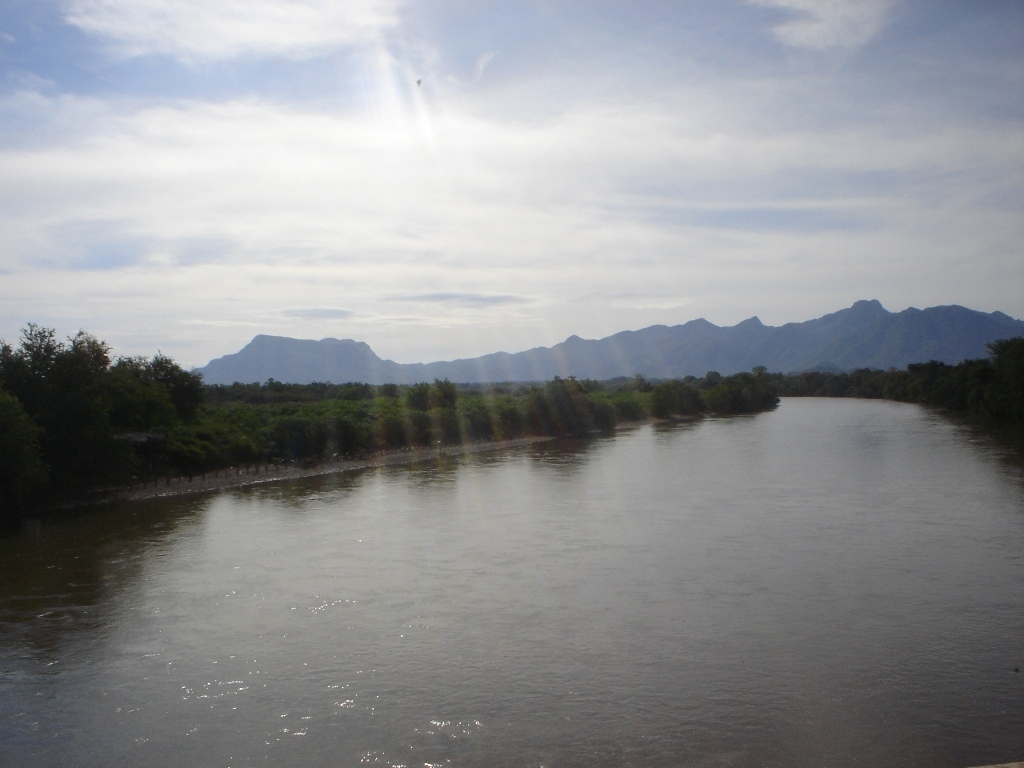
El río Balsas es uno de los más importantes de Guerrero. Vista del río desde Coyuca de Catalán.

Guerrero casi no posee recursos de subsuelo, los más importantes se remontan a unas pocas salinas en la Costa Grande, principalmente en el municipio de Atoyac. Por lo demás, el subsuelo, según informes de la SEMARNAT, está gravemente contaminado, principalmente en Acapulco.
La flora está compuesta principalmente por árboles de amate copal, cuagiote, organeras, huizache y palmeras. Entre los animales más característicos de la fauna guerrerense están las iguanas, las serpientes, las lagartijas, las liebres, los conejos y los coyotes.Los animales en peligro de extinción en el Estado de Guerrero son el venado, el jaguar, el águila, la tortuga, la iguana,así como el conejo de Omiltemi (Sylvilagus insonus), la nauyaca guerrerense de montaña (Mixcoatlus barbouri), la coqueta de Atoyac (Lophornis brachylophus) y el tlaconete de Teotepec (Pseudoeurycea teotepec), estos últimos, de suma importancia biológica por tratarse de endemismos.
Más del 60 % de la superficie estatal disfruta de clima cálido subhúmedo con precipitaciones en verano. El segundo lugar lo ocupa el clima semicálido con lluvias en verano, en casi la quinta parte del territorio. El resto lo ocupan climas menores, entre los que destacan semicálidos y templados, todos con lluvias moderadas. Según datos del INEGI, la ciudad de Chilpancingo tiene una temperatura media anual de 21,9 °C. Por lo que respecta a precipitación total anual, el mes que mayor precipitación hay en el Estado es septiembre, y el lugar con más lluvias es Pueblo Hidalgo, San Luis Acatlán.
| Flora y fauna de Guerrero |          |               |           |           |
|                           |          |               |           |           |
| Tepezcuintle              | Iguana   | Tortuga carey | Coyote    | Armadillo |
|                           |          |               |           |           |
| Jaguar                    | Pelícano | Coyámel       | Ocelote   | Mazacoate |
|                           |          |               |           |           |
| Pochote                   | Oyamel   | Cactus erizo  | Ahuehuete | Maguey    |

### Límites territoriales
El estado colinda al norte con los estados de México (216 km) y Morelos (88 km), al noroeste con el estado de Michoacán (424 km), al noreste con el estado de Puebla (128 km), al este con el estado de Oaxaca (241 km) y al sur con el océano Pacífico (500 km).

#### Decretos de fronteras
La frontera con Michoacán ha sido designada por dos Decretos: uno de la Federación, publicado en el Diario Oficial del 14 de diciembre de 1906, y otro del Estado, marcado con el número 18 del 20 de noviembre de 1907, que confirma y ratifica el anterior.
Con el estado de México; por Decreto de 15 de mayo de 1849, expedido por el Congreso General (hoy Congreso de la Unión), el que procedió al Decreto de Erección del Estado, con el estado de Morelos por el convenio celebrado entre ambas entidades el 8 de octubre de 1946. Con Puebla, los límites están en el mapa oficial, levantado en el año de 1845 por órdenes del Poder Ejecutivo Federal, y con Oaxaca, por laudo pronunciado por particular el 28 de abril de 1890, que acepta el dictamen de las comisiones de límites de ambos estados, con base en el cual se expidió el Decreto de la Legislatura del Estado de 27 de noviembre del mismo año de 1890.

## Demografía

### Población
Guerrero es uno de los estados con la menor variación de población en su historia, ya que casi no sufrió los estragos poblacionales de la guerra de Independencia y de la revolución mexicana (los dos movimientos sociales que han causado mayor pérdida humana en la historia de México, en el siglo XIX y en el siglo XX, respectivamente). Ha mantenido su población prácticamente estable, pero con algunos cambios, derivados principalmente de la migración, ya que Guerrero genera el 1,1 % de la migración total del país.
A partir de la década de 1970 la población comenzó a crecer, y registró la tasa de crecimiento más alta de su historia, 3,2.
Conforme a las proyecciones del Consejo Nacional de Población, Guerrero cuenta con 3,643,974 habitantes al año 2019, por lo que ocupa el lugar decimosegundo a nivel nacional.
De la población total del estado, 1,764,293 son hombres y 1,879,681 son mujeres. La tasa de crecimiento total de la entidad del año 2019 fue del 0.4%. El municipio más poblado es Acapulco de Juárez con 837,914 habitantes, y el menos habitado es Atlamajalcingo del Monte con 5328 habitantes.
Notas
- Fuente:Instituto Nacional de Estadística y Geografía
- Censos de población (1895 - 1990, 2000, 2010 y 2020)[61]
- Conteos de Población (1995 y 2005)[61]
- Encuesta Intercensal (2015)[62]

### Desigualdad social
La pobreza en Guerrero ocupa el tercer lugar a nivel nacional, superado solo por Chiapas y Oaxaca, aunque en este estado se localiza una de las zonas más pobres de México, la Región Montaña (alta y baja), donde se localiza el municipio más pobre de México, Cochoapa el Grande, cuyos niveles de vida son similares a los de algunas de las regiones más pobres de África. Junto a Coicóyan de las Flores, un municipio oaxaqueño vecino de Metlatónoc, estos municipios son los más pobres del país. En 2004, alrededor de 600 000 personas del estado estaban inscritos en las instituciones estatales, federales y privadas de seguridad social. En 2006, el 7,2 % de la población estatal era derechohabiente del IMSS.
De acuerdo con las cifras dadas a conocer por el Consejo Nacional de Población (CONAPO) en 2004, en el Estado de Guerrero, los usuarios de los servicios de salud son en un 48,3 % hombres y 51,7 % mujeres. A 2005 fueron diagnosticados 8720 casos de sida, pero solo 4382 lograron atenderse.

### Índice de Desarrollo Humano
| Alto Medio Bajo |

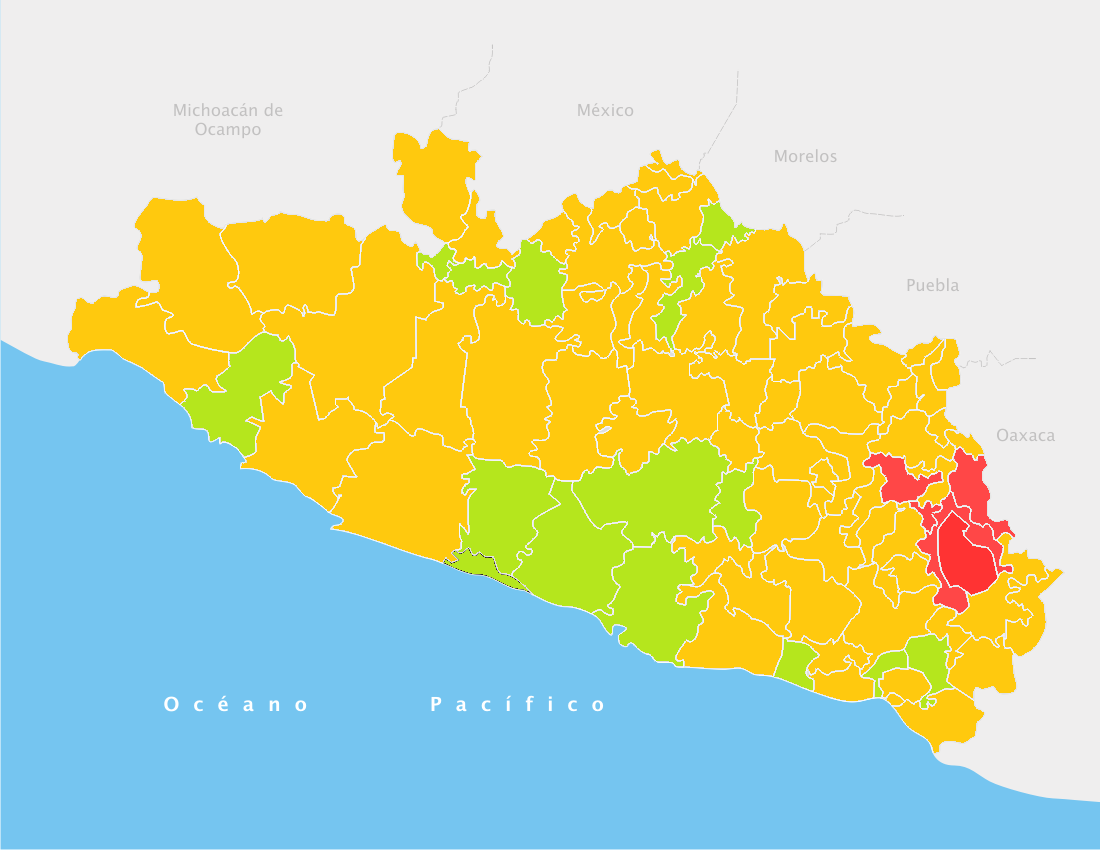
Mapa de Guerrero que muestra el índice de desarrollo humano basado en los Indicadores de Desarrollo Humano y Género en México 2010 - 2020 del PNUD.

En esta es una lista se muestran los municipios de Guerrero con mayor IDH según los Indicadores de Desarrollo Humano y Género en México 2020 del Programa de las Naciones Unidas para el Desarrollo (PNUD) publicado en 2023. El estado comprende 15 municipios con IDH alto, 61 municipios con IDH medio y 5 municipios con IDH bajo. Tomar en cuenta que Guerrero no cuenta con municipios con IDH muy alto.
| 1                                                    | Chilpancingo de los Bravo       | 0.779 | Bosnia y Herzegovina |
| 2                                                    | Acapulco de Juárez              | 0.754 | Brasil               |
| 3                                                    | Zihuatanejo de Azueta           | 0.754 | Brasil               |
| 4                                                    | Municipio de Tixtla de Guerrero | 0.754 | Brasil               |
| 5                                                    | Iguala de la Independencia      | 0.741 | Ecuador              |
| 6                                                    | Benito Juárez                   | 0.732 | Egipto               |
| 7                                                    | Buenavista de Cuéllar           | 0.718 | Libia                |
| 8                                                    | Arcelia                         | 0.708 | Jamaica              |
| 9                                                    | Azoyú                           | 0.708 | Jamaica              |
| 10                                                   | Marquelia                       | 0.707 | Samoa                |
| 11                                                   | Florencio Villarreal            | 0.706 | Líbano               |
| 12                                                   | Atoyac de Álvarez               | 0.705 | Indonesia            |
| 13                                                   | Pungarabato                     | 0.703 | Vietnam              |
| 14                                                   | Tlapehuala                      | 0.703 | Vietnam              |
| 15                                                   | Coyuca de Benítez               | 0.700 | Filipinas            |
| No se incluyen 4 municipios creados después de 2020. |                                 |       |                      |

### Distribución del ingreso
En 1999, de acuerdo con una encuesta de ingresos económicos, había un total de 2 814 267 unidades económicas trabajando activamente en el Estado de Guerrero, siendo el comercio la actividad que más unidades utilizaba, con 1 443 676 negocios dedicados a esa actividad económica.
En 2004, el trabajo en el cual se percibían mejores remuneraciones, era el del comercio menor, con $1 493 590 pesos mexicanos de 3 005 157 unidades que entraron al estado ese año. En contraste, solo 349 unidades estaban dedicadas a la dirección de empresas y corporativos.

### Población afromexicana

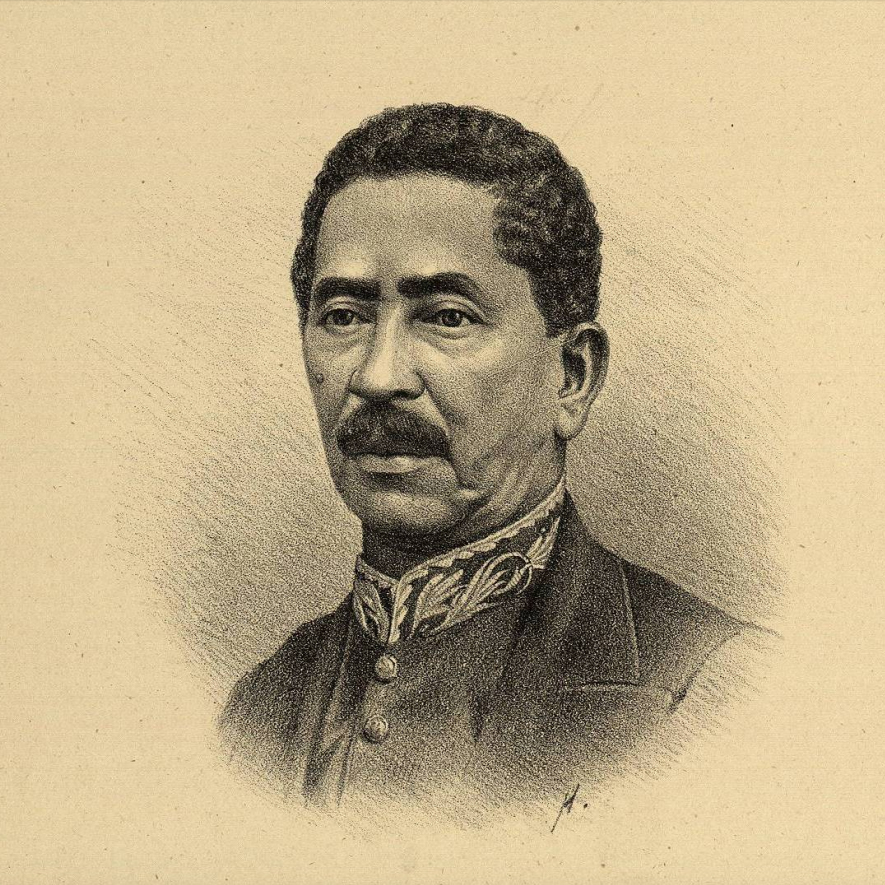
Diego Álvarez Benítez, primer afrodescendiente en ser gobernador de Guerrero durante el periodo 1881–1885.

El estado de Guerrero es la entidad federativa con mayor porcentaje de afromexicanos en México, contando con 16 municipios en donde al menos 10% de la población se identifica como afrodescendiente o negra, solo superado por Oaxaca que cuenta con 69 municipios en esta categoría, la mayoría de estos municipios se concentran en la región de la Costa Chica. Proporcionalmente, Guerrero cuenta con un 6,5% de personas afrodescendientes respecto a su población total.

En algunas zonas de la Costa Chica, la denominación popular para los afromexicanos es a través de la palabra cuculuste, una palabra de origen indígena para denominar al cabello chino y crespo.

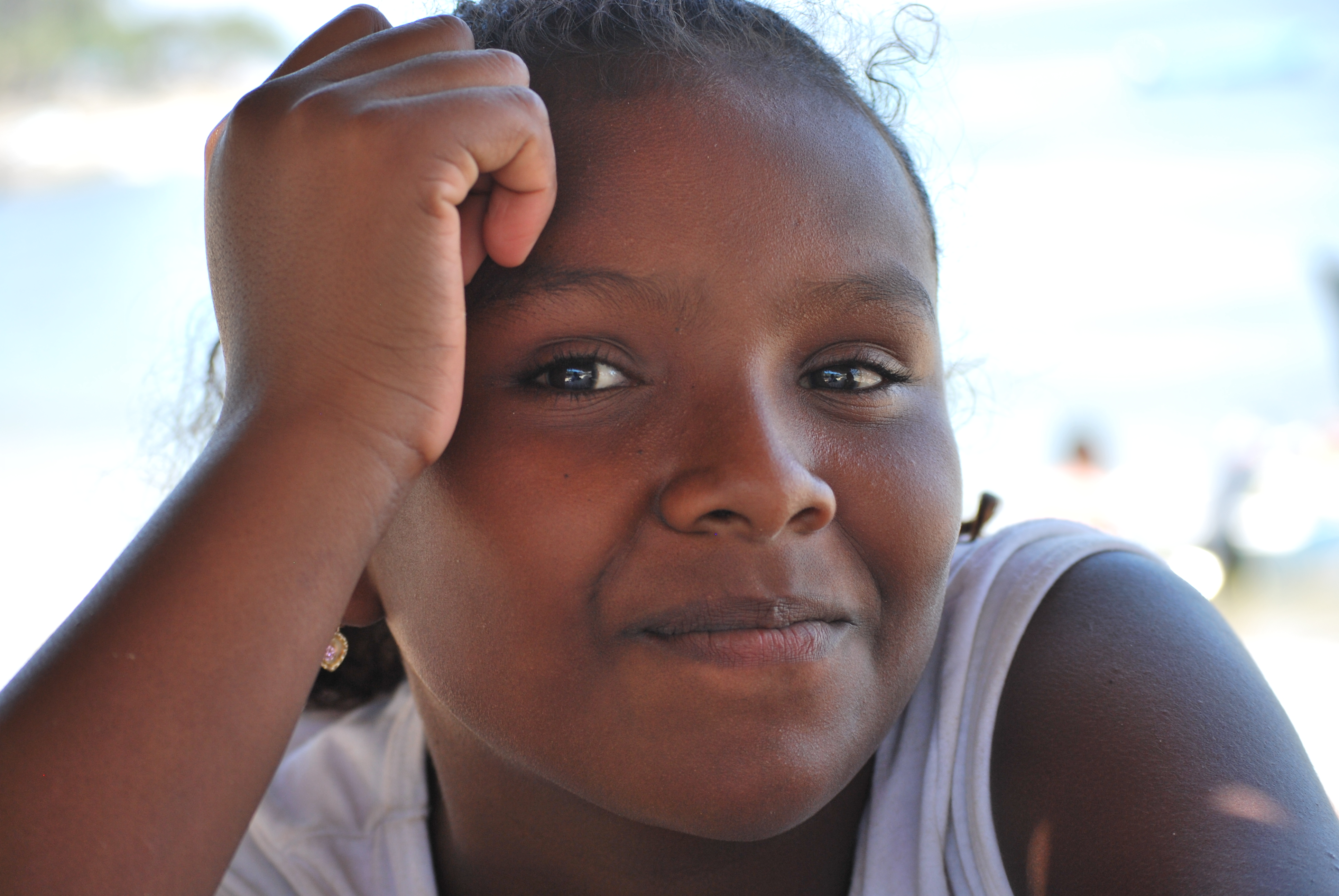
Niña afromexicana de Punta Maldonado, Cuajinicuilapa.
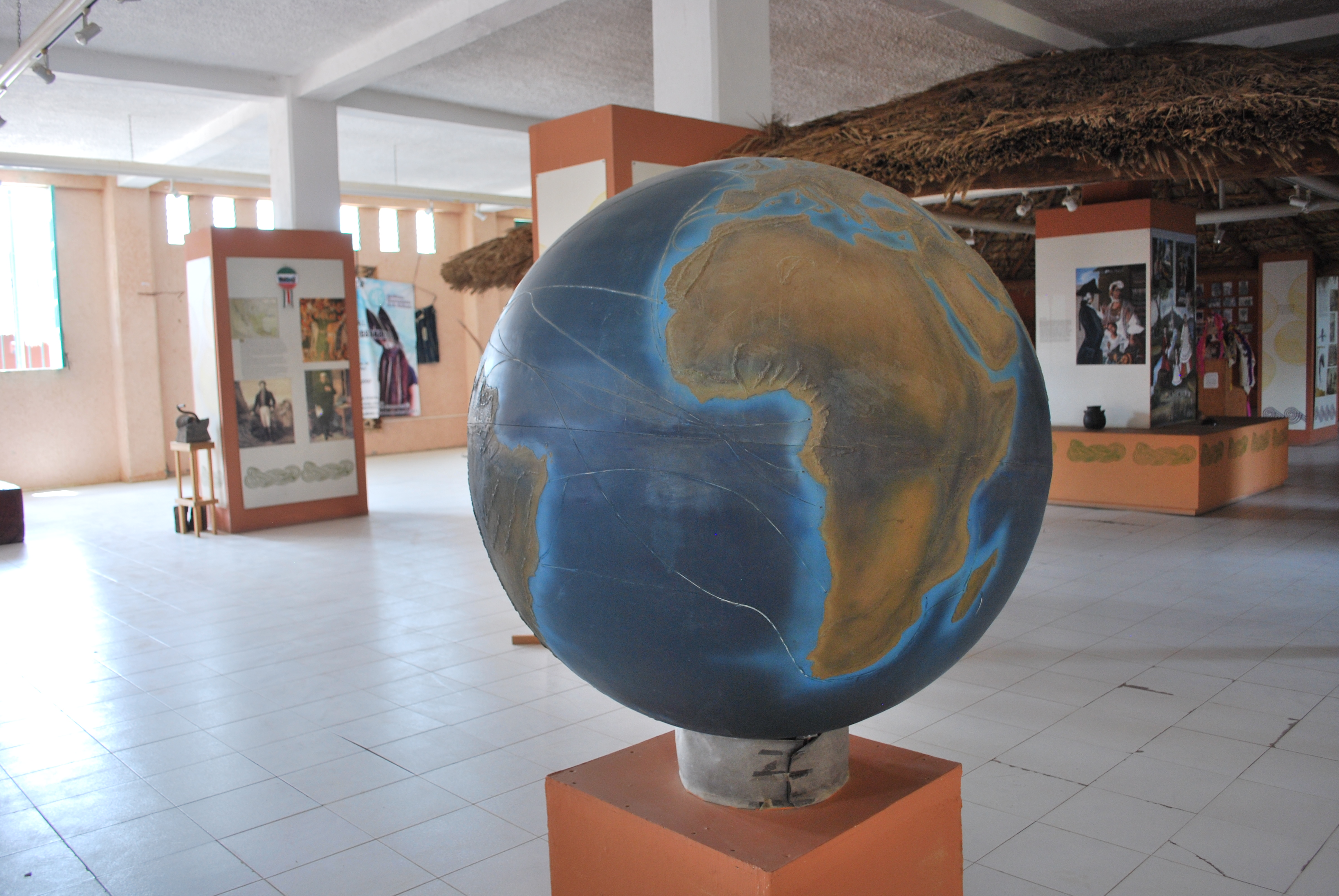
Museo de las Culturas Afromestizas en Cuajinicuilapa.
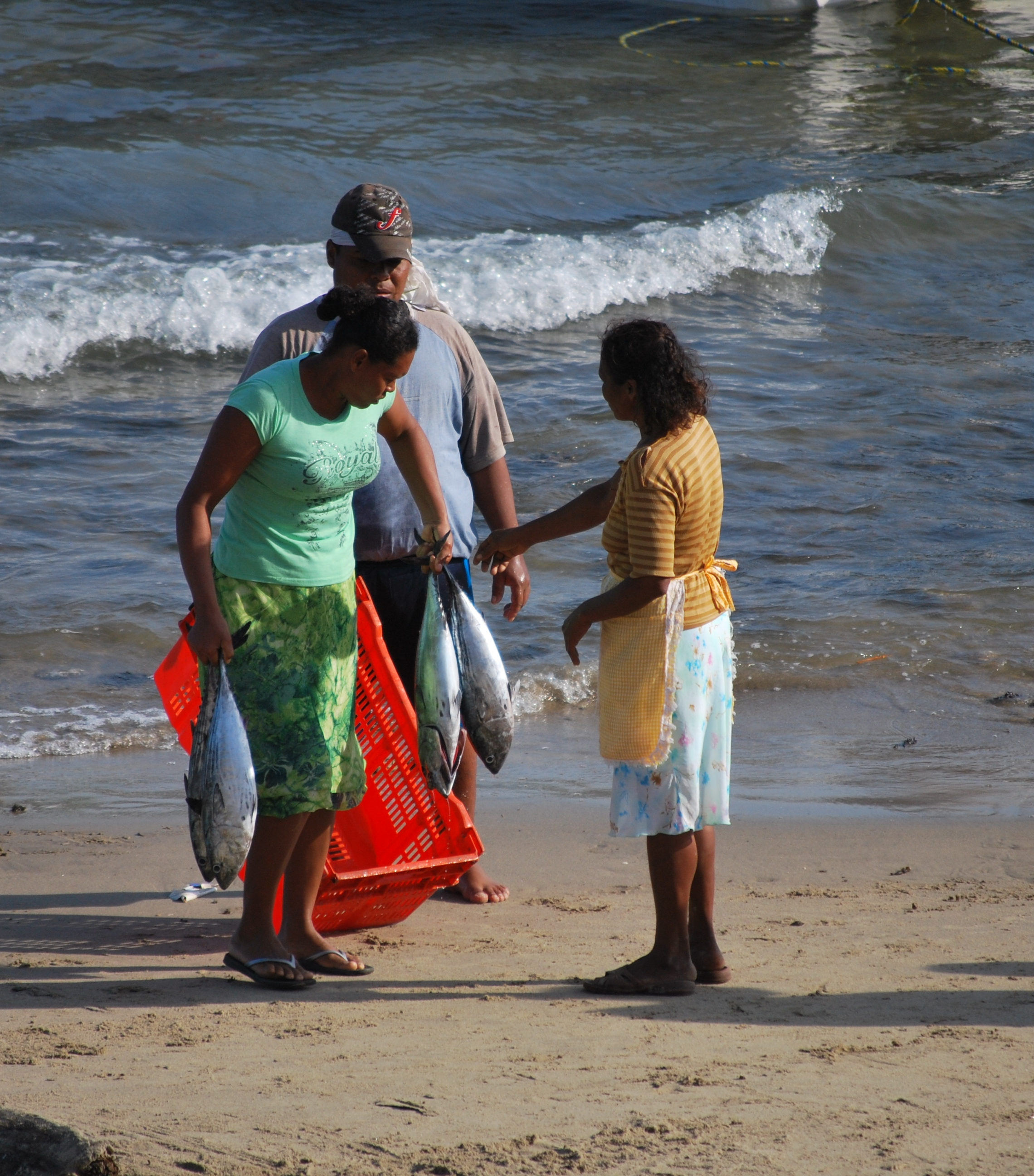
Pescadoras en Punta Maldonado, región de la Costa Chica de Guerrero.

### Población indígena
En el estado de Guerrero, 509,110 personas de tres años y más hablan alguna lengua indígena de modo exclusivo o además del español. La población indígena en Guerrero se encuentra esencialmente en la zona de la montaña, y en menor medida en la Costa Chica, las dos zonas más marginadas del estado.
Los grupos indígenas más numerosos en el estado son:
- Náhuatl (nawatlajtoli), 35.59% de la población indígena.
- Mixteco (tu'un savi), 29.21% de la población indígena.
- Tlapaneco (me'phaa), 24.66% de la población indígena.
- Amuzgo (ñoomnda), 9.60% de la población indígena.

### Emigración

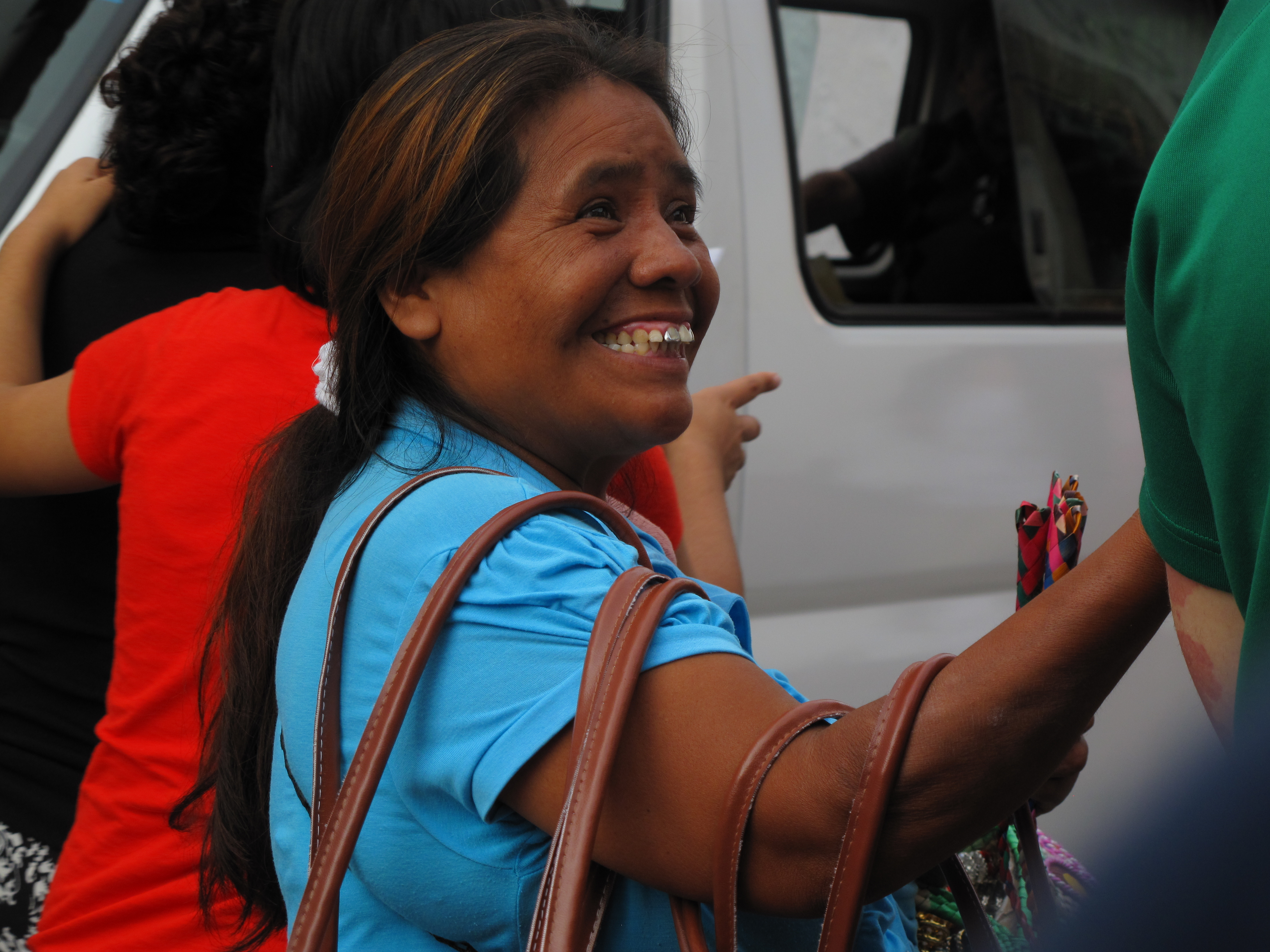
Una mujer de Guerrero dedicada a la venta de artesanías

La migración es un fenómeno muy común en el Estado de Guerrero, pues cada año 73 000 guerrenses emigran a Estados Unidos. Guerrero ocupa el primer lugar nacional en migración interna y el quinto en migración externa. Cerca de 128 000 jornaleros salen durante el verano al norte del país, es decir a estados como Sonora, Sinaloa, Chihuahua y Baja California, mientras que muchos emigran directamente a Estados Unidos, particularmente a estados como Oregón, California, Arizona, Misisipi, Florida, Nueva York, Virginia, y Carolina del Norte. Entre un 1/4 y 1/3 de la población guerrerense vive en Estados Unidos, aproximadamente 950 000 y más de 300 000 viven en Chicago (segunda ciudad con más guerrerenses después de Acapulco).
Una de las causas de la migración es el desempleo existente en el Estado, principalmente en los grupos indígenas, ya que no puede brindar empleo al 79 % sus habitantes. Principalmente en la zona de la Montaña Baja, existe gran cantidad de individuos dedicados al peonaje, la mayoría analfabetas, entre ellos muchos niños. Muchos de estos empleados no tienen derechos sindicales.
Entre 50 y 60 guerrerenses intentan cruzar la frontera al día. Tras la firma del TLCAN, por parte de México, el 30 de noviembre de 1993, los estadounidenses pusieron en práctica la Operación Guardián, con lo que los riesgos al cruzar el muro fronterizo aumentaron.
El tráfico de indocumentados es muy usual en Guerrero, los coyotes(en la jerga mexicana así se conoce a los traficantes de inmigrantes) piden alrededor de 2000 dólares norteamericanos por persona para intentar pasar a los guerrerenses a Estados Unidos. También se generan redes de corrupción alrededor de los traficantes de indocumentados.

### Inmigración
En Guerrero reside una de las mayores comunidades de ascendencia negra cuyos ancestros provienen de África subsahariana. Fue en tiempos del periodo colonial español cuando se realizó la migración forzada o la diáspora africana más numerosa hacia la Nueva España. La compra de esclavos trajo consigo una influencia cultural muy fuerte que está inmersa en la cultura popular de los guerrerenses.
El occidente del estado, lo que se conoce como Tierra Caliente y Costa Grande, fue el destino final miles de ibéricos que ocuparon las tierras de los indígenas y se establecieron de manera definitiva formando haciendas, ranchos y pequeñas villas de españoles.
Otros grupos provenientes de Italia, China, Filipinas, Perú, Chile y Líbano se establecieron en Guerrero. Ya a finales del siglo XX fueron los estadounidenses, canadienses y centroamericanos los que han buscado como destino de residencia permanente este estado.

## Organización Territorial

### Municipios
El Estado Libre y Soberano de Guerrero es una de las 32 entidades federativas de los Estados Unidos Mexicanos. Sobre la base de la Constitución Federal de 1917, en su artículo 115, en la cual se señala que:

"Los Estados adoptarán, para su régimen interior, la forma de gobierno republicano, representativo, popular, teniendo como base de su división territorial y de su organización política y administrativa, el Municipio Libre..."

A nivel estatal los municipios del estado de Guerrero se rigen por la Ley Orgánica Municipal del Estado de Guerrero, la cual en su versión en vigor solo señala en su artículo 9, setenta y seis municipios, discrepando con los ochenta y uno que tiene registrados oficialmente el INEGI, ya que la diferencia corresponde a municipios de reciente creación que aún no integran de manera formal sus cuerpos de gobierno. considerando a la lista del INEGI como la más actualizada se listan a continuación los municipios con la denominación y cabeceras municipales que a continuación se especifican.

### Regiones

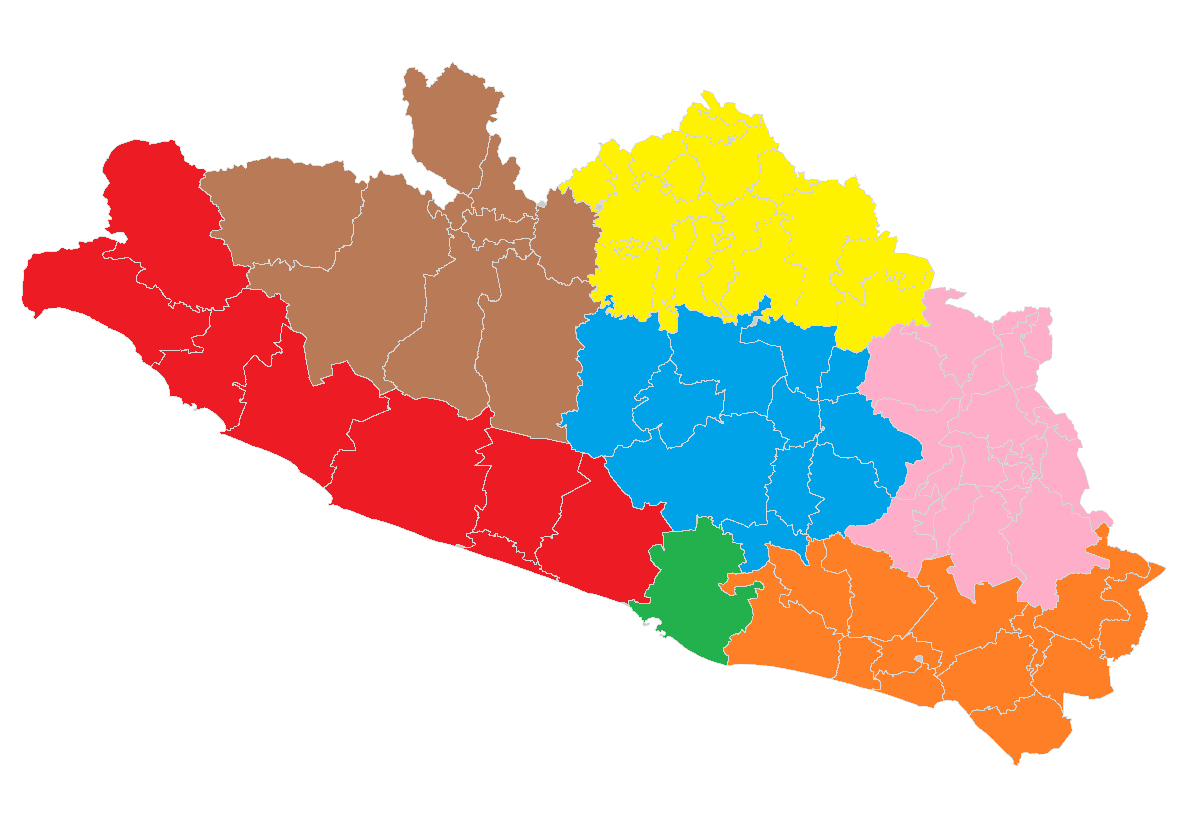
Regiones del estado de Guerrero.

El estado de Guerrero se encuentra territorialmente dividido en ocho regiones, que distinguen rasgos económicos, sociales, culturales y geográficos.
- Acapulco, compuesta solo por el municipio homónimo que fue separado de la Costa Chica debido al desarrollo que tenía a diferencia del resto de la región; en la actualidad se ha convertido en el centro económico más importante del estado. La región Acapulco colinda al norte con Chilpancingo de los Bravo y Juan R. Escudero, al este con San Marcos y al oeste con Coyuca de Benítez. Es la región más poblada del estado. La principal actividad económica de este es el turismo.
- Costa Chica, compuesta por quince municipios. Costa chica es una larga llanura que empieza al este de Acapulco y llega hasta el estado de Oaxaca. En las fiestas "costachiquenses" no puede faltar el baile de "La Chilena". En la región se conservan también danzas Los Apaches y la afromexicana Los Diablos. Los negros, indígenas y mestizos costachiquenses conviven. Cultivan cocoteros, jamaica y árboles frutales. También se dedican al cuidado del ganado, la elaboración de piloncillo y aguardiente así como machetes.
- Costa Grande, compuesta por ocho municipios. Se extiende desde el Río Balsas hasta el Puerto de Acapulco. La mayoría de los habitantes de esta región se encuentran en las ciudades de Atoyac, Tecpan, Zihuatanejo, Petatlán, La Uníón y Coahuayutla, lugar donde han conservado el peculiar "Baile de la Tabla". Las aguas de los numerosos ríos que bajan de la sierra son aprovechadas para la agricultura y la ganadería. En las lagunas y el océano se pescan numerosas especies acuáticas. El comercio y la industria también son importantes en la región, sobre todo, el turismo, por el gran impulso que se le ha dado a Ixtapa-Zihuatanejo.
- Centro, compuesta por trece municipios. Limita con la región Norte, los municipios costeros, la Montaña y Tierra Caliente. Muchos de los balones de fútbol y voleibol que se usan en el mundo se hacen en Chichihualco (localizada a unos 35 km al noroeste de la capital Chilpancingo de los bravo). Chilapa es un importante centro comercial donde los indígenas nahuas asisten al tianguis dominical con sus tecolpetes o canastos cargados de frijol, chile, maíz, plátanos, piñas, guajolotes y otras cosas. Dan colorido a este tianguis los productos hechos de palma, carrizo, barro, madera y lana, así como los bellos trajes bordados por las hábiles manos de las artesanas de Acatlán. En esta región se viven intensamente las fiestas y tradiciones. El día del Santo Patrón, los barrios y comunidades se engalanan con tendidos de colores para recibir a los "Tlacololeros"; otras danzas vistosas son las de "Diablos" y "Moros Cabezones". Bonita tradición también es el "Porrazo del Tigre" en Chilpancingo.
- La Montaña, compuesta por diecinueve municipios. Colinda con Puebla en el norte, Oaxaca en el este, al sur la Costa Chica y al oeste la región Centro. La producción artesanal está representada por los artistas de Olinalá, cuyas cajitas de linaloe y sus famosas lacas son famosas en el mundo. Es común ver que los hombres de La Montaña lleven al hombro los gabanes de lana tejidos en Malinaltepec y Tlacoapa. Las indígenas, especialmente las mixtecas, bordan hermosos huipiles que lucen en su vida diaria. En esta región habita la mayor parte de los indígenas guerrerenses: nahuas, mixtecos y tlapanecos. Muchas de sus comunidades carecen de servicios.
- Norte, compuesta por dieciséis municipios. Limita con los estados de México, Morelos y Puebla. En los últimos años han sido descubiertas en ella importantes zonas arqueológicas: Teopantecuanitlan y Paso Morelos. La elaboración de artesanías era casi exclusiva de los indígenas nahuas. En la actualidad se realiza en la mayoría de los municipios. Se producen artículos de barro, madera, cuero, joyería, ixtle, cestería y pintura en papel amate.
- Tierra Caliente, compuesta por nueve municipios. Colinda con los estados de Michoacán y México. Se cultiva maíz, frijol, ajonjolí, sorgo, melón, sandía, otras frutas y hortalizas. Algo que distingue a la Tierra Caliente es su producción de joyas de oro, sombreros y huaraches. Ciudad Altamirano es la población más importante de la región.
- Sierra, compuesta por 14 municipios. Colinda al oeste con Michoacán, al norte con región Tierra caliente, al sur con región Costa grande y al este con la región Centro. La agricultura es una de las actividades más importantes en la región con diferentes cultivos como el maíz, café, aguacate, durazno y frijol. También hay diferentes tipos de ganado como vacas, borregos, etc.

## Gobierno y política
El estado de Guerrero fue fundado con la promulgación de la Constitución Política de la República Mexicana de 1857 como unos de las 24 entidades de la federación.
La máxima ley del Estado es la Constitución Política del Estado Libre y Soberano de Guerrero, publicada el 14 de octubre de 1980. En ella se consagran las garantías individuales de la Constitución Federal y algunas normas rectoras de la vida política estatal.

### Poder Ejecutivo

#### Gobernador
El poder ejecutivo reside en un solo individuo, que se denomina Gobernador Constitucional del Estado de Guerrero que es elegido por seis años, entra a ejercer su encargo el 1 de abril y protesta ante el Congreso Estatal. Además sus facultades están enumeradas en el artículo 74, su elección el 67, y su suplencia en los artículos 67 a 73.
Con la fundación del Partido Nacional Revolucionario (hoy Partido Revolucionario Institucional) en 1929 todos los gobernadores provinieron de este partido, hasta que en las elecciones del 6 de febrero de 2005, el perredista Carlos Zeferino Torreblanca Galindo, derrotó al candidato del PRI y en las elecciones del 30 de enero de 2011 ganó el perredista Ángel Aguirre Rivero con la coalición Guerrero nos Une conformada por el PRD, PT, Convergencia y en último momento el PAN se unió cediéndole al candidato sus votos. Con la llegada de Héctor Antonio Astudillo Flores, el Partido Revolucionario Institucional significó el regreso del PRI al gobierno ejecutivo del estado.

### Poder Legislativo
El poder legislativo de la entidad se deposita en el Congreso del Estado de Guerrero, conformado por una única cámara de diputados. Esta cámara la componen 46 diputados electos popularmente cada 3 años, de los que 28 son de mayoría relativa y hasta 18 de representación proporcional. No pueden ser reelegidos para el período legislativo inmediato. La Constitución habla del Congreso en su Título Quinto.
La Primera Constitución del Estado de Guerrero se publicó el 26 de junio de 1851. En 1862 se promulgó una segunda Constitución que establecía por primera vez el sistema de elección directa de los diputados locales.

### Poder Judicial
El Poder Judicial de Guerrero, es el órgano a través del cual el Estado cumple con la alta función de administrar justicia, en el fuero común, a los gobernados, para dar vigencia a la garantía de acceso a la justicia prevista en el artículo 17 de la Constitución Federal.
Se integra por el Tribunal Superior de Justicia del Estado de Guerrero, el Consejo de la Judicatura, los Juzgados de Primera Instancia, los Juzgados de Paz y demás órganos de carácter administrativo previstos en la ley. El Tribunal Superior de Justicia se compone de diecinueve Magistrados Numerarios y tres Supernumerarios, que son designados por el gobernador y ratificados por el Congreso. Duran en su encargo seis años, pudiendo ser ratificados. El Tribunal funciona en pleno, o en tres salas: penal, familiar y civil. También existen los tribunales inferiores que el Congreso establezca. Funciona en Pleno y en Salas. Uno de los Magistrados Numerarios funge como presidente.

### División administrativa
Los Municipios son la unidad básica de la división territorial y organización administrativa del Estado de Guerrero, contando actualmente con 81 municipios, que implica la plena autonomía de estos, con facultades legislativas y ejecutivas propias. El municipio está gobernado por un presidente municipal (alcalde) y un número variable de regidores (legislativo) y un síndico procurador (judicial). Sus responsabilidades están relacionadas con los servicios públicos básicos de la población. Todo lo anterior con sustento en el artículo 115 de la constitución.
Los municipios más poblados del estado son los de Acapulco de Juárez, Chilpancingo de los Bravo, Iguala de la Independencia, Chilapa de Álvarez, Zihuatanejo de Azueta, etc.

## Símbolos

### Escudo
El Escudo del estado de Guerrero es un tocado con Penacho compuesto por 11 plumas de distintos colores, que vistas de derecha a izquierda por su orden, quedan así: amarilla, azul, amarilla, amarilla oro, roja, verde, azul, roja, verde, amarilla y azul.
En su conjunto el escudo simboliza lo siguiente: el penacho y la diadema. El poder. El Escudo propiamente dicho. Capa del señor con poder. El Caballero Jaguar. Exponente máximo de la jerarquía guerrera nahua (recuérdese que el Ejército Azteca se formaba principalmente de caballeros Águila, caballeros Jaguar y caballeros Puma). Los colores son símbolos: el amarillo de los adornos en los grandes señores que usaban mucho el metal de oro; el rojo de la sangre, valor precioso que se entrega; el verde de los vegetales, el azul del cielo y el agua. Las manchas de la piel del Tigre, son del cielo por la noche y simbólicas del señor de la noche que es Tezcaltlipoca.

### Bandera
La Bandera de Guerrero consiste en un rectángulo de color blanco con proporción de cuatro a siete entre anchura y longitud y en el centro el Escudo de Guerrero, colocado de tal forma que ocupe tres cuartas partes de la anchura. La bandera fue adoptada oficialmente en el año de 2019 bajo el mando de Héctor Astudillo Flores, lo cual quedó estipulado en la Ley del Escudo, la Bandera y el Himno.

### Himno
| Coro: Patriotas surianos, gozosos cantad Un himno a Guerrero, caudillo inmortal Que allá en las montañas, luchando tenaz A México esclavo le dio libertad. | Estrofa I: Así celebremos el día en que nació El bravo insurgente que patria nos dio Con fuego arranquemos de dulce laúd Cadencias que expresan amor, gratitud. | Coro: Patriotas surianos, gozosos cantad Un himno a Guerrero, caudillo inmortal Que allá en las montañas, luchando tenaz A México esclavo le dio libertad. Le dio libertad. |

## Economía
Guerrero es uno de los estados de la República con producto interno bruto mediano, ya que en el 2018 el PIB era de $ 242,953 millones de pesos, lo que lo situaba en el lugar número 22 a nivel nacional, con una contribución del 1,3 % al total nacional.

Con respecto a las actividades económicas desarrolladas por los guerrerenses en edad de trabajar (2 075 739 a 2000), el sector primario ocupa 14 276 personas y representa el 5,6 % de la población económicamente activa (PEA), el secundario ocupa a 47 471 personas y representa el 18,72 % por ciento de la PEA y el terciario ocupa 184 869 personas y representa el 72,92 % por ciento de la PEA; es en este último en el que se ocupa la mayor parte de la población debido a que el estado basa su economía en el turismo y el comercio.
La agricultura es una actividad económica en que destaca Tierra Caliente, la región que tiene el mayor número de exportaciones de productos agrícolas en el estado. Esta actividad predomina en la selva, principalmente en la zona costera, puesto que la fertilidad de la tierra, y el clima tropical caluroso y lluvioso permiten abundantes productos tropicales, y se han construido sistemas de riego, como las presas Vicente Guerrero, Valerio Trujano y Hermenegildo Galeana. El estado produce ajonjolí, café, plátano, cacao, papaya, mango, tabaco, limón y maíz. La explotación forestal también es variada. Se utilizan las maderas de pino, encino, cedro y caoba.
La ganadería se practica en el estado, ya que gran parte de su territorio posee pastos, necesarios para favorecer la cría extensiva de todas las especies de ganado. Se crían principalmente ganado caprino y porcino. La ganadería en Costa Chica y en la Montaña es de subsistencia.
El comercio es desarrollado en todo el Estado. Los productos agrícolas, principalmente los tropicales, van no solo a los mercados nacionales, sino también al extranjero, principalmente a Estados Unidos. El comercio de artesanía es también muy apreciado en México y el mundo.
La industria tiene sus principales centros en Buenavista de Cuéllar y Leonardo Bravo. La variante artesanal de esta actividad económica se localiza en Olinalá, Zitlala, Xochistlahuaca y Tetipac. En Guerrero, se obtienen del subsuelo plata, zinc, petróleo, gas, hierro y mercurio. La industria de la transformación está levemente desarrollada, en las ramas de producción de azúcar y derivados lácteos, hilados y tejidos de algodón, fabricación de celulosa, papel y conservadores.
El servicio público se presenta con mayor intensidad en la capital del Estado, Chilpancingo.
Los municipios de las costas poseen una incipiente pesca, actividad que es principalmente de manutención en los litorales de la zona, que tiene puertos pesqueros como Zihuatanejo y Acapulco.

## Turismo
El turismo es la actividad económica que más recursos deja al estado, pues aporta gran parte del PIB total del estado y emplea a miles de personas. Durante 2016 11 millones 500 mil turistas visitaron Guerrero, además de la llegada de 39 cruceros. Los principales centros turísticos en el estado son Taxco, Zihuatanejo, Ixtapa Zihuatanejo y Acapulco. Los centros turísticos guerrerenses son muy visitados debido a su cercanía con la Ciudad de México.
En 1998, especialmente durante la época de la Semana Santa (del 5 al 12 de abril), la ocupación turística en Acapulco rebasó los 6 millones y generó 2 300 000 dólares a la industria hotelera estatal La ocupación hotelera presenta dos tendencias: de temporada (Acapulco e Ixtapa) y de fin de semana (otros sitios turísticos como Taxco). La estadía promedio en las zonas turísticas de Guerrero en Acapulco e Ixtapa es de cuatro noches, mientras que para Taxco es de una.

### Triángulo del Sol
Es la zona turística en el estado de Guerrero la cual recorre la Sierra Madre del Sur, su nombre se debe a que las ciudades turísticas forman un triángulo, de acuerdo con sus ubicaciones dentro del estado. Esta zona turística está conformada por las ciudades de Acapulco, en el sur, el binomio de Ixtapa - Zihuatanejo, en la costa grande y el Pueblo Mágico de Taxco, en el norte del estado. Estas ciudades son las que reciben más turistas en Guerrero, teniendo en su conjunto 25 982 habitaciones de hospedaje en 2019.
La ciudad de Acapulco cuenta con 18,806 cuartos de hotel en el 2019, y se colocó como la octava con mayor cuartos ocupados de México, el binomio de Ixtapa - Zihuatanejo, cuenta con 6,282 y fue el destino número 15 por recepción de turistas a nivel nacional, de igual forma el Pueblo Mágico de Taxco, en el 2019 contaba con 894 habitaciones.

Triangulo del Sol
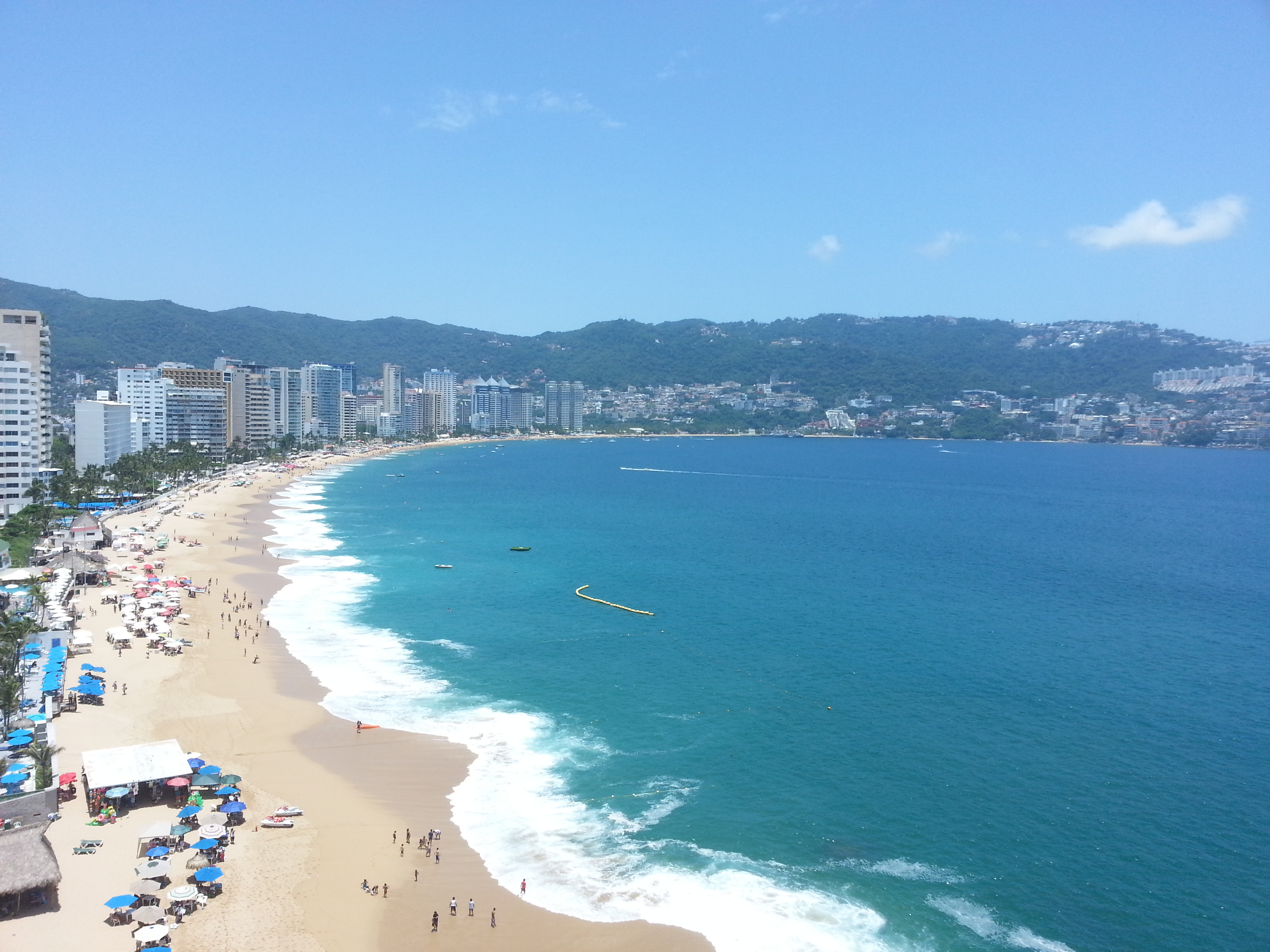
Acapulco Acapulco de Juárez.
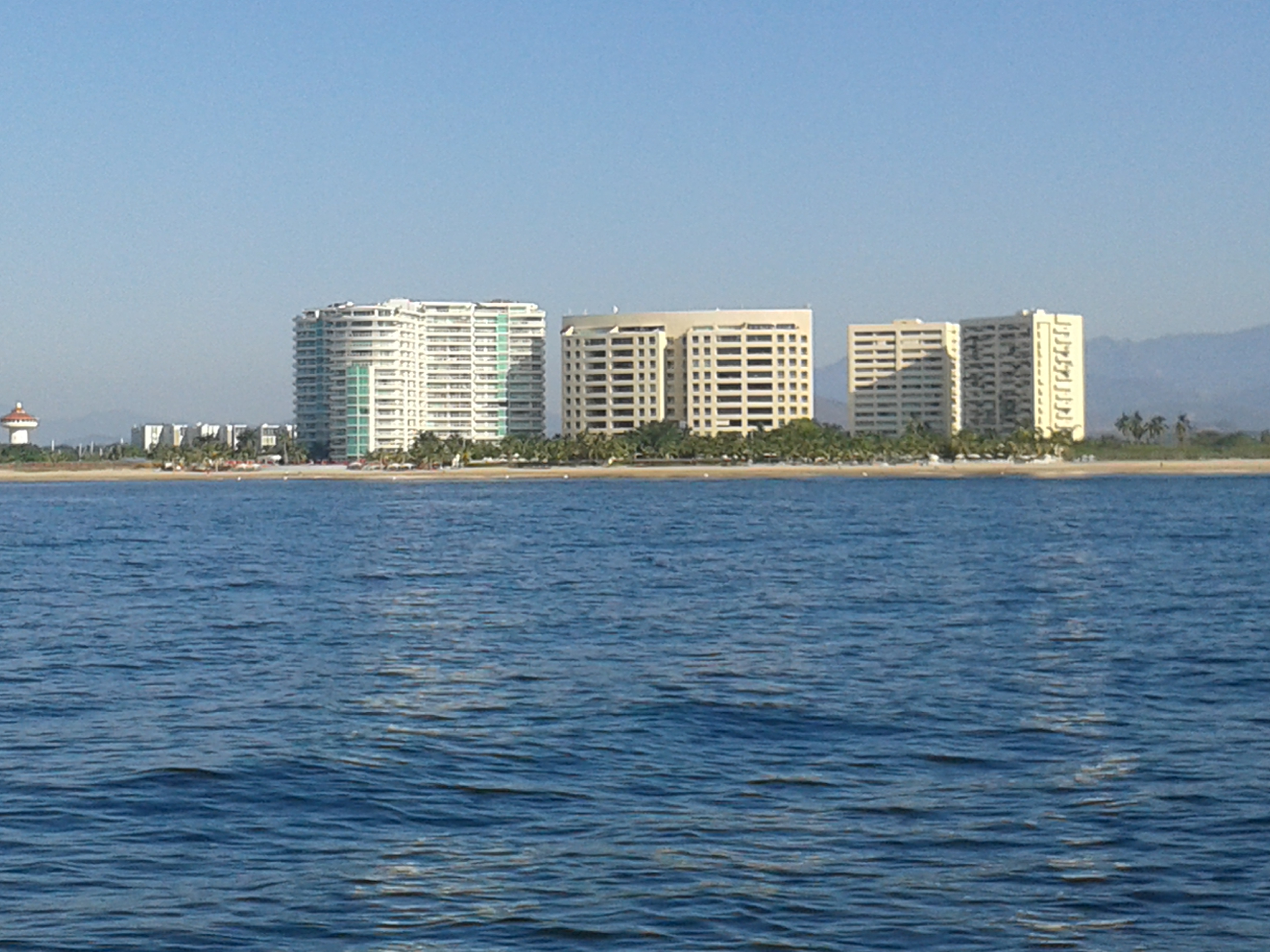
Ixtapa-Zihuatanejo Costa Grande.
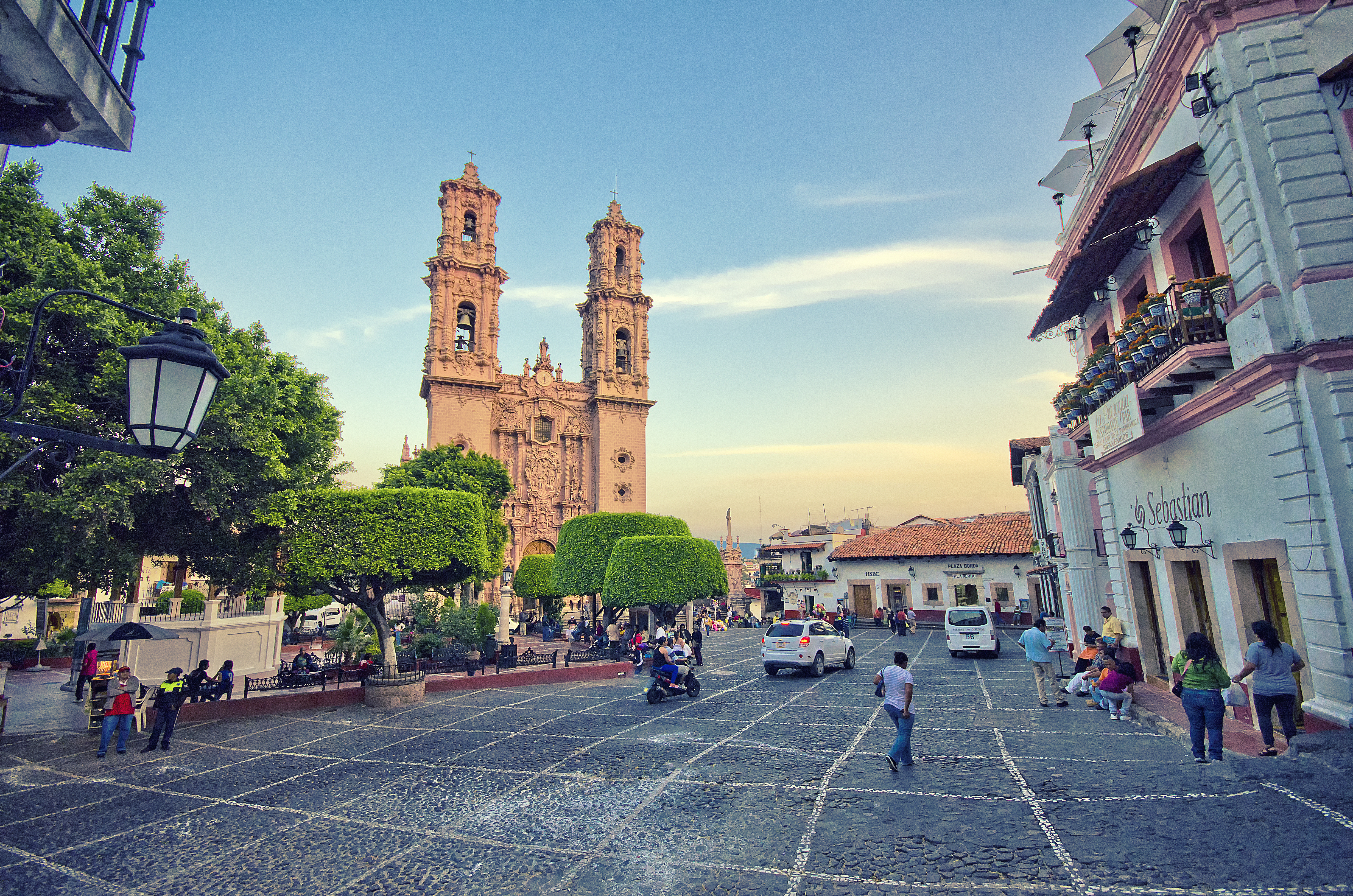
Taxco Norte.

### Pueblos Mágicos
El Estado de Guerrero cuenta con tres Pueblos Mágicos, asignados por su valor tanto cultural, económico, turístico e histórico, el nombramiento se designa para resguardo a su riqueza cultural, los pueblos son:
| Número | Imagen | Población   | Estado   | Año de inscripción |
| ------ | ------ | ----------- | -------- | ------------------ |
| 1      |        | Taxco       | Guerrero | 2002               |
| 2      |        | Zihuatanejo | Guerrero | 2023               |
| 3      |        | Ixcateopan  | Guerrero | 2023               |

### Destinos turísticos
Entre los atractivos naturales del estado destacan las grutas de Juxtlahuaca, Oxtotitlán y las Grutas de Cacahuamilpa. Son distinguibles en las dos primeras la presencia de manifestaciones artísticas primitivas, conocidas como pinturas rupestres, en ambas cavernas las pinturas representadas están vinculadas a la iconografía olmeca. Además en ella recae la importancia de ser una de las primeras demostraciones pictóricas rupestres de Mesoamérica conocidas actualmente.

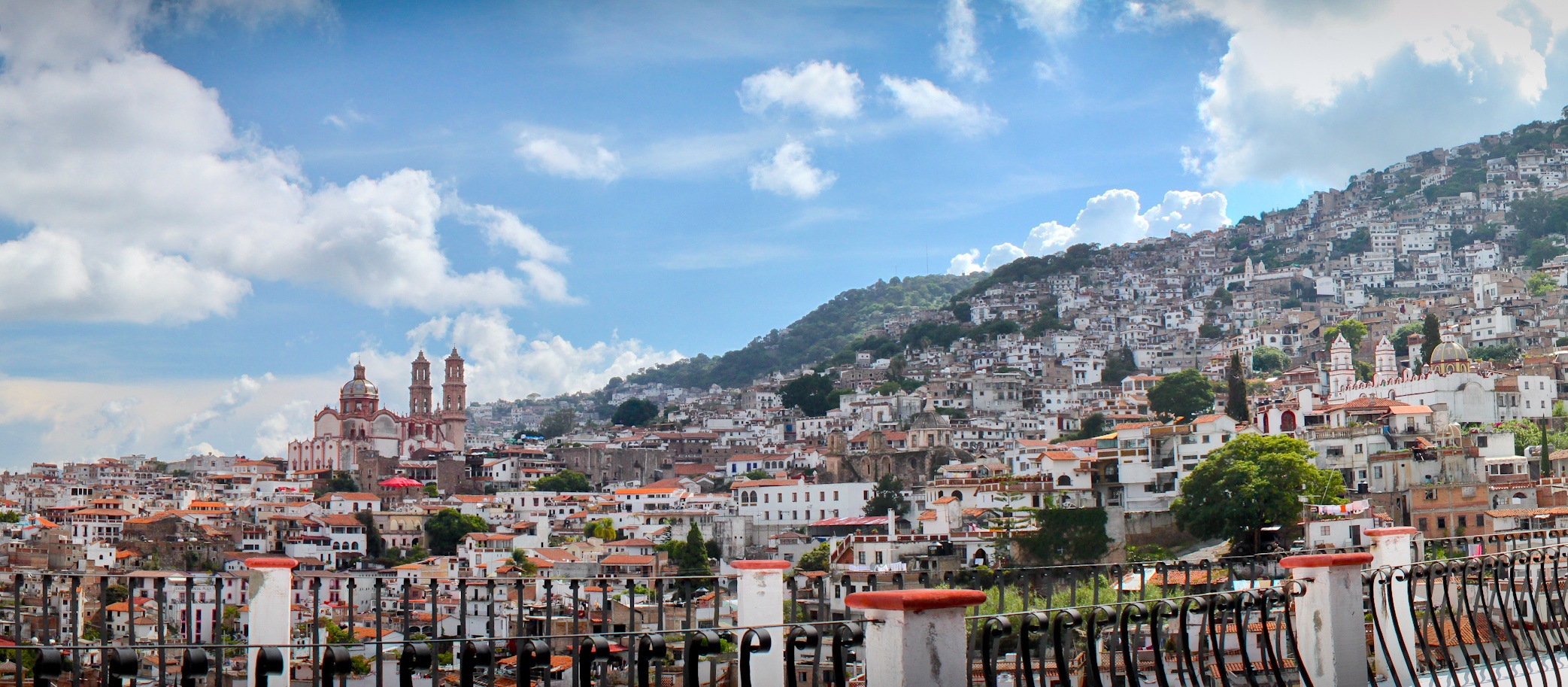
Panorámica de la ciudad de Taxco en la que destaca la iglesia barroca de Santa Prisca.

En Guerrero se tenían registrados hasta mayo de 2006 un total de 1705 yacimientos arqueológicos, de los cuales, solo siete se encuentran abiertos al público. Entre ellos destacan La Organera-Xochipala en el municipio de Eduardo Neri, Palma Sola en Acapulco, Cuetlajuchitlán en el municipio de Huitzuco, Teopantecuanitlán en el municipio de Copalillo y Tehuacalco en el municipio de Chilpancingo. En todas estas zonas arqueológicas el acceso es gratuito.
Entre los monumentos arquitectónicos de importancia destaca el Templo de Santa Prisca en la ciudad de Taxco de Alarcón, cuya fachada de laja rosa y sus dos torres de estilo churrigueresco, han hecho que se le proponga ante la Unesco como Patrimonio de la Humanidad. Otras catedrales coloniales que se encuentran en sus respectivos municipios destacan por su líneas sobrias, como ejemplo tenemos la Catedral de Ciudad Altamirano, construida en 1554, además de otras iglesias de importancia como la de Tixtla, San José Poliutla y San Francisco. A la par existen otras edificaciones históricas como el Fuerte de San Diego (Museo Histórico de Acapulco), levantado en el siglo XVIII como defensa marítima en Acapulco y el edificio que alberga al Museo Regional de Guerrero en Chilpancingo.

#### Principales Playas
| - Acapulco - Ixtapa - Zihuatanejo - Barra de Potosí - Playa Ventura - Playa Cayaquitos | - Tlalcoyunque - Puerto Vicente Guerrero - Petacalco - Playa Bocana - Punta Maldonado - Papalutla |

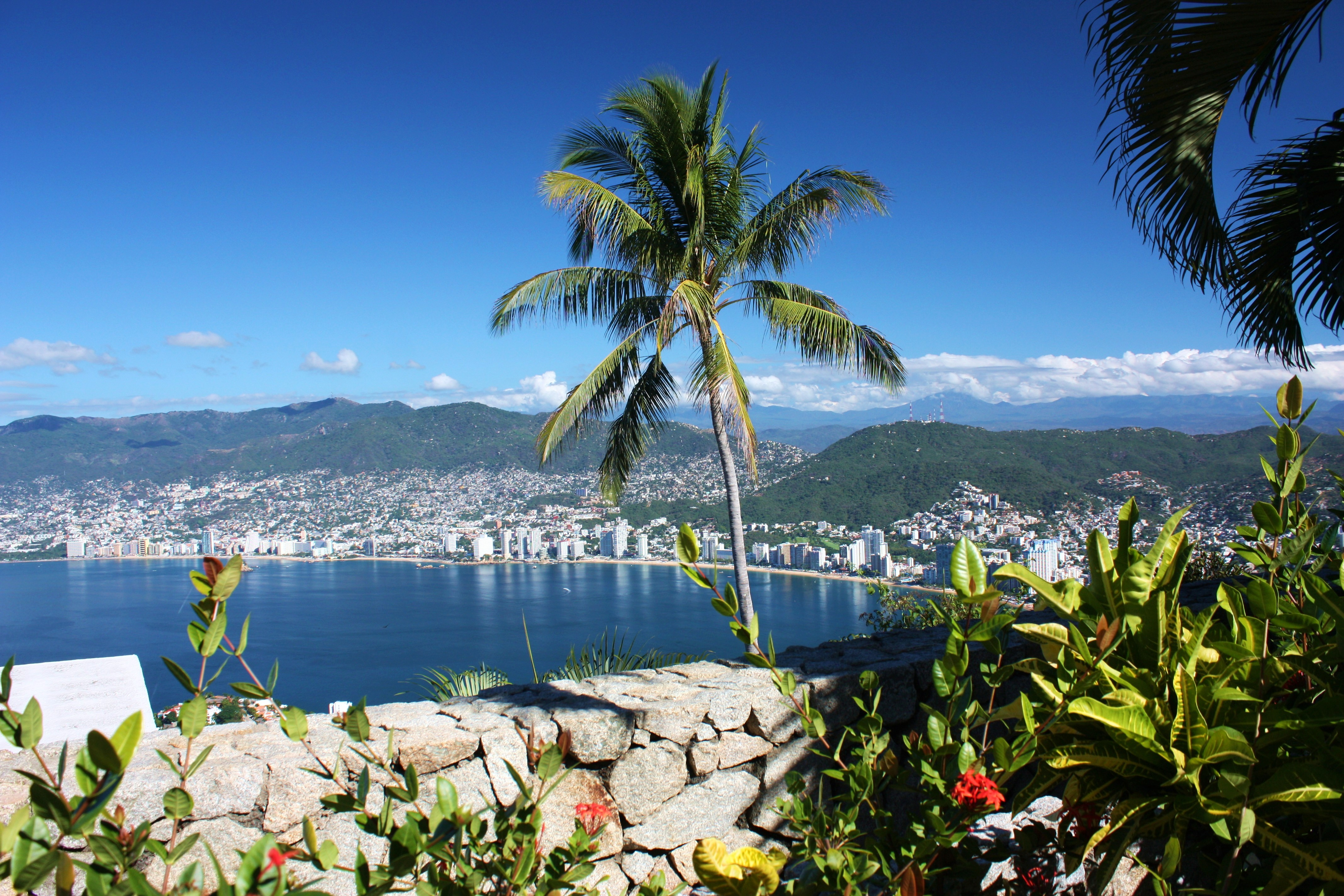
Acapulco Acapulco de Juárez.
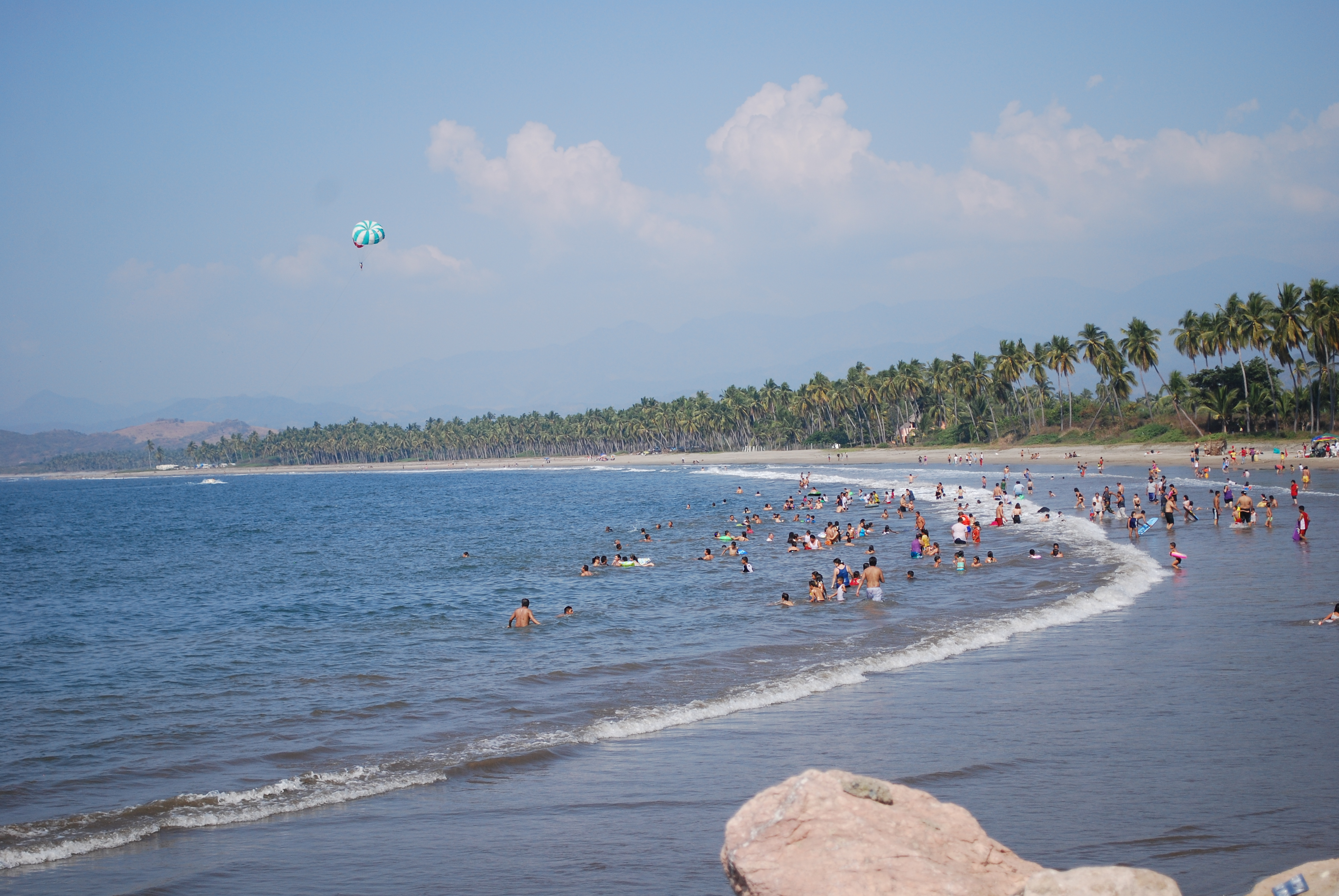
Ixtapa Costa Grande.
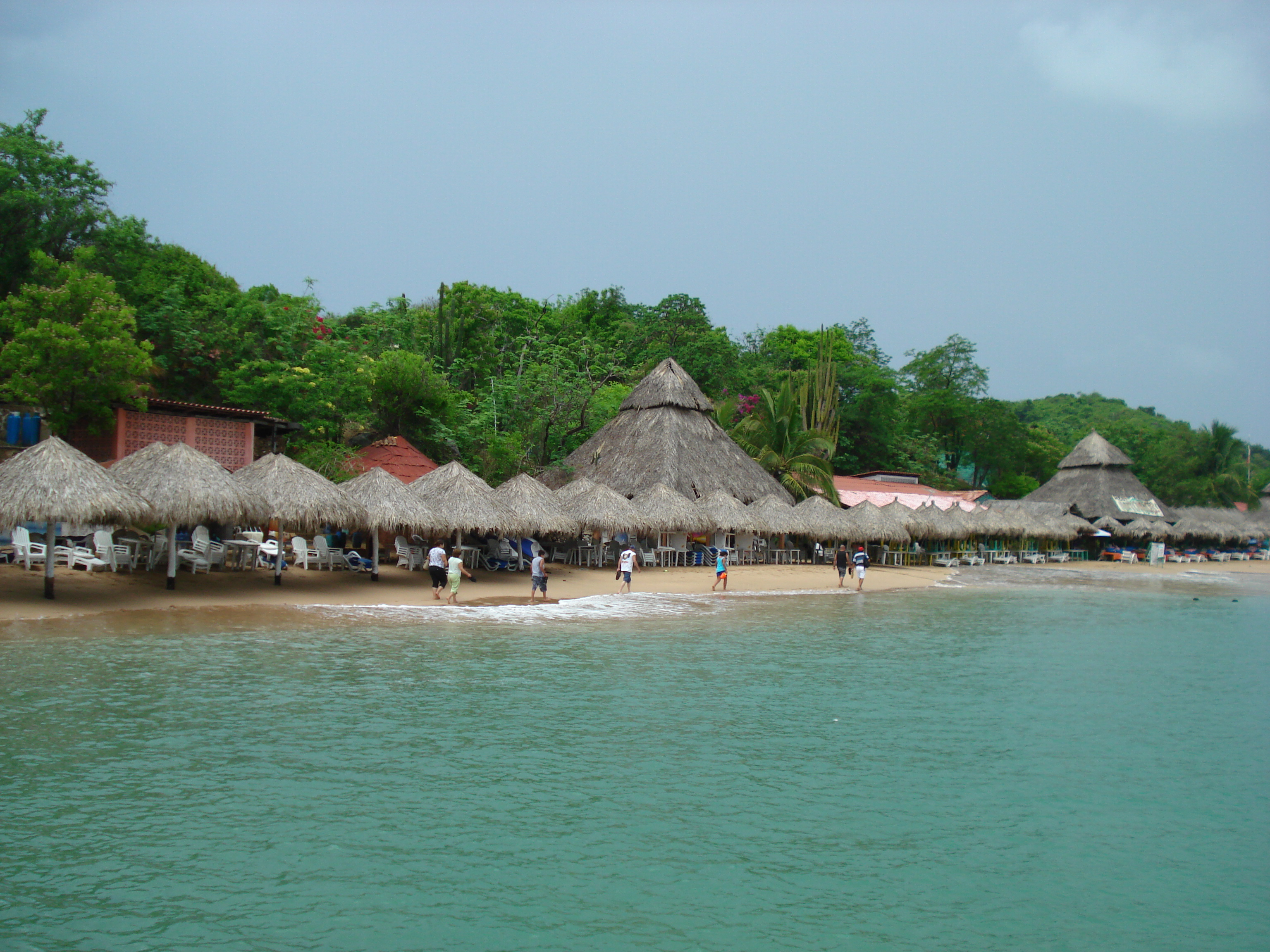
Zihuatanejo Costa Grande.
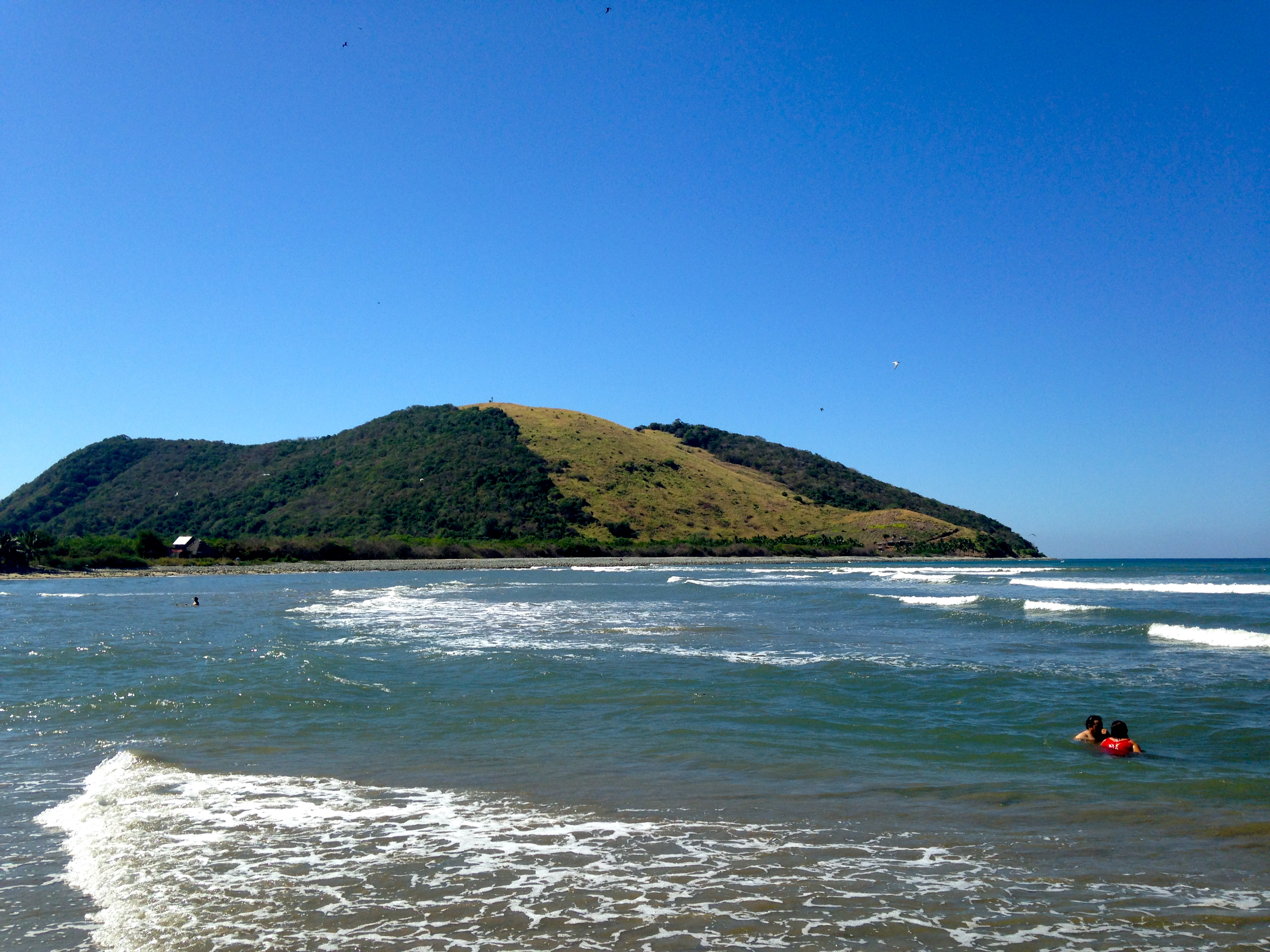
Barra de Potosí Costa Grande
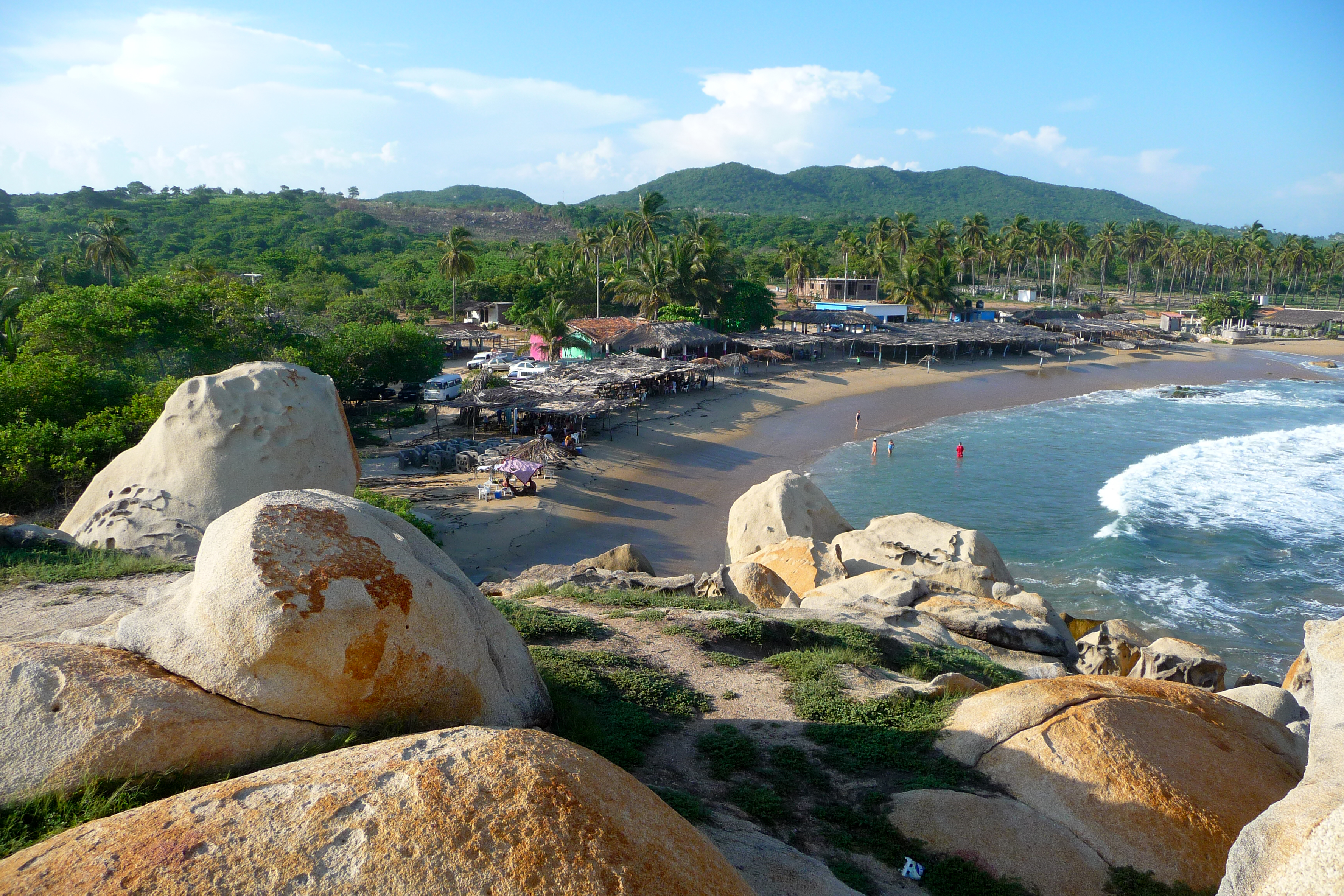
Playa Ventura Costa Chica
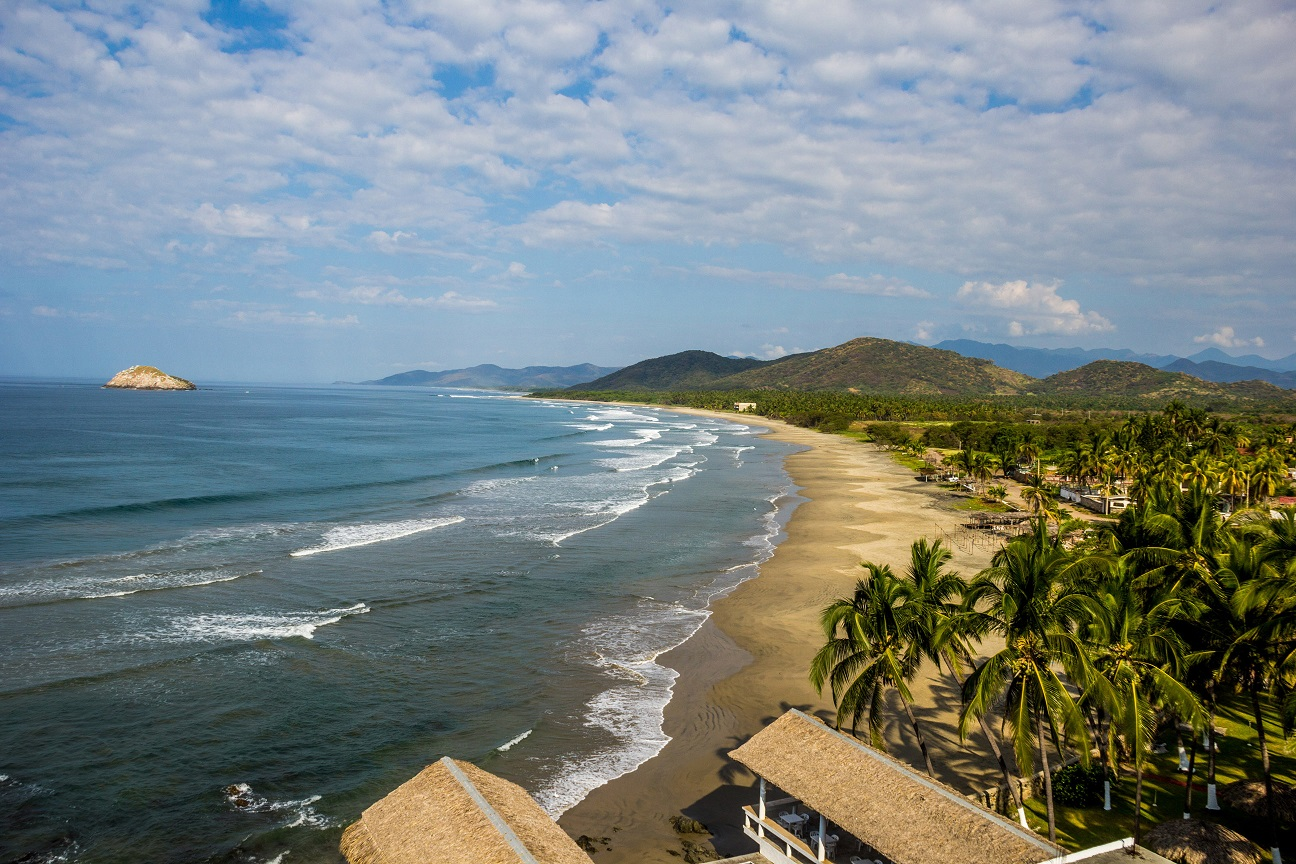
Playa Cayaquitos Costa Grande
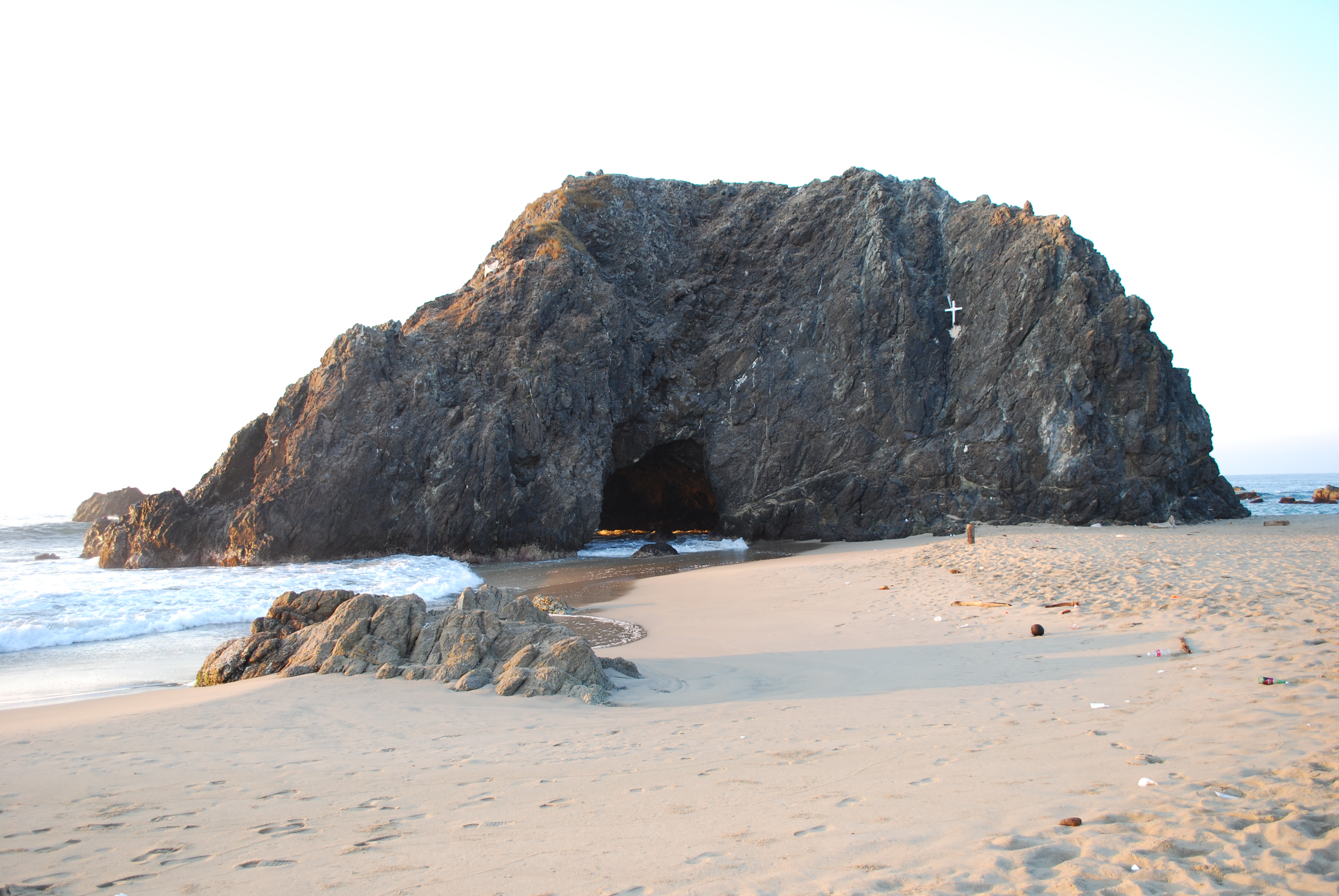
Tlalcoyunque Costa Grande
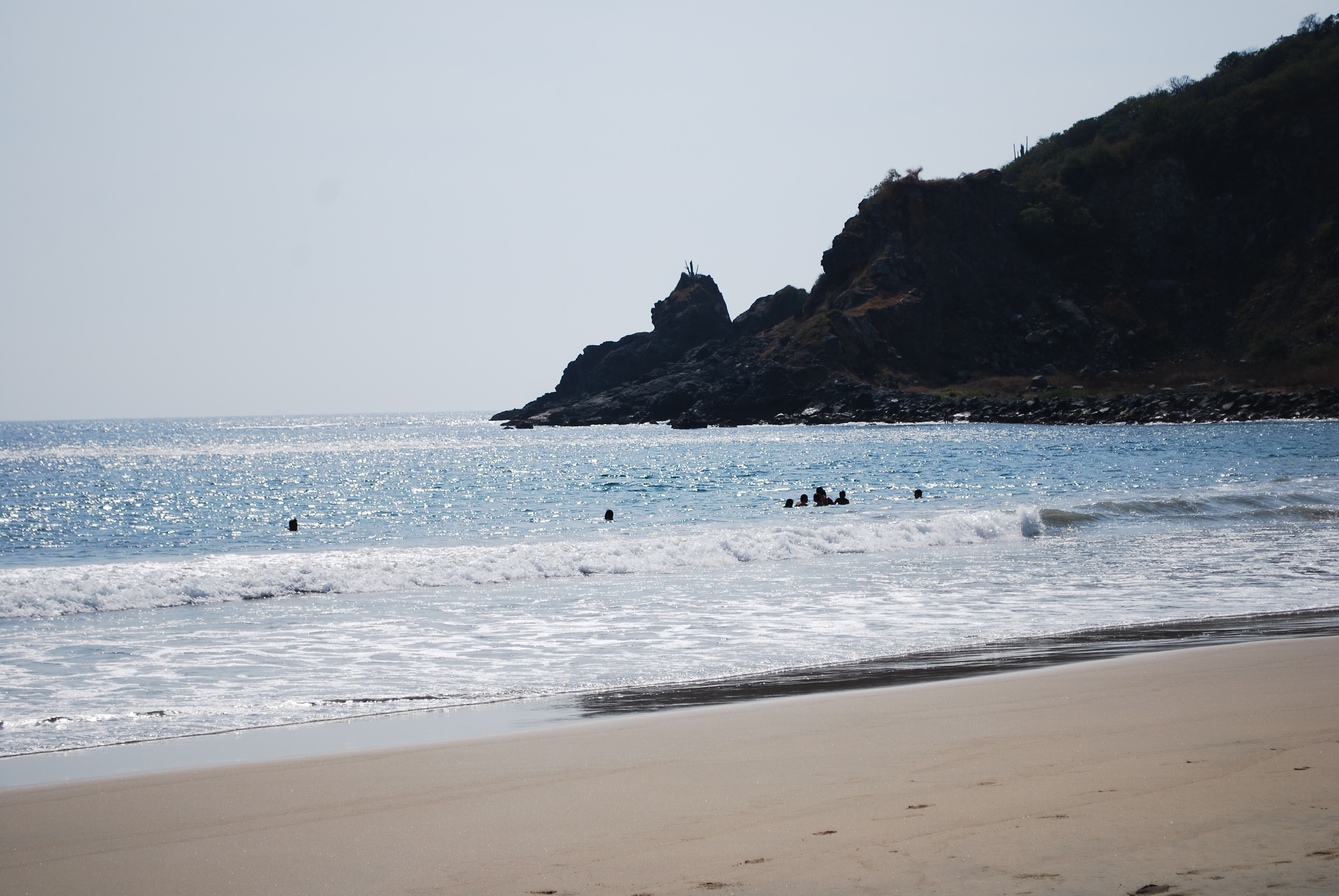
Puerto Vicente Guerrero Costa Grande
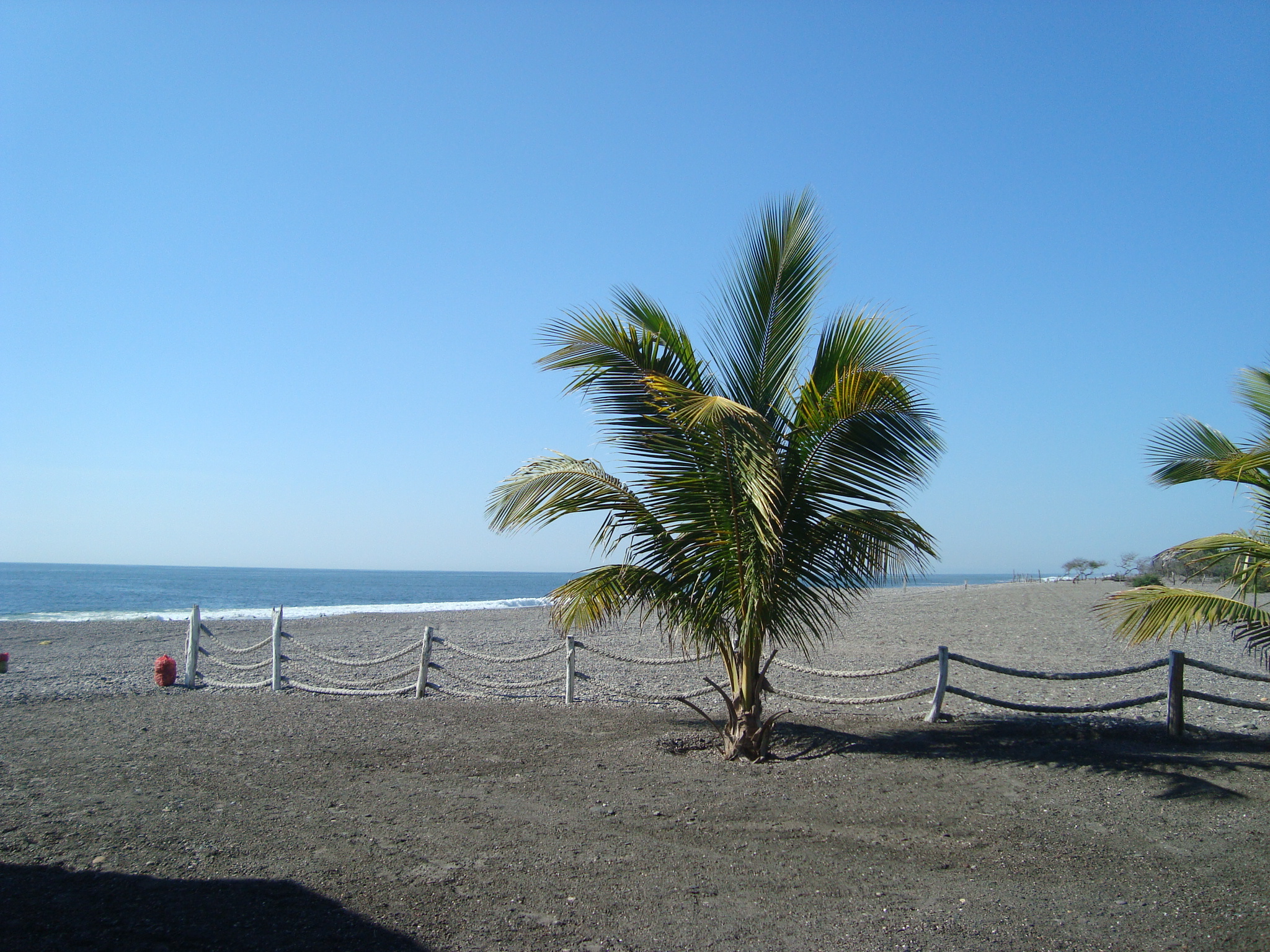
Petacalco Costa Grande
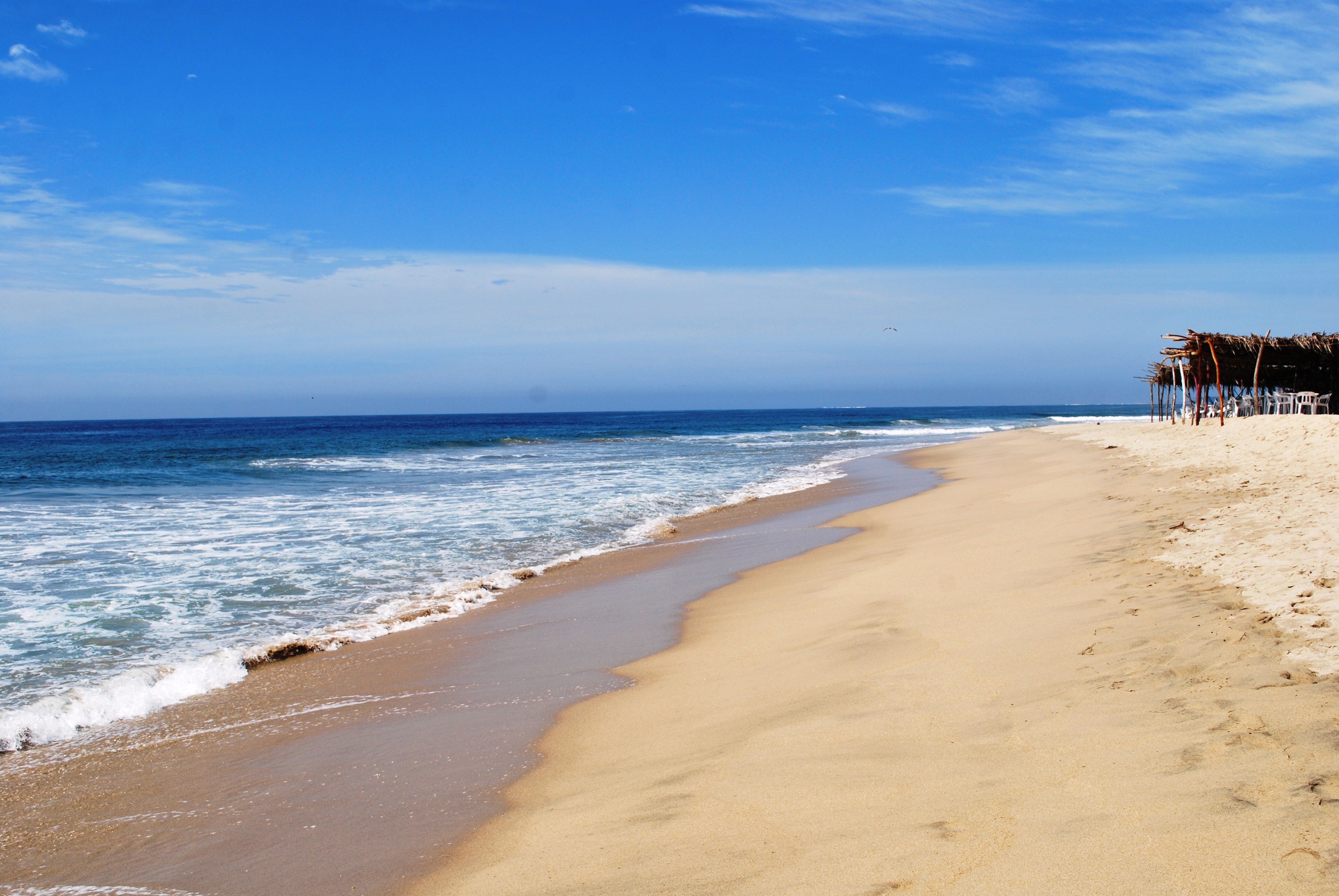
Playa Bocana Costa Chica
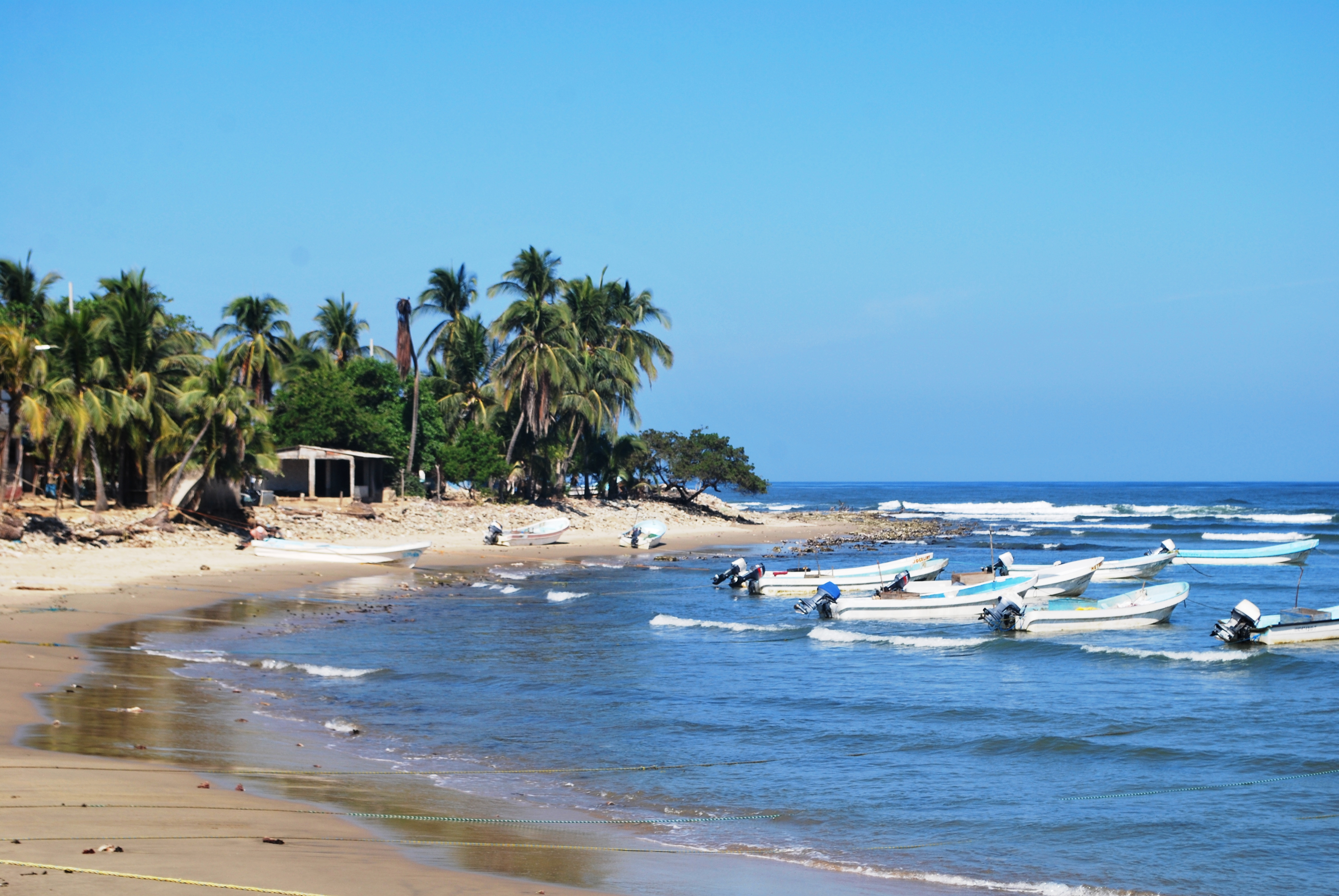
Punta Maldonado Costa Chica
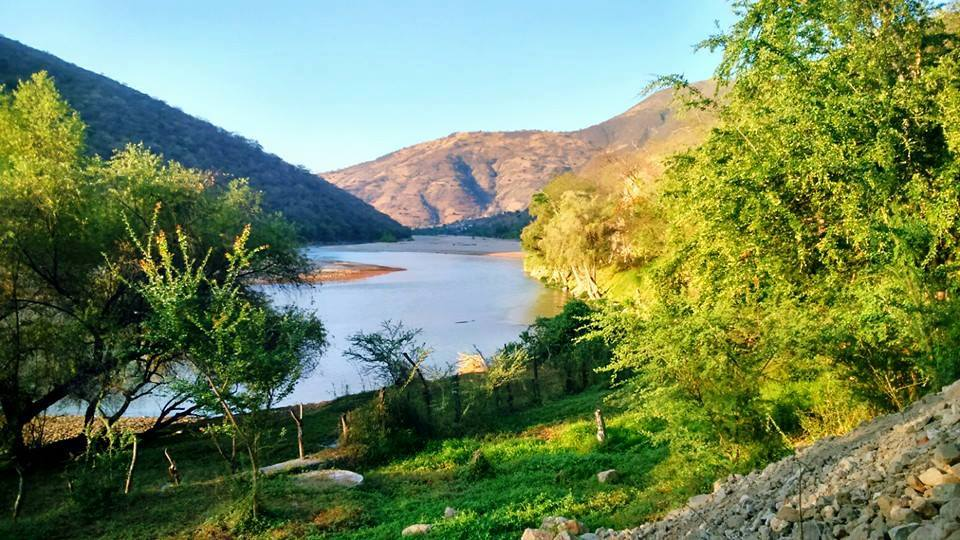
Papalutla Norte

#### Lugares del interior
| - Taxco de Alarcón - Ometepec - Ciudad de Huitzuco - Chilpancingo - Chilapa de Álvarez - Tlapa - Zumpango del Río | - Iguala - Ciudad Altamirano - Ayutla de los Libres - Ixcateopan - Tlacoachistlahuaca - Cutzamala |

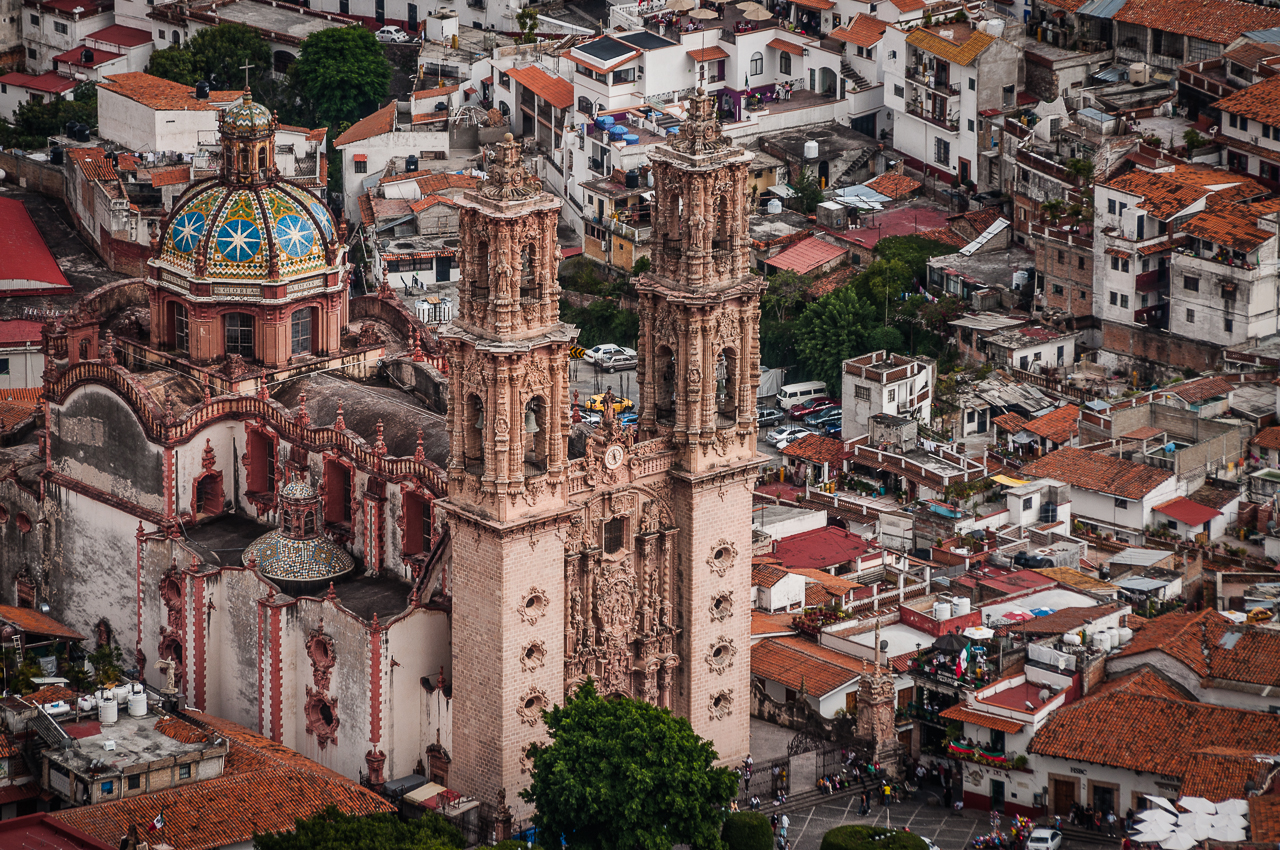
Taxco Norte
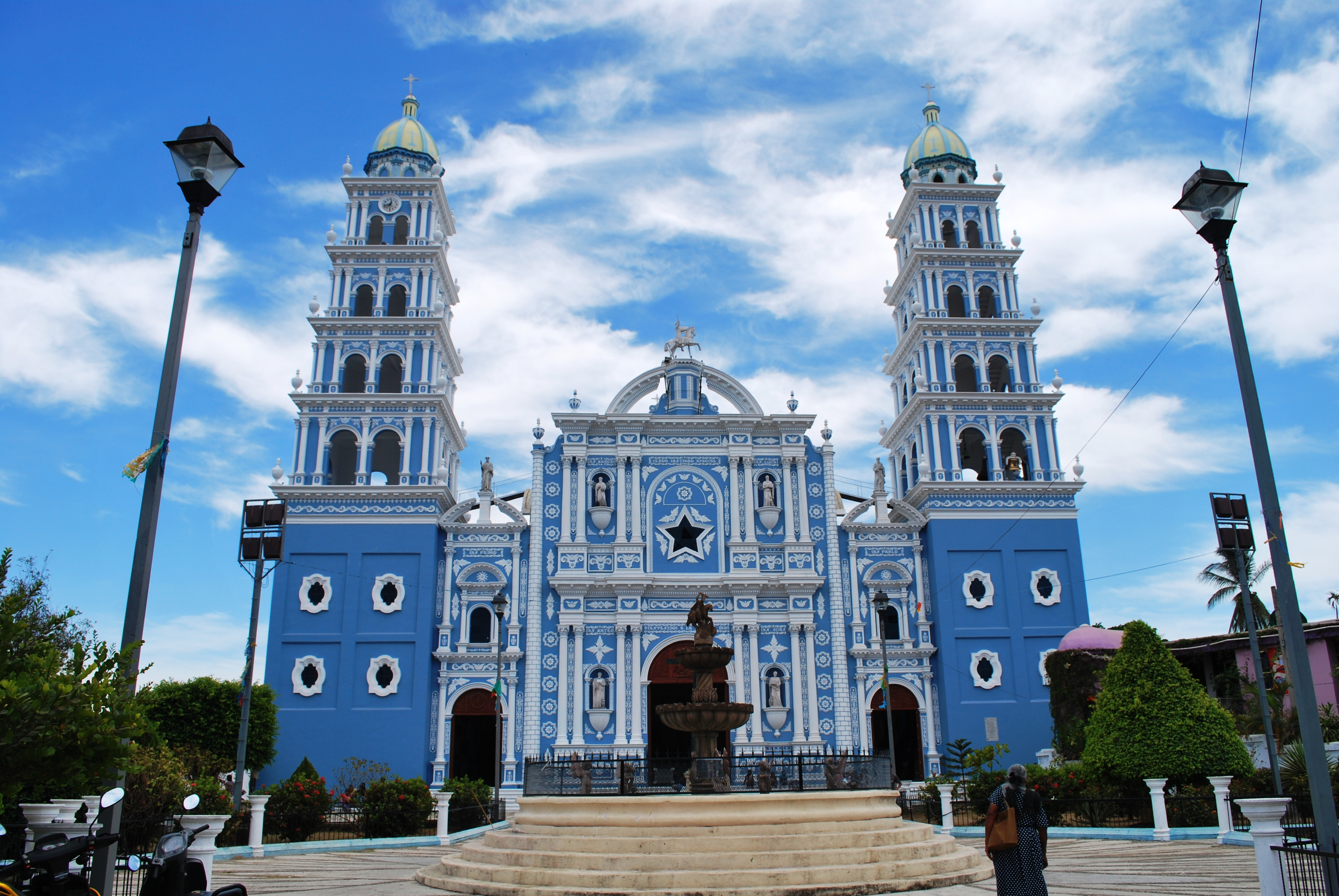
Ometepec Costa Chica
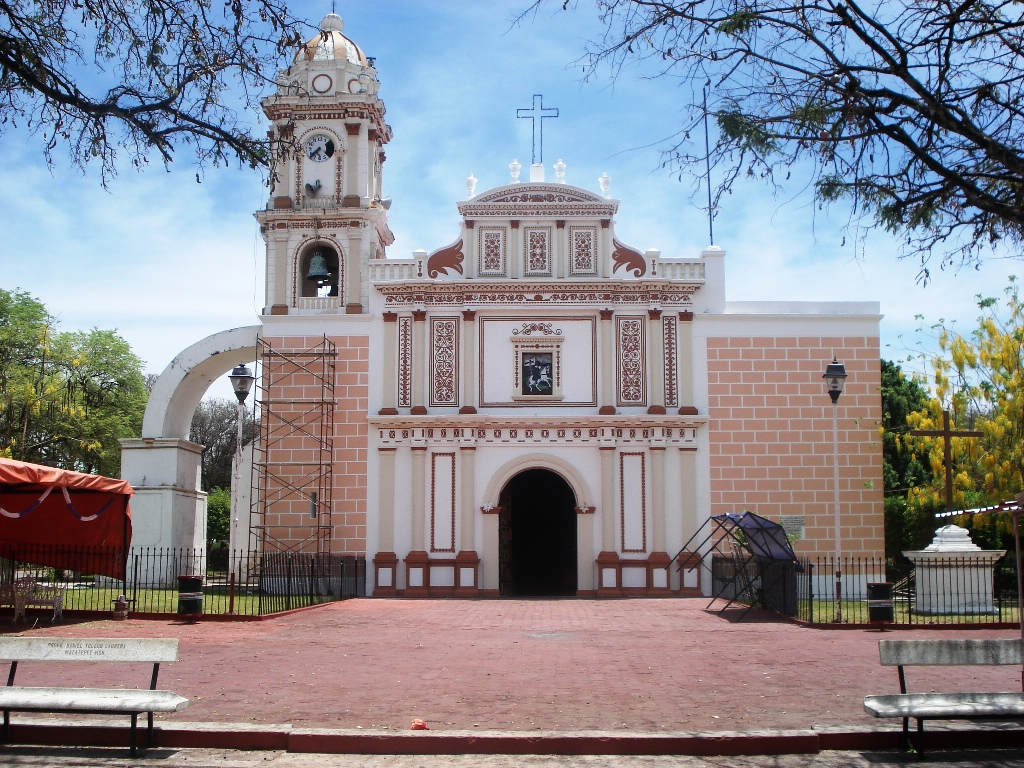
Ciudad de Huitzuco Norte
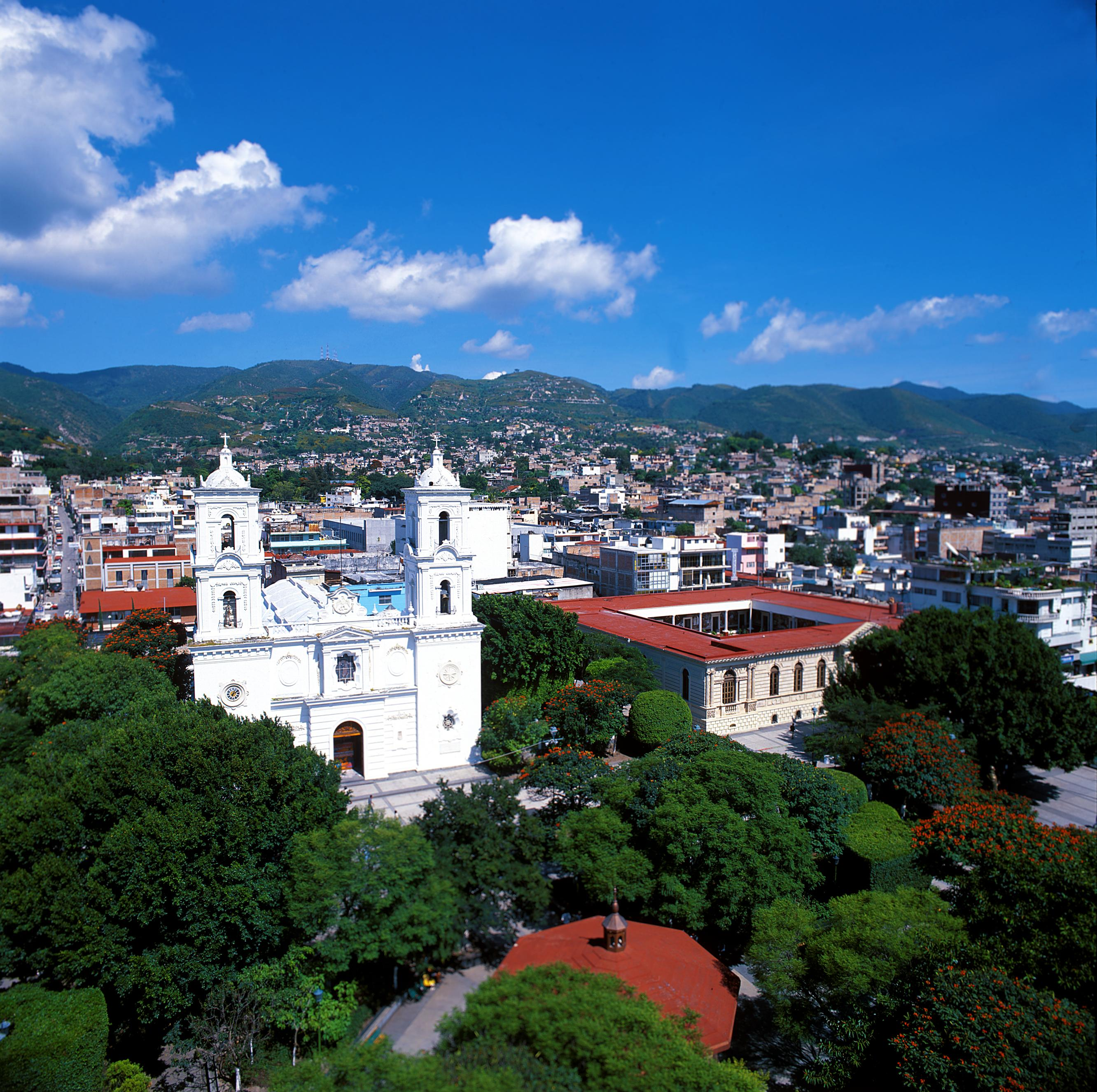
Chilpancingo Centro
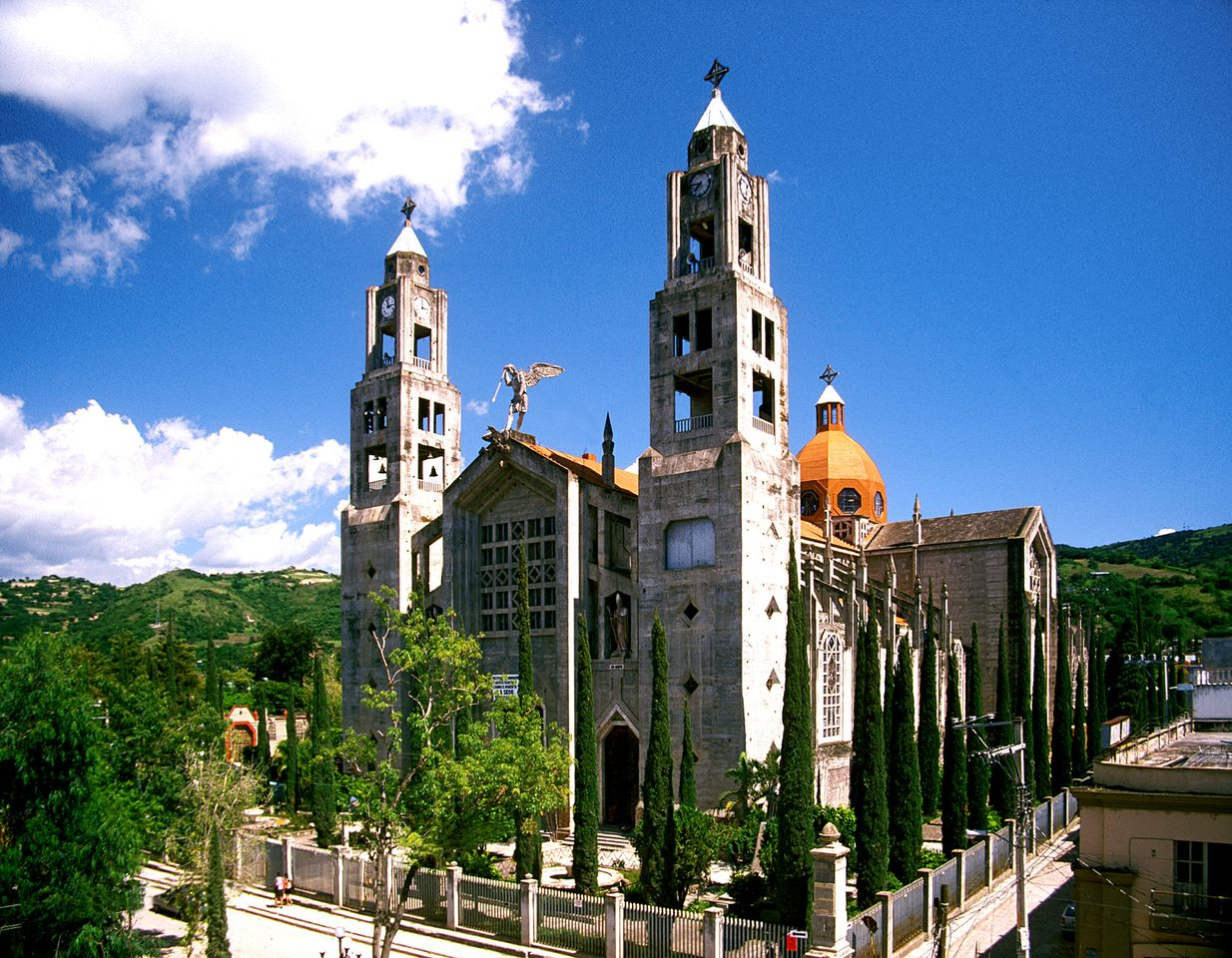
Chilapa de Álvarez Centro
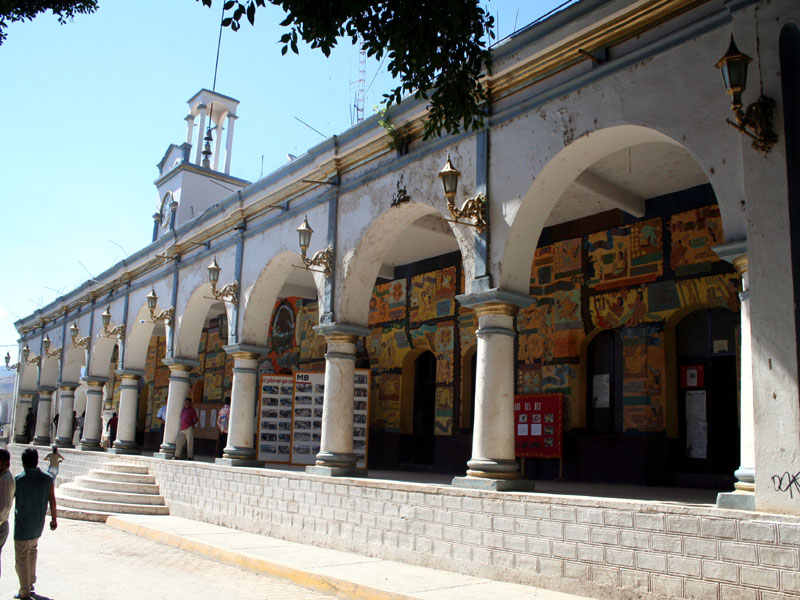
Tlapa La Montaña
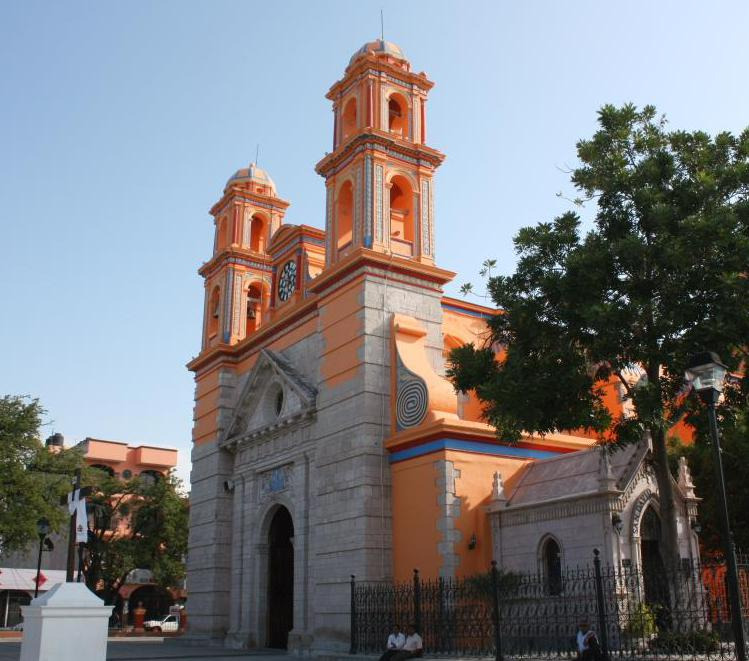
Iguala Norte
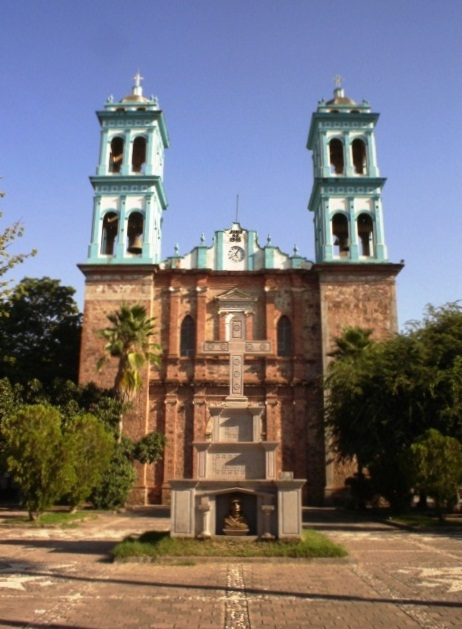
Altamirano Tierra Caliente
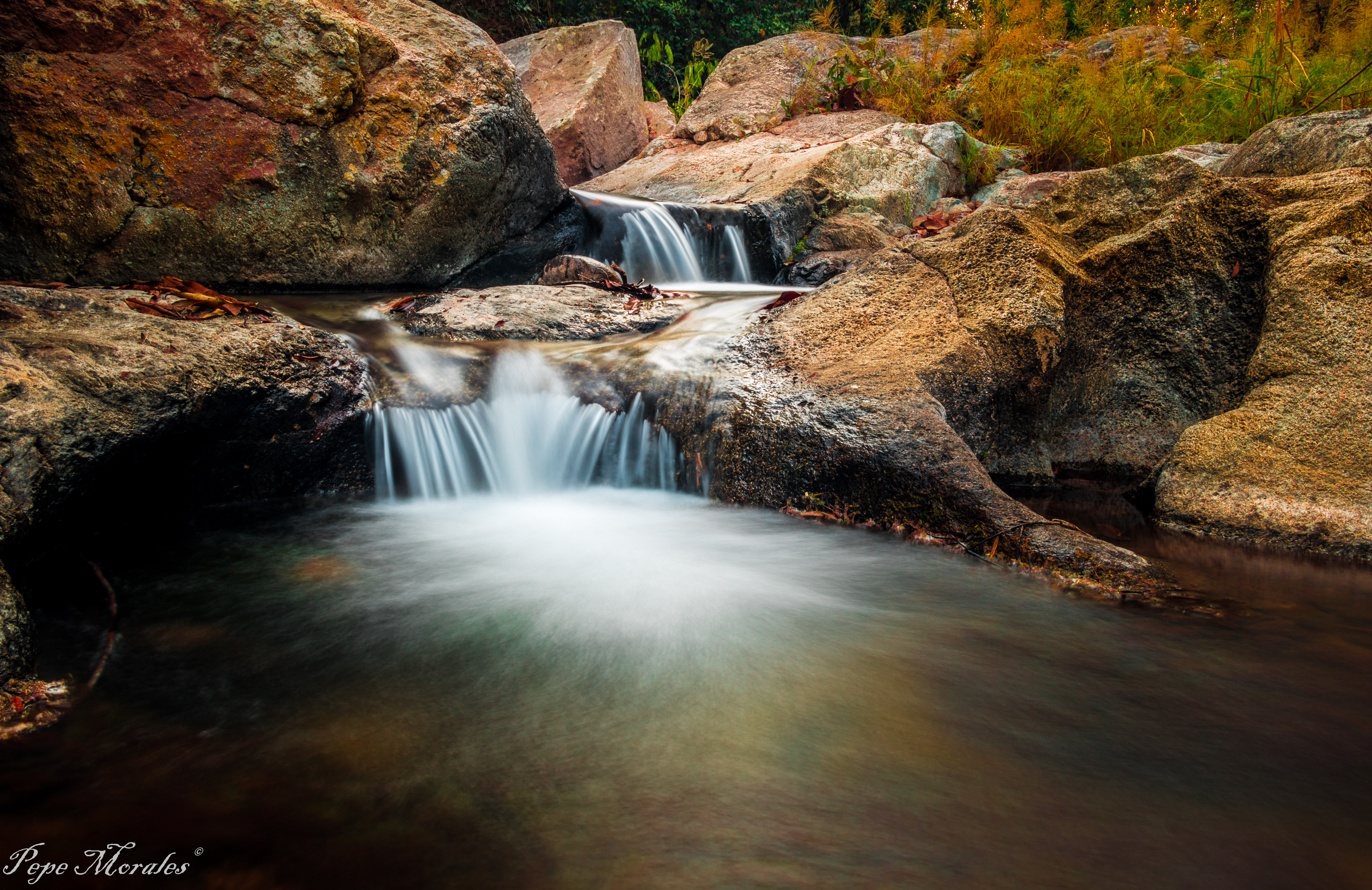
Ayutla de los Libres Costa Chica
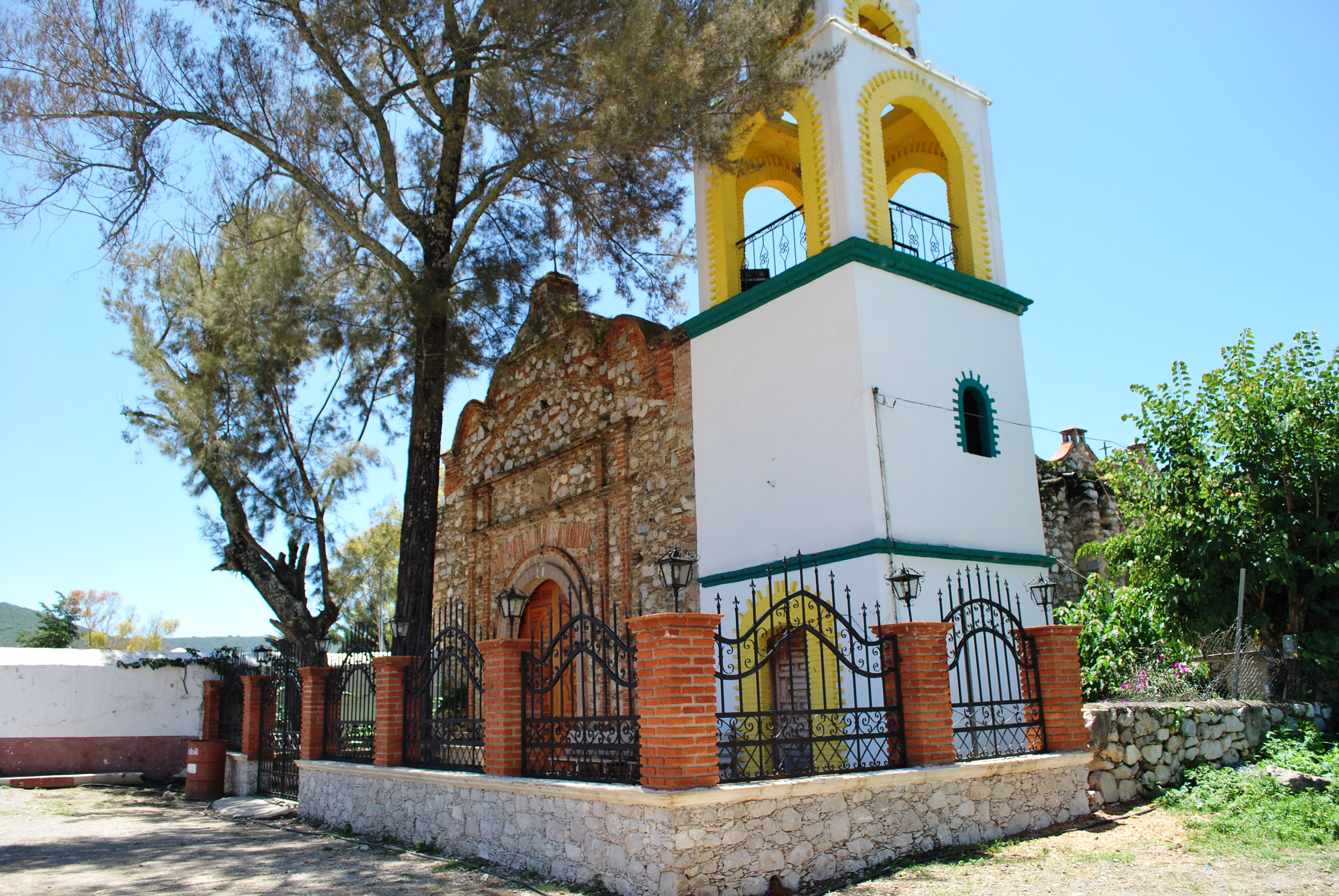
Ixcateopan Norte
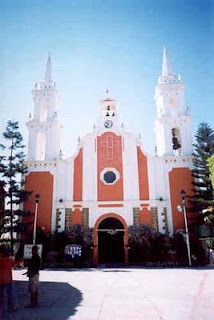
Zumpango Centro
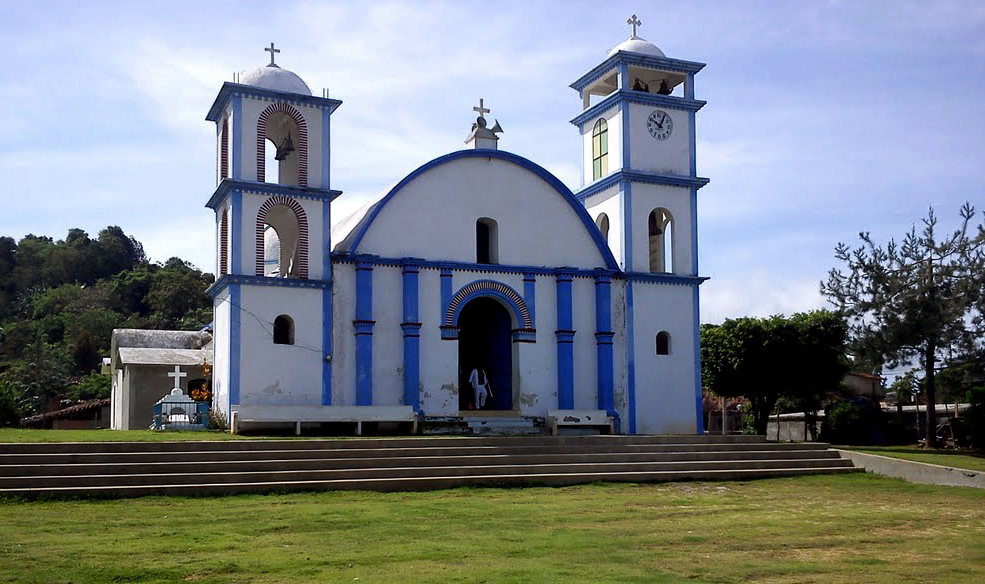
Tlacoachistlahuaca Costa Chica
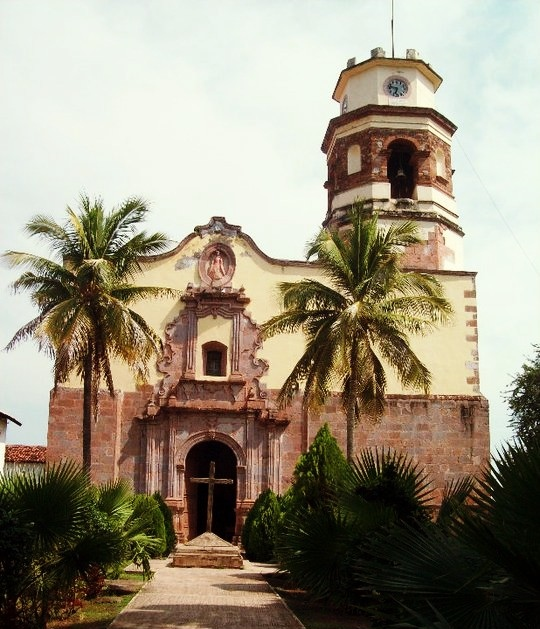
Cutzamala Tierra Caliente

#### Sitios arqueológicos y Parques nacionales

##### Zonas arqueológicas
El Estado de Guerrero cuenta con varios sitios arqueológicos.
| - Cuetlajuchitlán. - La Soledad de Maciel. - Huamuxtitlán - Ixcateopan de Cuauhtémoc. - La Organera-Xochipala - La Sabana - Los Tepoltzis - Palma Sola. - Tehuacalco. | - Teopantecuanitlán. - Cueva de Oxtotitlán. - Xochipala. - Xihuacan. - Parque nacional Grutas de Cacahuamilpa. - Parque nacional El Veladero. - Grutas de Juxtlahuaca. - Teopantecuanitlán. |

Sitios arqueológicos en Guerrero
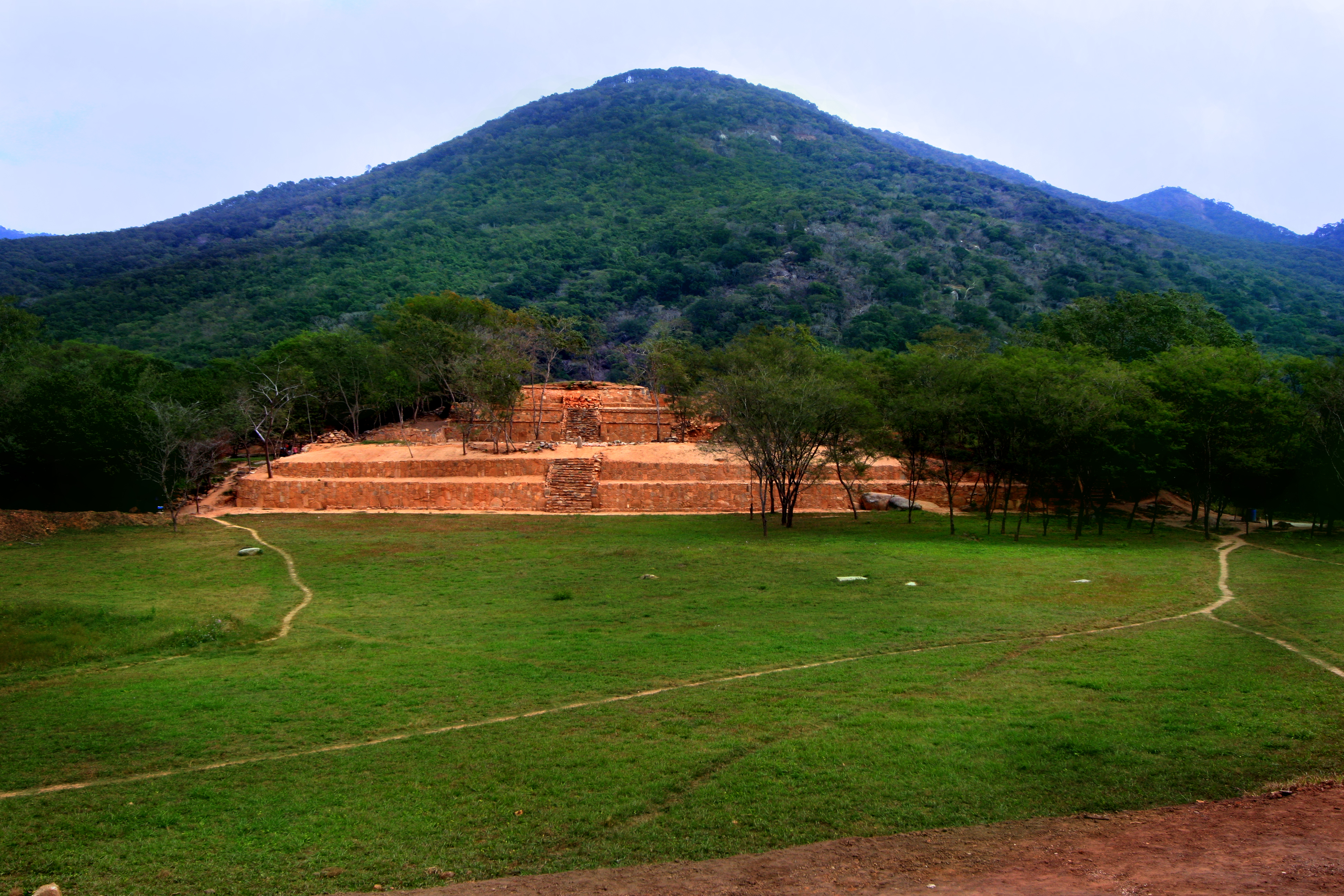
Tehuacalco Centro.
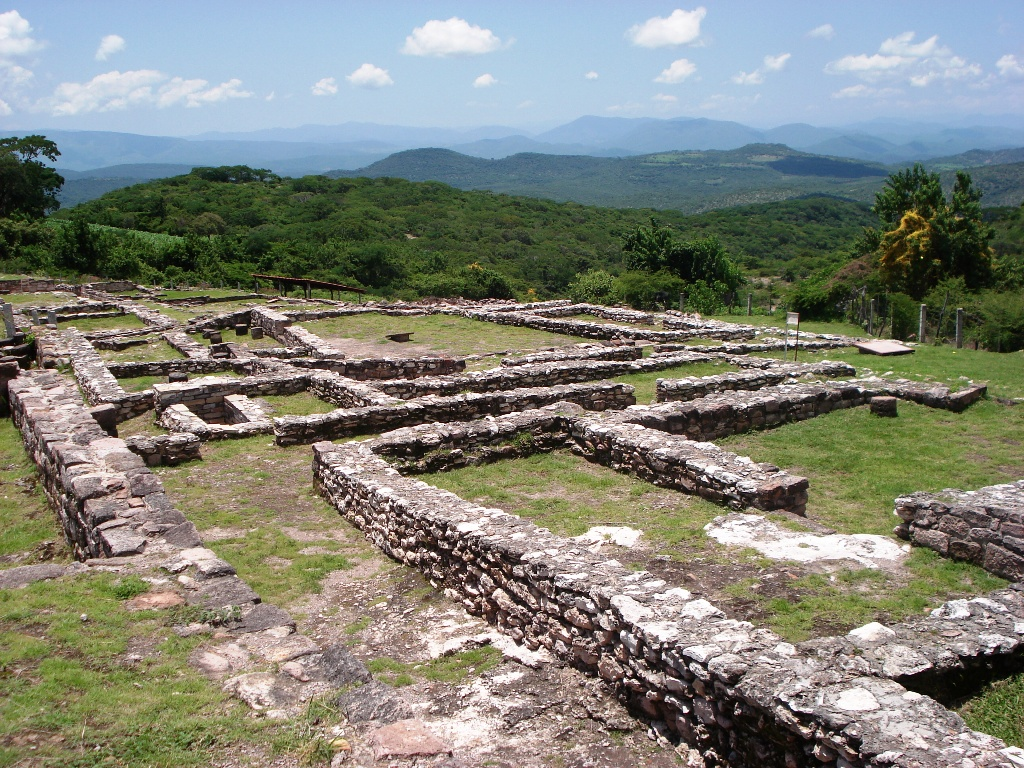
Cuetlajuchitlán Norte
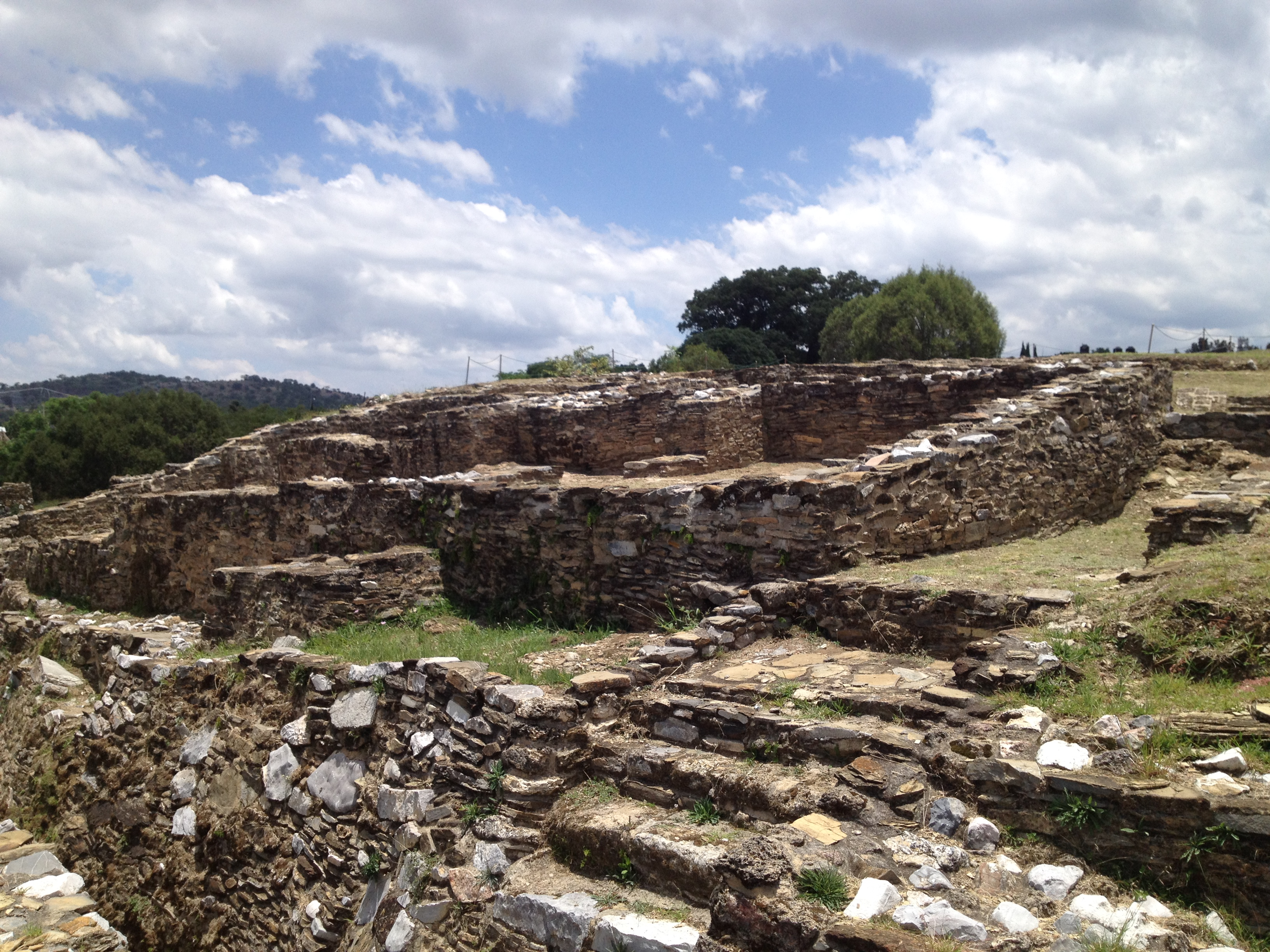
Ixcateopan Norte
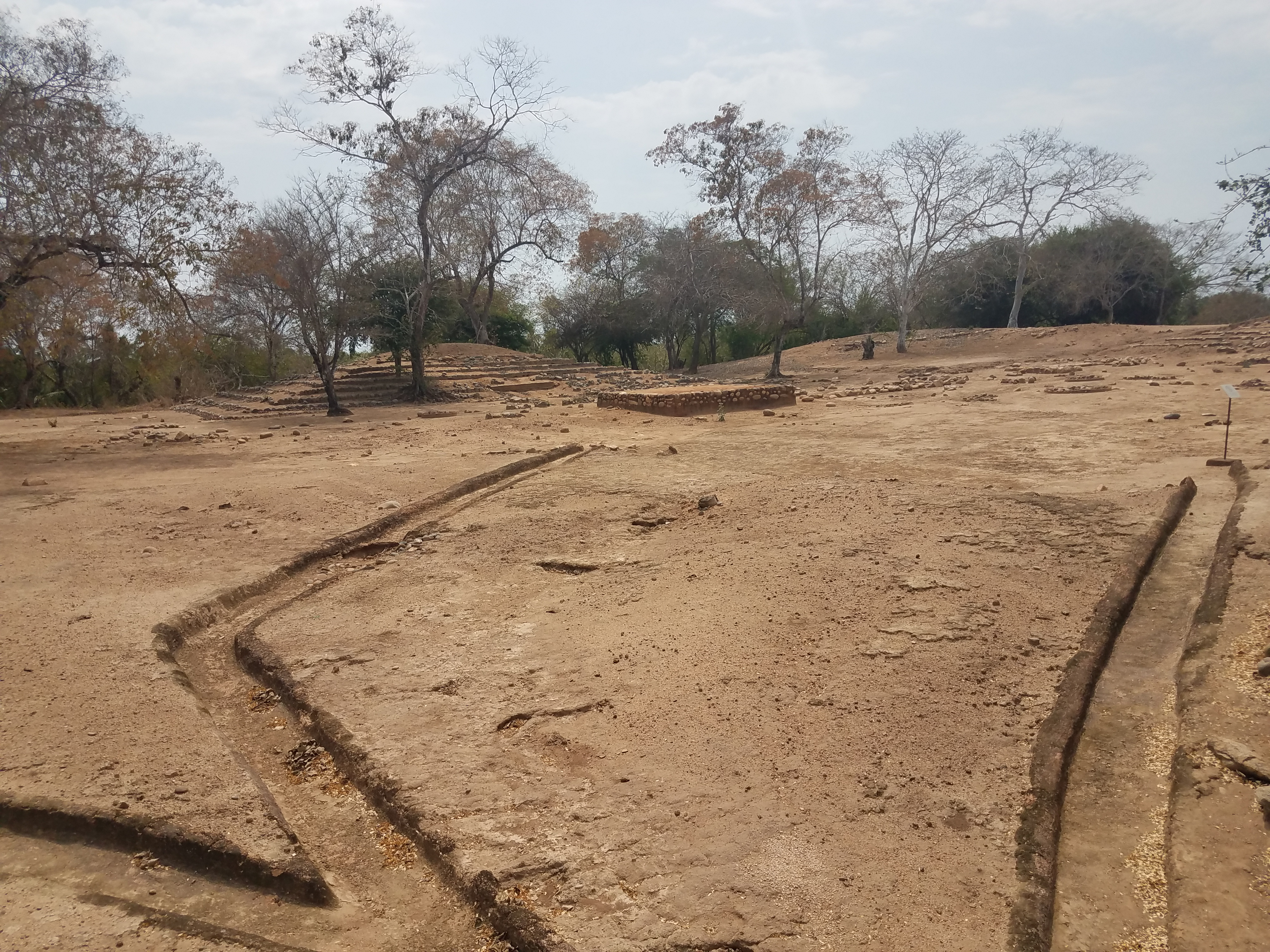
La Soledad de Maciel Costa Grande
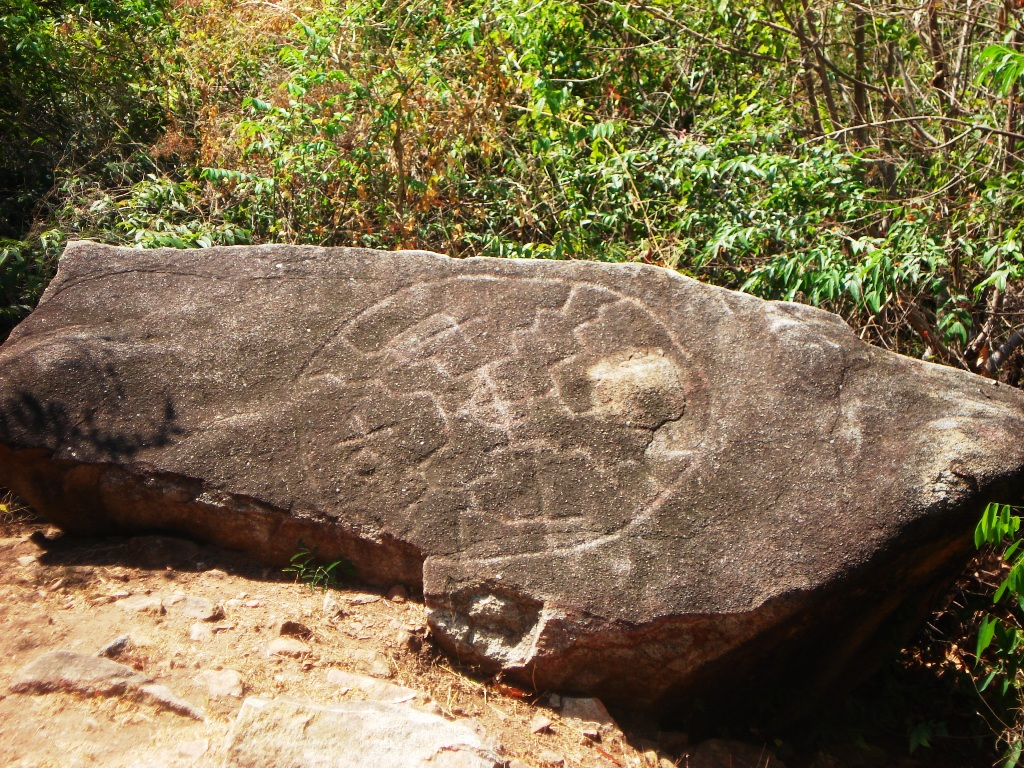
Palma Sola Acapulco de Juárez
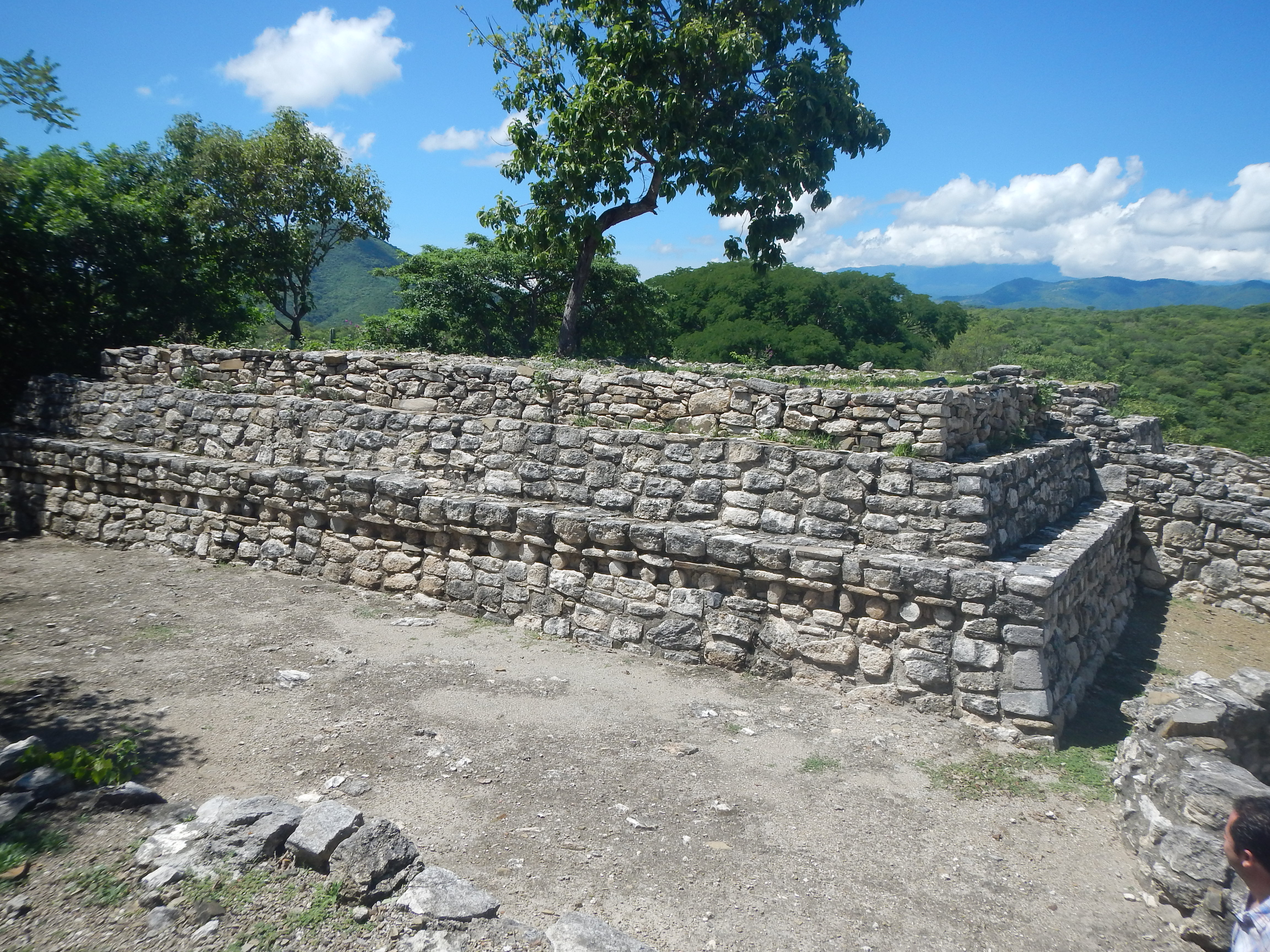
Xochipala Centro
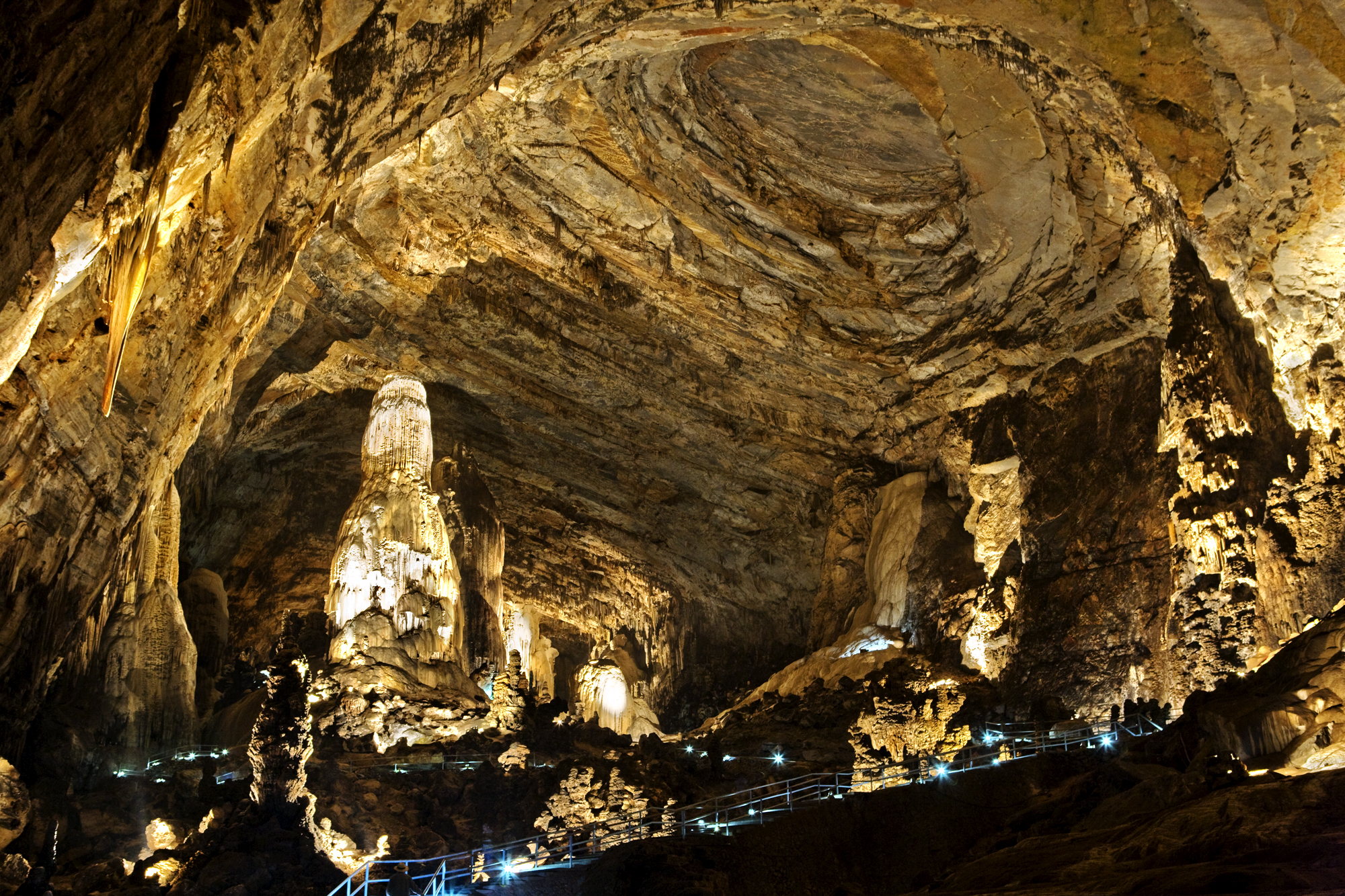
Grutas de Cacahuamilpa Norte
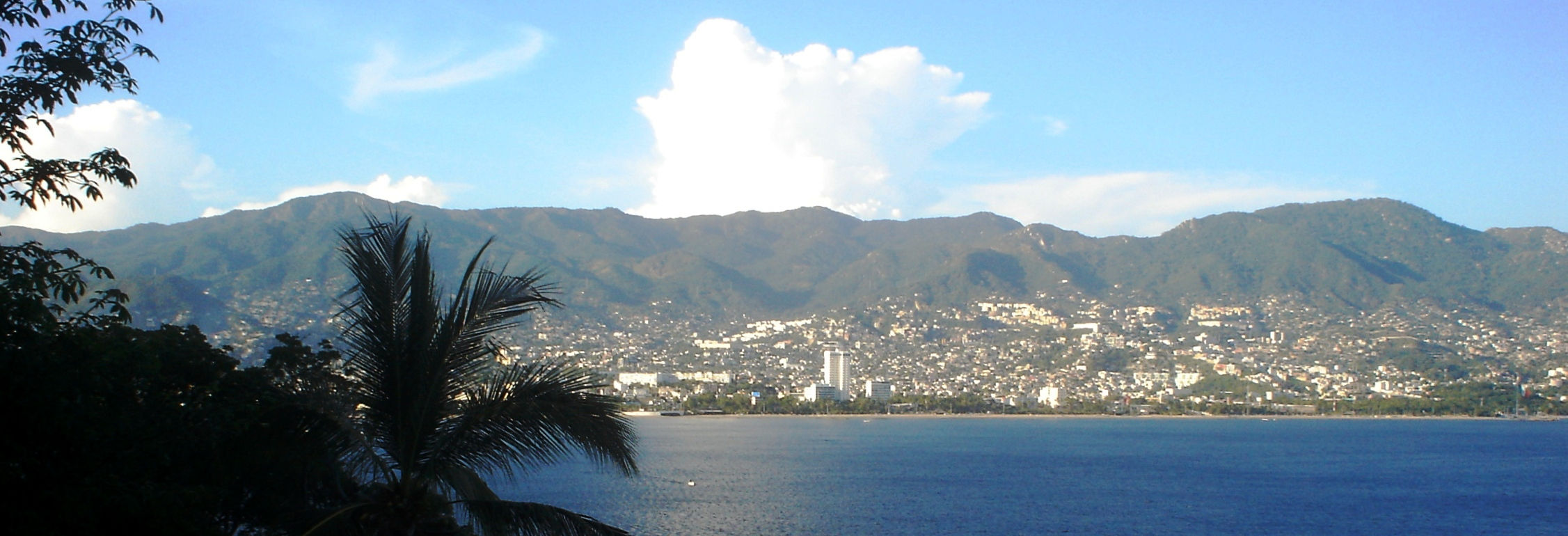
Parque nacional El Veladero Acapulco de Juárez
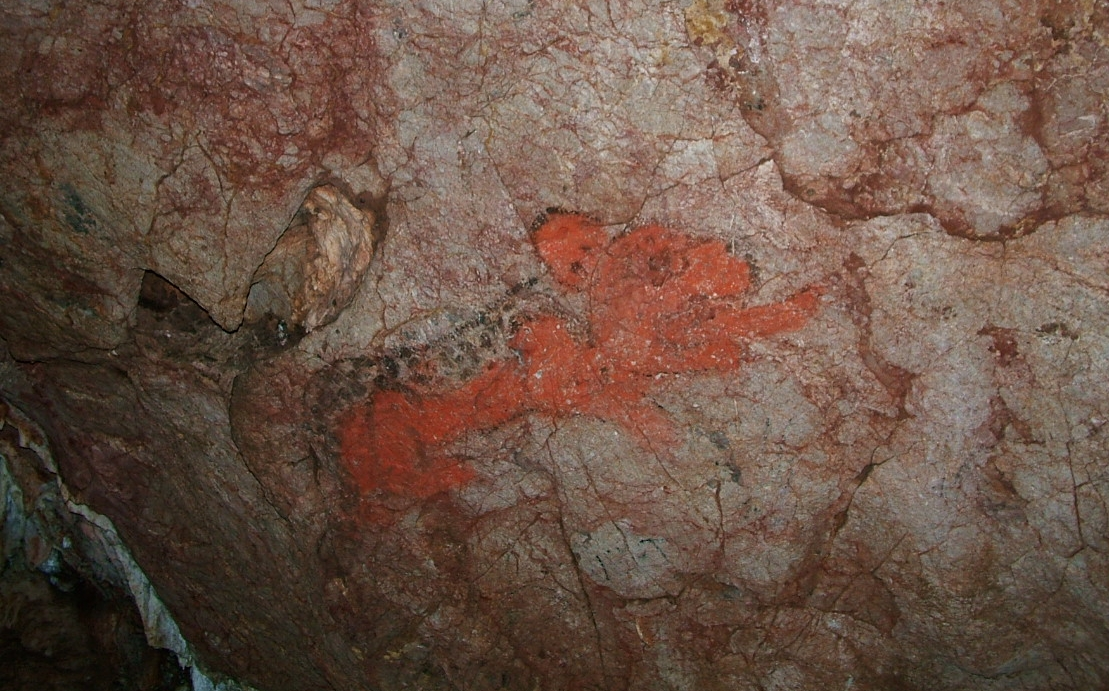
Grutas de Juxtlahuaca Centro.
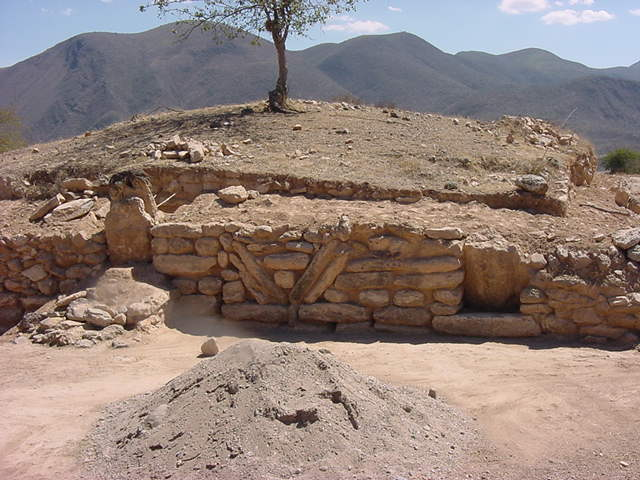
Teopantecuanitlán Norte.

### Tianguis Turístico
El Tianguis Turístico, antes llamado Feria Internacional de Hoteles y Agencias Turísticas de Acapulco, es una feria turística donde se reúnen las principales empresas dedicadas a la industria, operadores del servicio receptivo, tour operadores y agencias de viajes internacionales, donde se promueven los diferentes destinos turísticos de México. El tianguis se lleva a cabo desde 1975, y es considerado el evento más importante de turismo en México. Desde su creación hasta el 2011 se realizó en el puerto de Acapulco, sin embargo desde 2012 se convirtió en itinerante cambiando de sede cada año y volviendo a Acapulco cada dos.

## Cultura

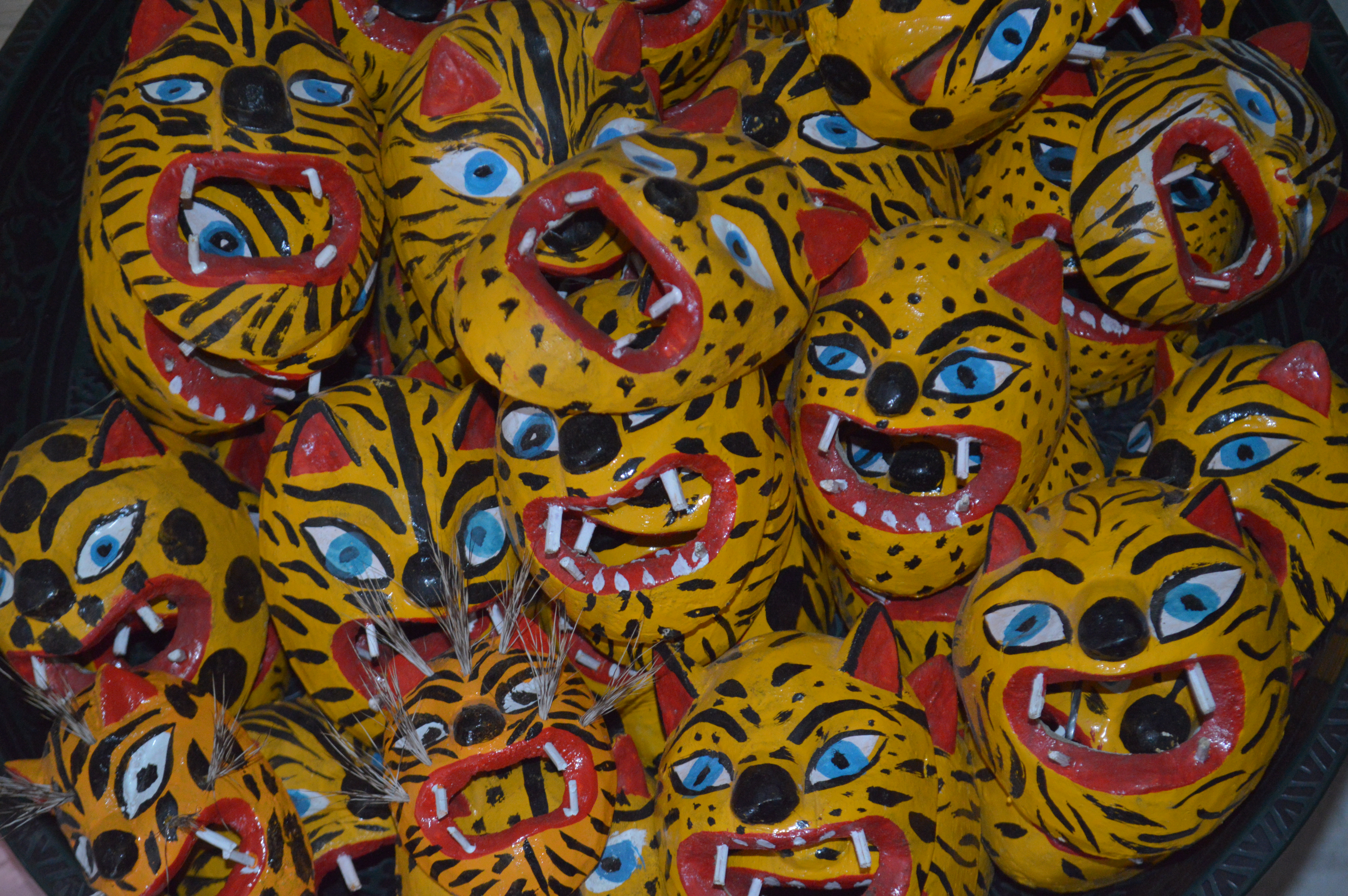
Máscaras de tigre guerrerenses.

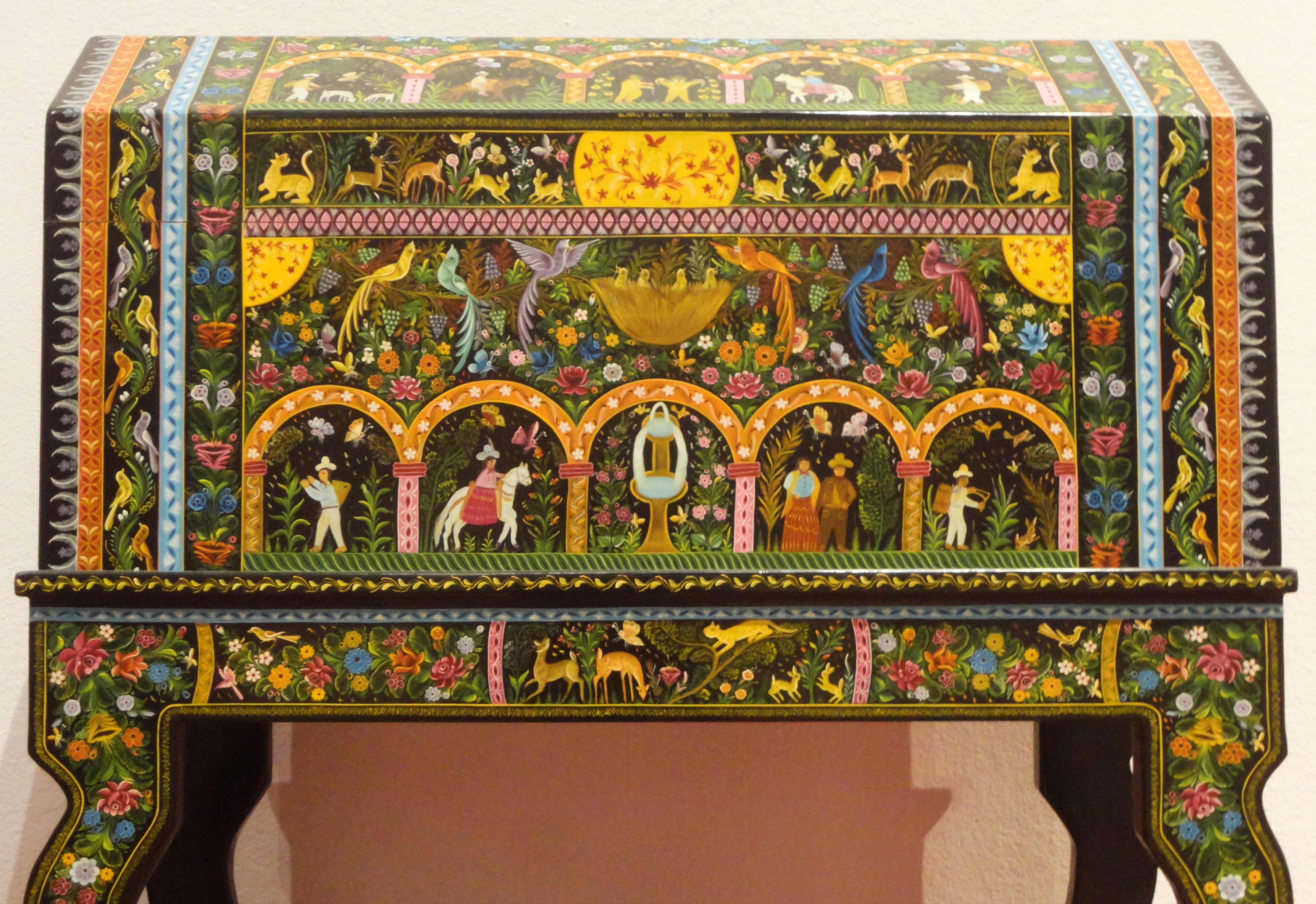
Baúl de madera con base de Olinalá.

En materia de cultura, Guerrero posee influencias purépechas (Costa Grande y Tierra Caliente), matlazinca (Tierra Caliente), Tlahuica (Norte y Montaña), tlapaneca (Montaña) y yope (Costa Chica). Las influencias culturales de olmecas, teotihuacanas, mayas, purépechas, toltecas y mexicas se manifiestan en sitios arqueológicos como Teopantecuanitlán, Tepolzis, Tixtla, Huamuxtitlán, Ixcateopan, La Organera, Xochipala, Cuetlajuchitlán y Palma Sola.
También es un estado rico en artesanías. Destacan la cerámica, textiles de lana y algodón, madera, talabartería, y metalistería en Costa Grande. Tierra Caliente posee cerámica y orfebrería. La sierra del Norte textiles en lana y algodón, madera, talabartería y orfebrería. Costa Grande tiene talabartería y la Montaña textiles de lana y algodón, madera y talabartería. Por otra parte, existen grupos culturales como grupos de danza mestiza, así como compañías teatrales destacadas como la compañía "Azul Montaña", proveniente de la ciudad de Atoyac de Álvarez, Guerrero.

### Patrimonio Nacional
El centro histórico de Taxco es la zona de monumentos históricos declarado por el Instituto Nacional de Antropología e Historia (INAH) como patrimonio de la nación el 19 de marzo de 1990, debido a la calidad de la platería, las construcciones coloniales y el paisaje circundante, además de que muchos de los edificios de Taxco son de estilo virreinal y datan de la época dorada.

### Monumentos históricos
Algunos bienes muebles o inmuebles protegidos que son patrimonio de la Nación, y están declarados como tales en el Registro Público de Monumentos y Zonas Arqueológicos del Instituto Nacional de Antropología e Historia.

#### Arquitectura religiosa
De los 96 edificios en los que se combinan diversas manifestaciones propias de cada etapa de la historia del país y de los cuales 10 fueron destinados en alguna época al culto religioso; entre ellos pueden señalarse:
| - El Templo de Santa Prisca. - Catedral de Fray Juan Bautista Moya de Ciudad Altamirano. - Catedral de Santa María de la Asunción de Chilpancingo. - Catedral de Acapulco. - Capilla Ecuménica La Paz. - Parroquia de nuestra Señora de Guadalupe. - Parroquia de Santiago Apóstol en Huitzuco. - Iglesia Santiago Apóstol de Ometepec. - Parroquia de San Francisco de Asís de Iguala. | - El Templo del Ex-convento de San Bernardino de Siena. - La capilla de la Santísima Trinidad, Trinidad. - Iglesia de Cutzamala de Pinzón. - Parroquia de Chavarrieta. - Iglesia de Santa María de la Asunción. - Parroquia de San Francisco de Asís. - Templo de la Asunción de Atoyac. - Iglesia Zumpango del Río. - Parroquia de San Antonio de Padua de Buenavista de Cuéllar. |

Arquitectura religiosa en Guerrero
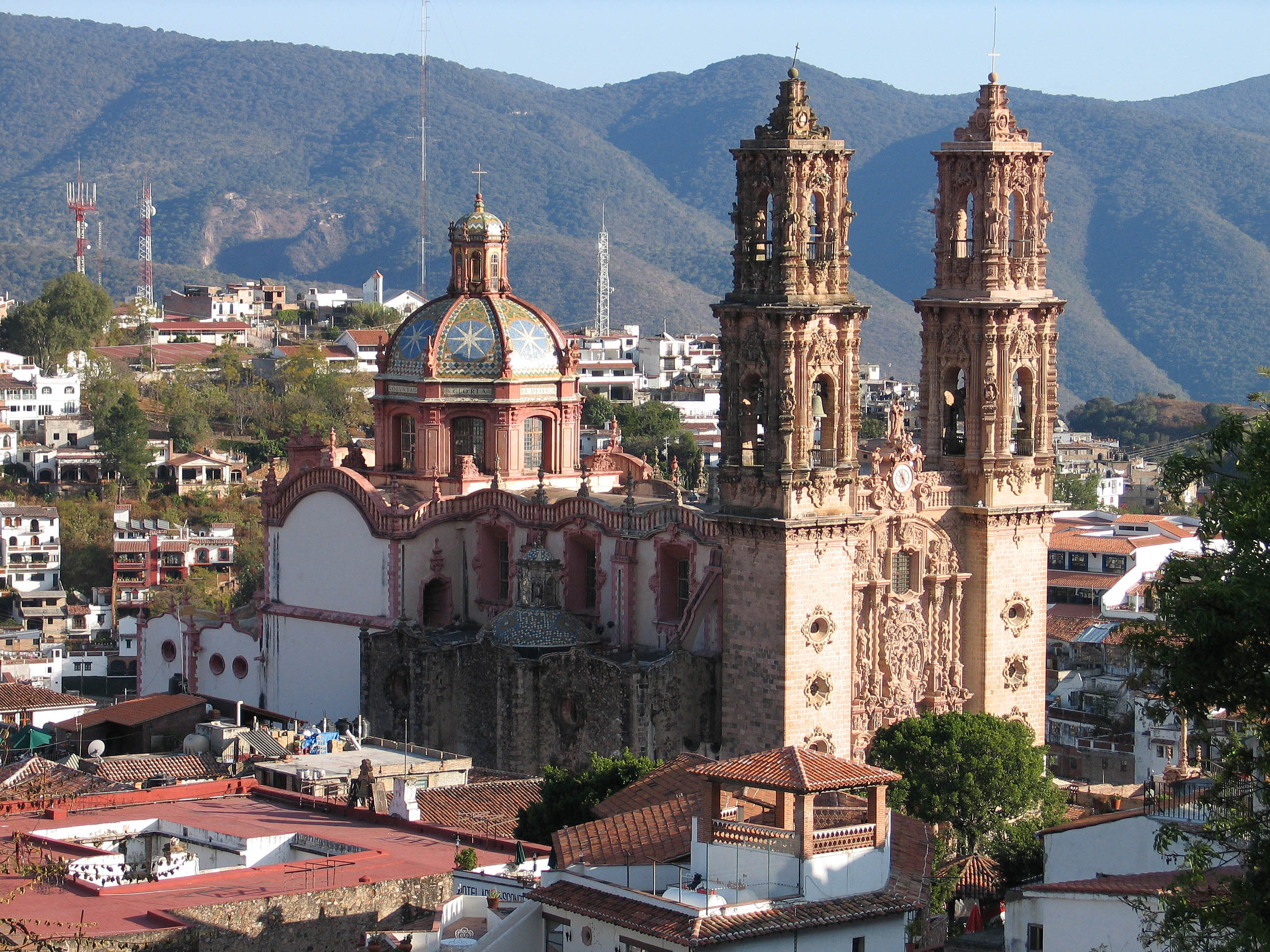
Templo de Santa Prisca
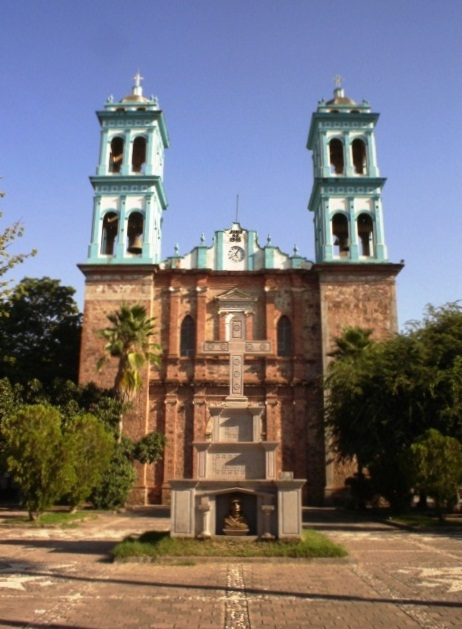
Catedral de Fray Juan Bautista Moya de Ciudad Altamirano
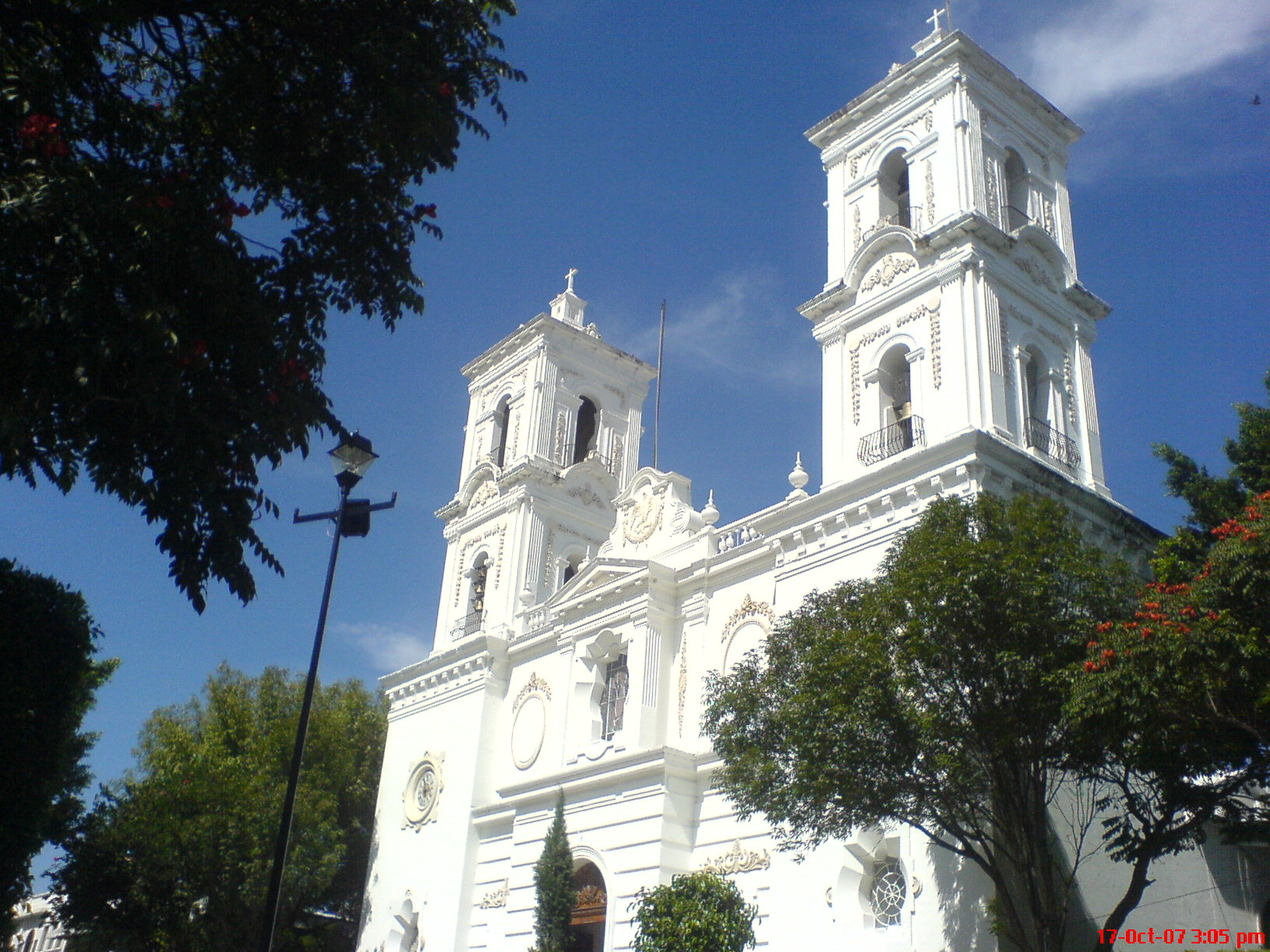
Catedral de Santa María de la Asunción de Chilpancingo
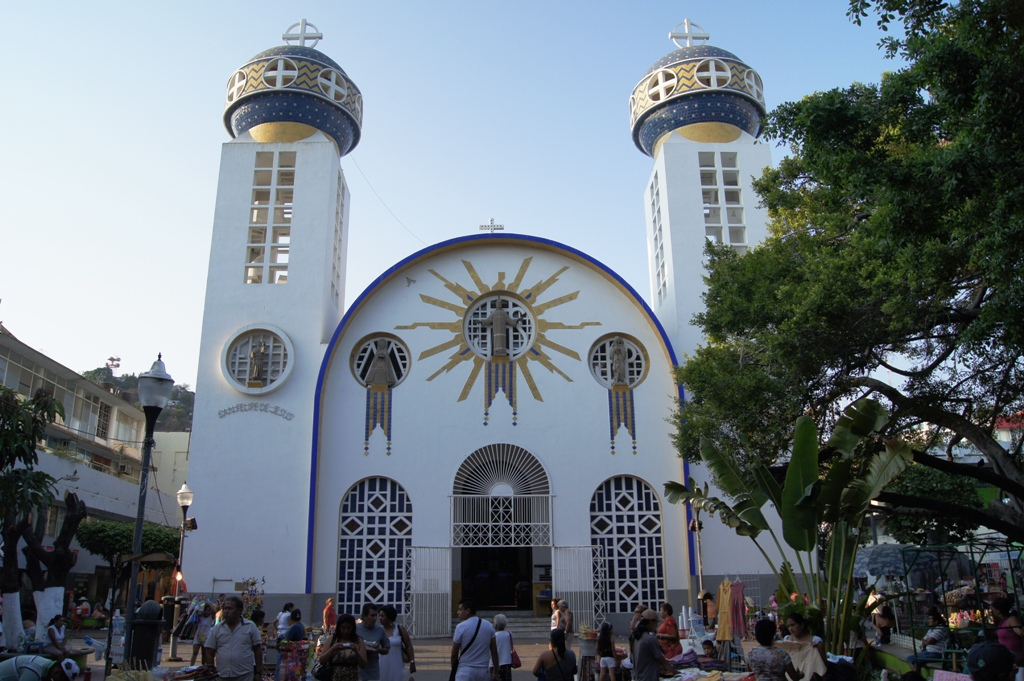
Catedral de Acapulco
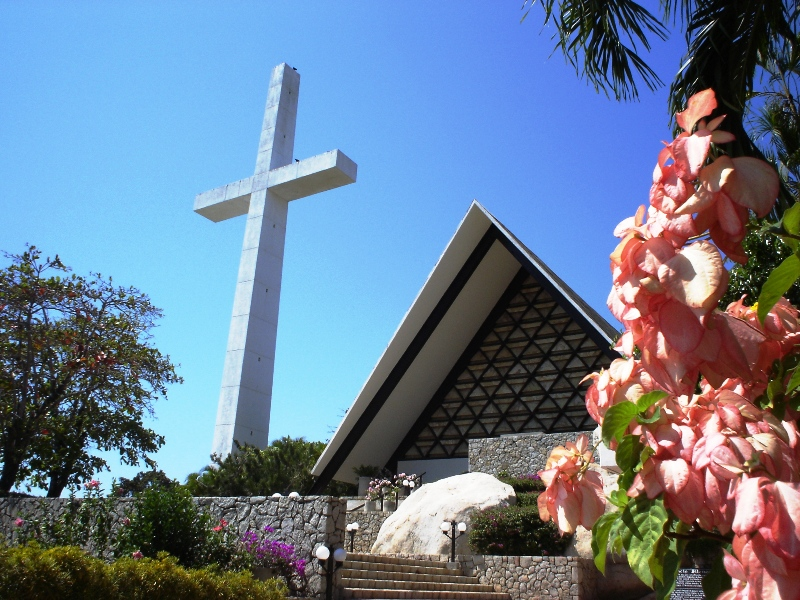
Capilla Ecuménica La Paz
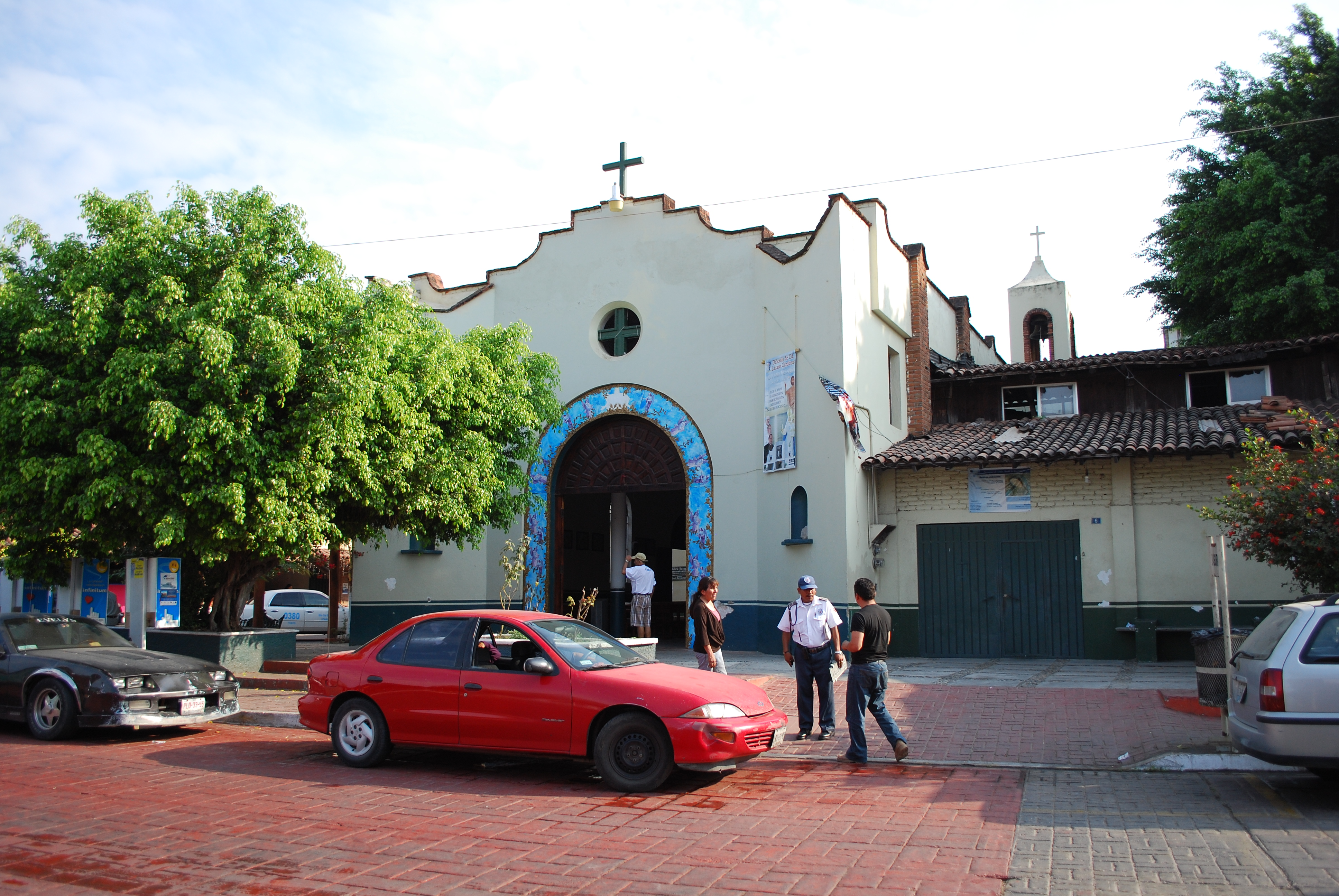
Parroquia de nuestra Señora de Guadalupe
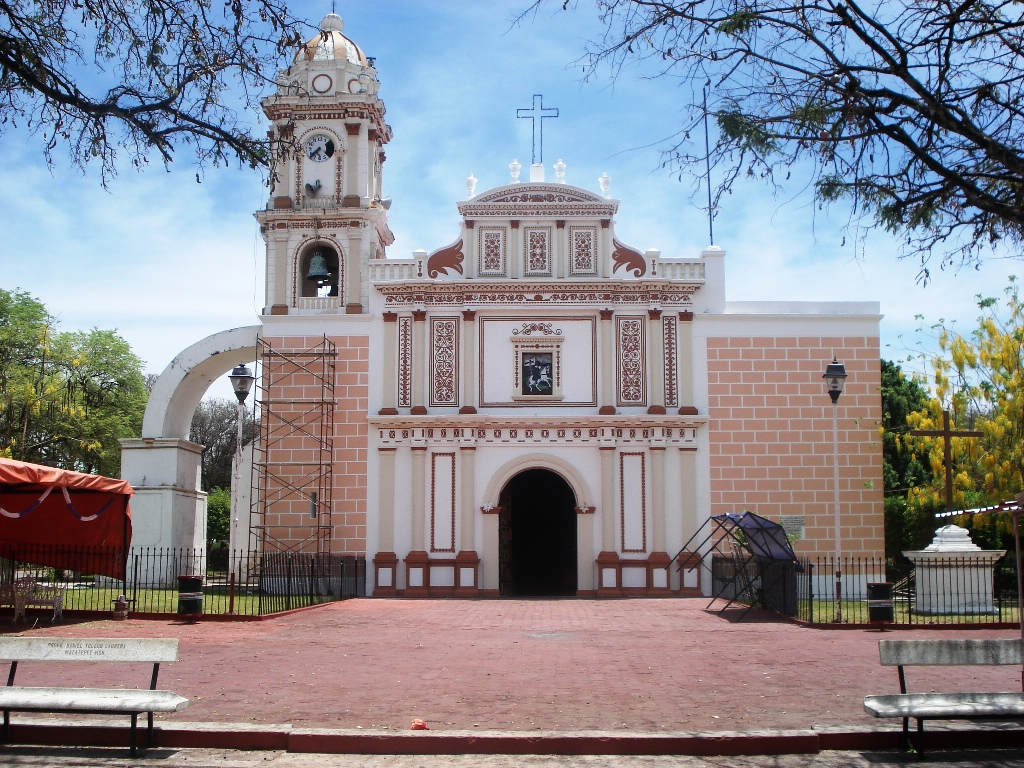
Parroquia de Santiago Apóstol en Huitzuco
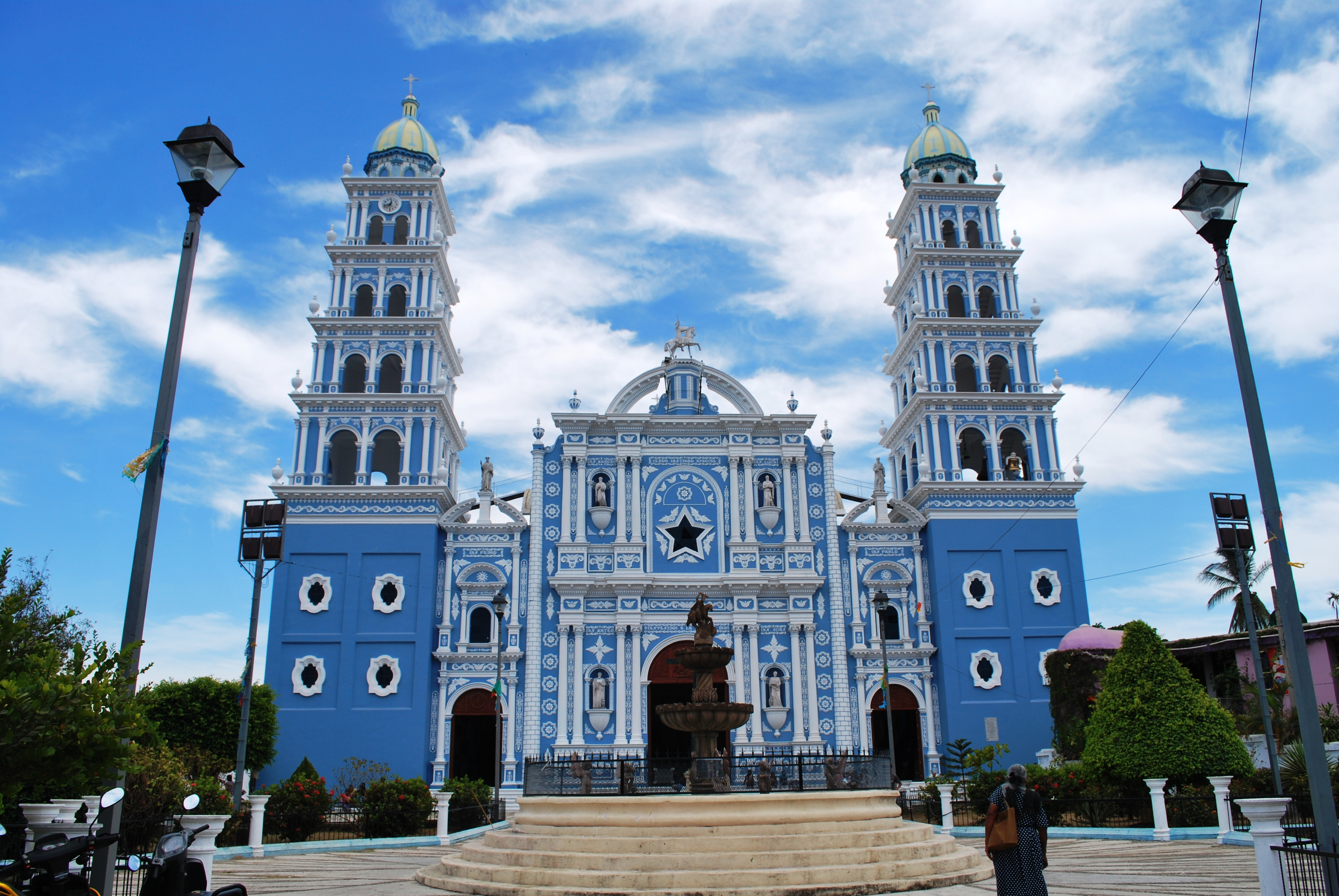
Iglesia Santiago Apóstol de Ometepec
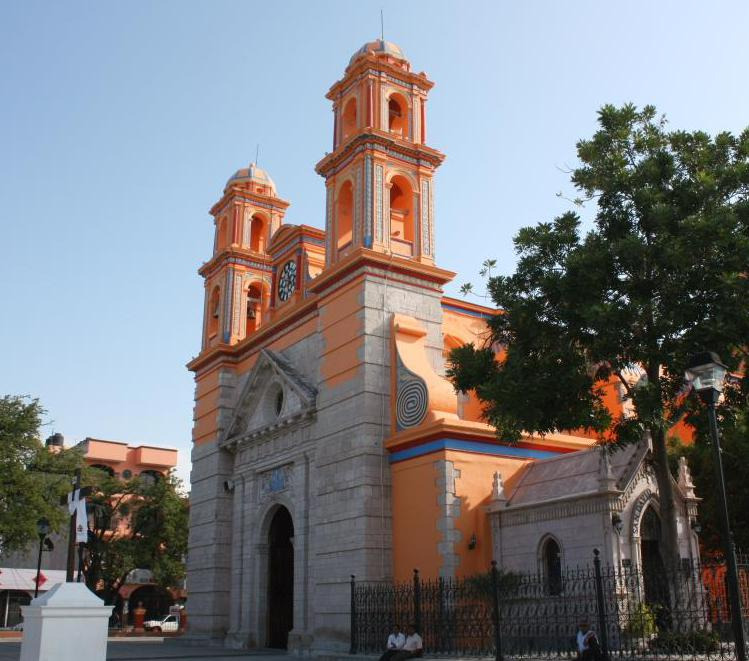
Parroquia de San Francisco de Asís de Iguala
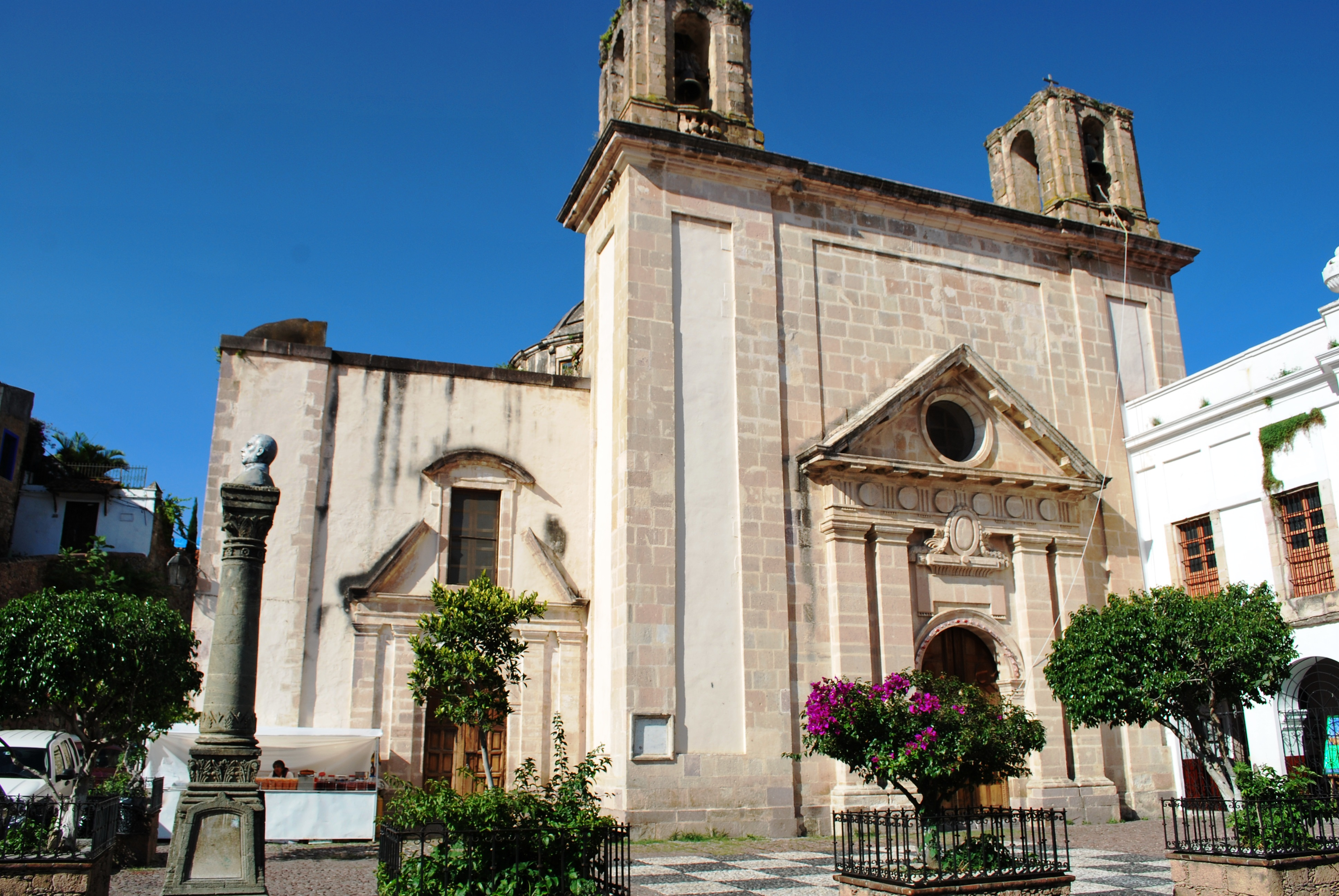
Templo de San Bernardino de Siena
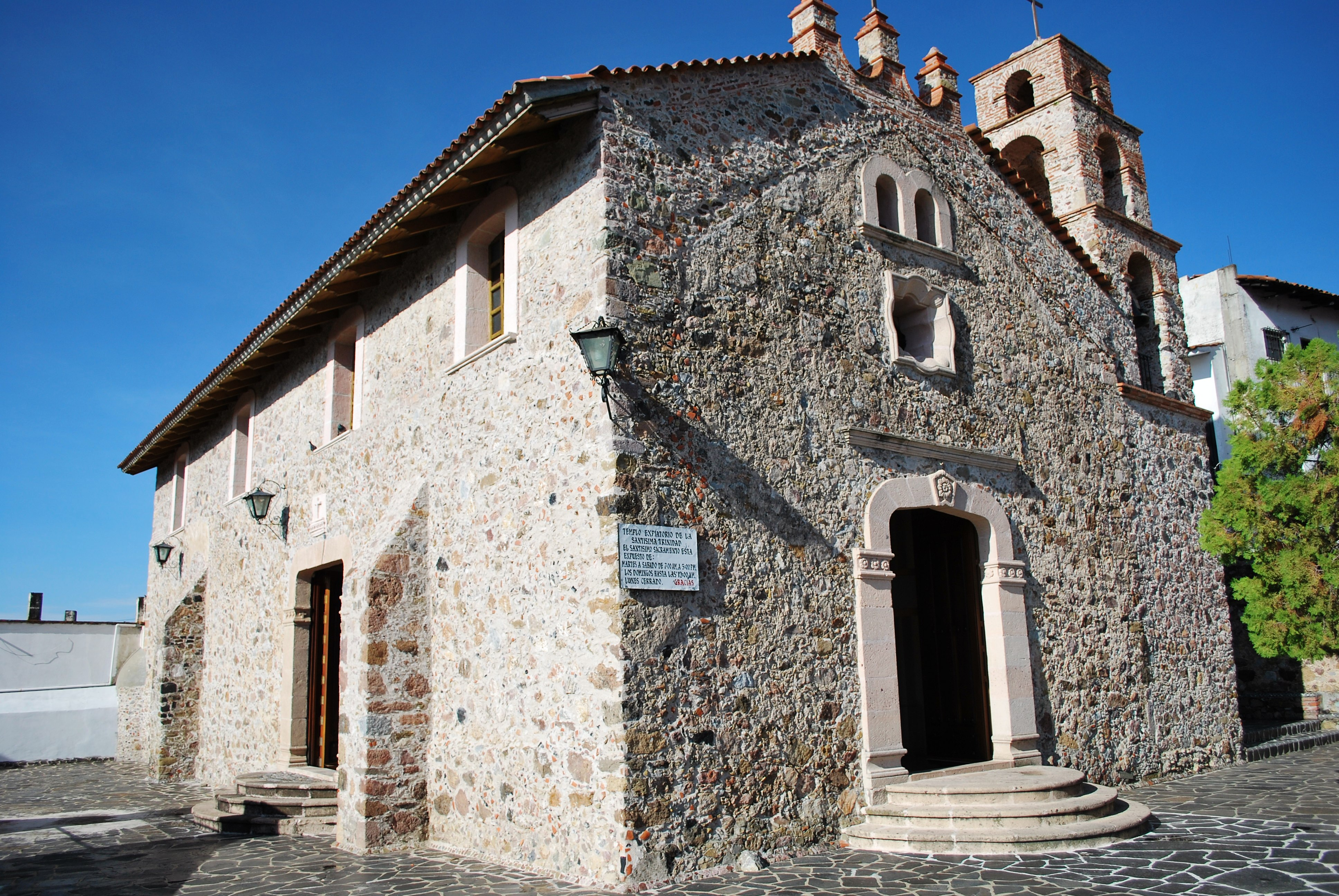
Capilla de la Santísima Trinidad
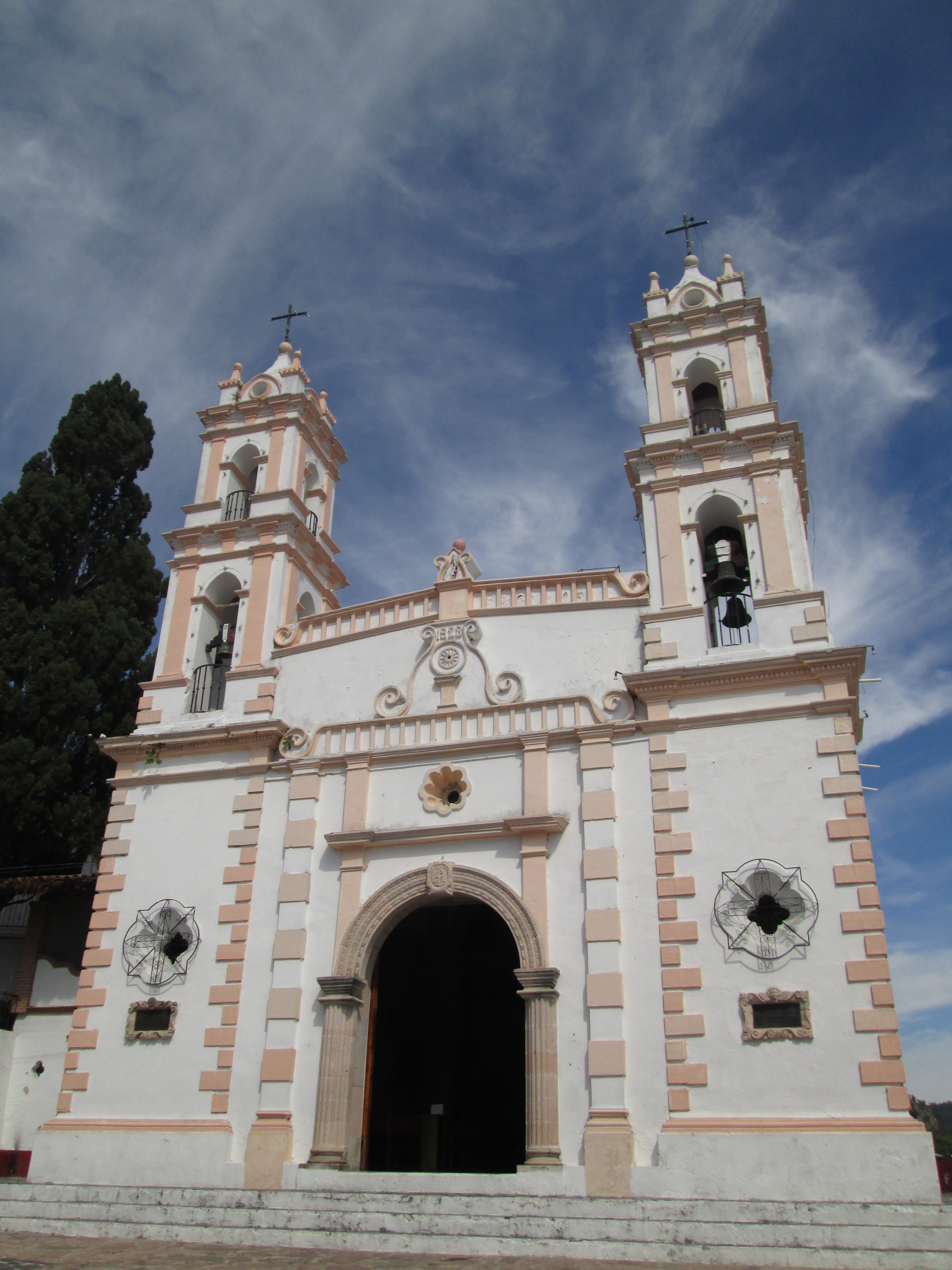
Parroquia de Chavarrieta
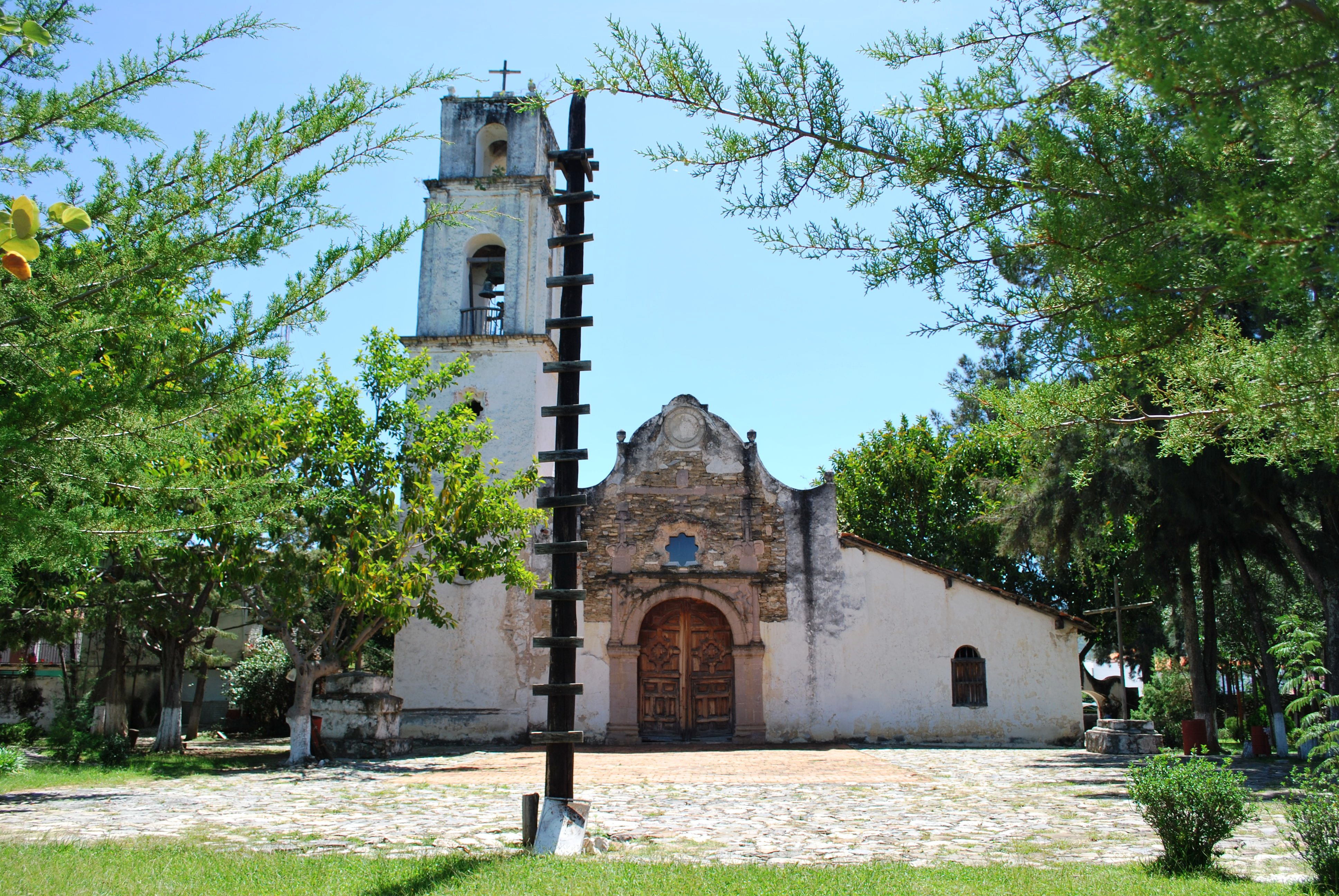
Iglesia de Santa Maria de la Asuncion
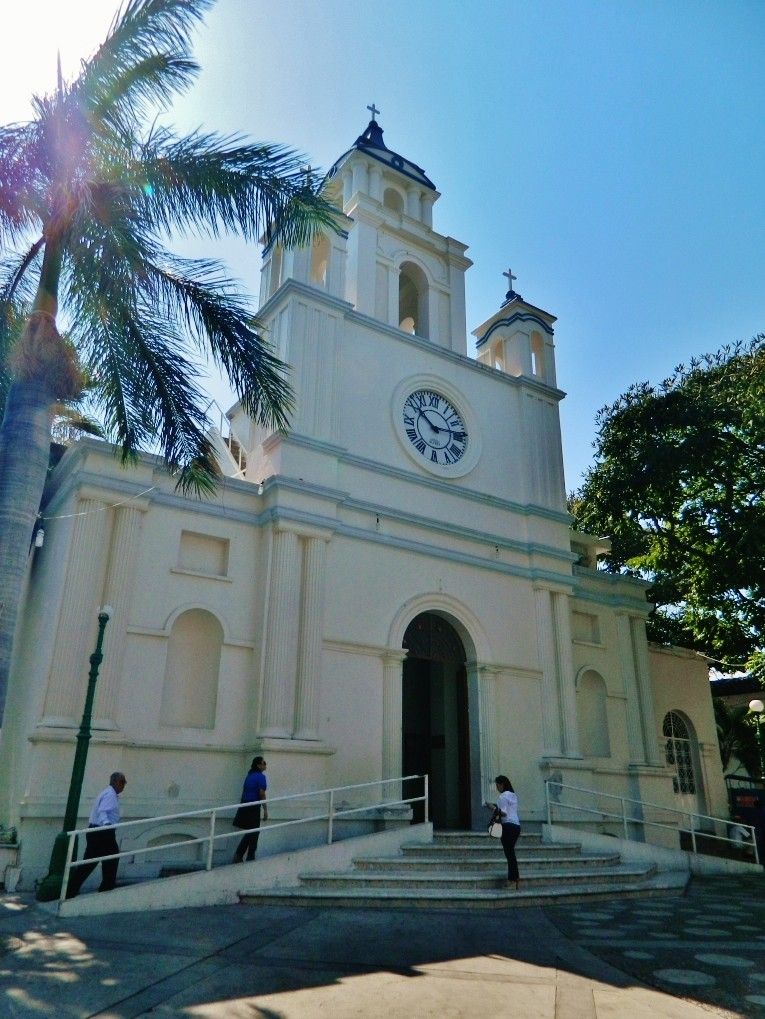
Iglesia de San Francisco de Asís.
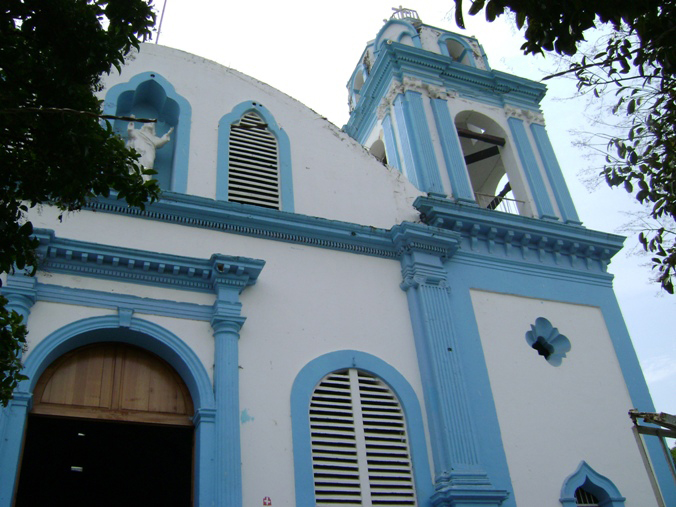
Templo de la Asunción de Atoyac.
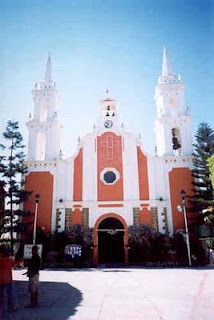
Iglesia Zumpango del Rio.
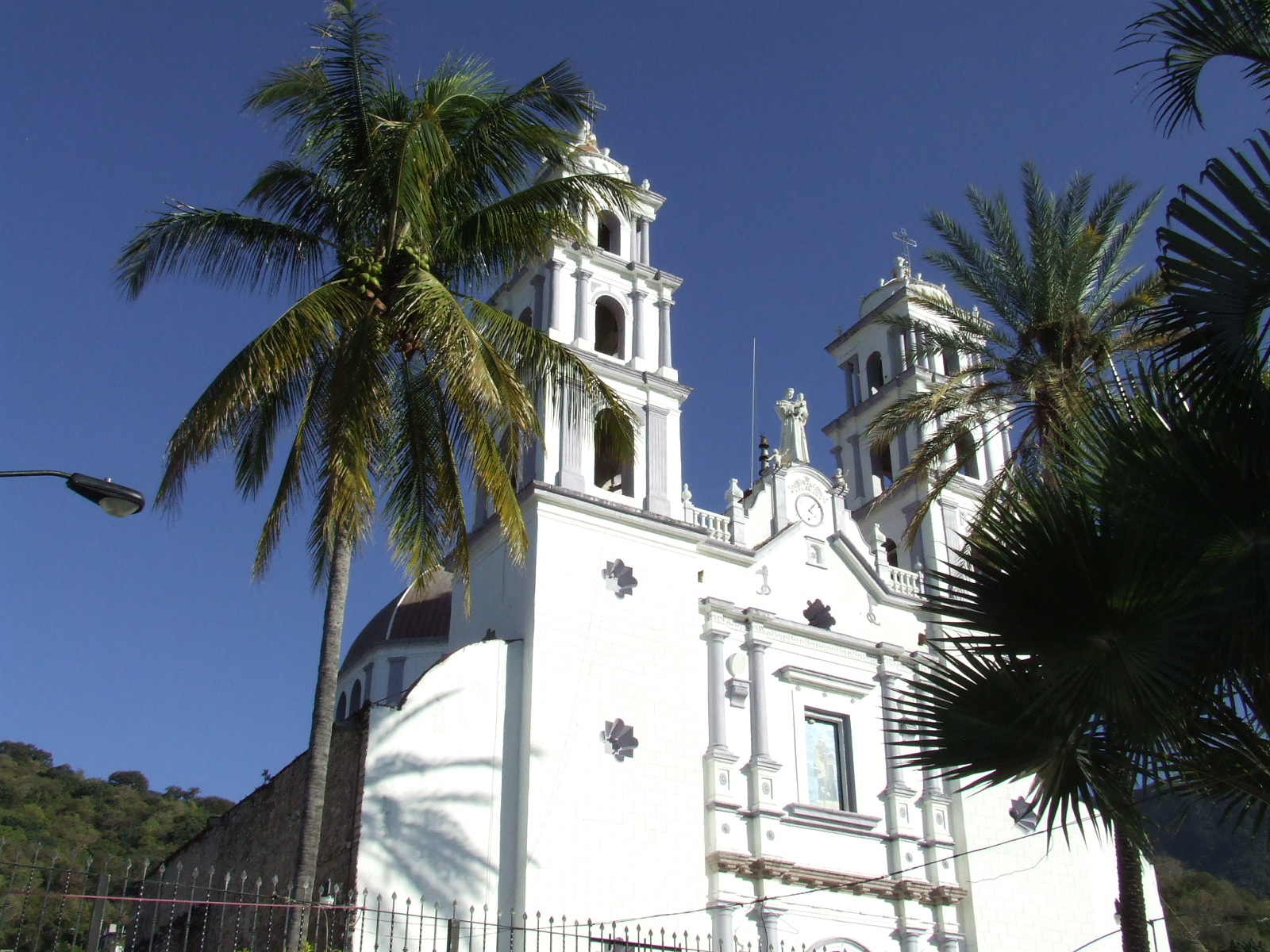
Parroquia de San Antonio de Padua.

#### Arquitectura civil
Entre las referidas edificaciones, otros inmuebles fueron destinados a fines educativos, servicios asistenciales y ornato público, así como para el uso de autoridades civiles y militares; entre los más importantes pueden señalarse: 
| - La Casa Borda. - Fuerte de San Diego. - Museo Regional de Guerrero. - Fortín Álvarez. - Museo de Arte Virreinal. - La Casa de los Vientos. - Antiguo palacio municipal de Taxco. | - Palacio de la Cultura Chilpancingo. - Bandera monumental de Iguala. - Edificio del Ayuntamiento de Chilpancingo. - Sinfonía del Mar. - Biblioteca pública municipal. - Fórum de Mundo Imperial. - Centro Internacional Acapulco. |

Arquitectura civil en Guerrero
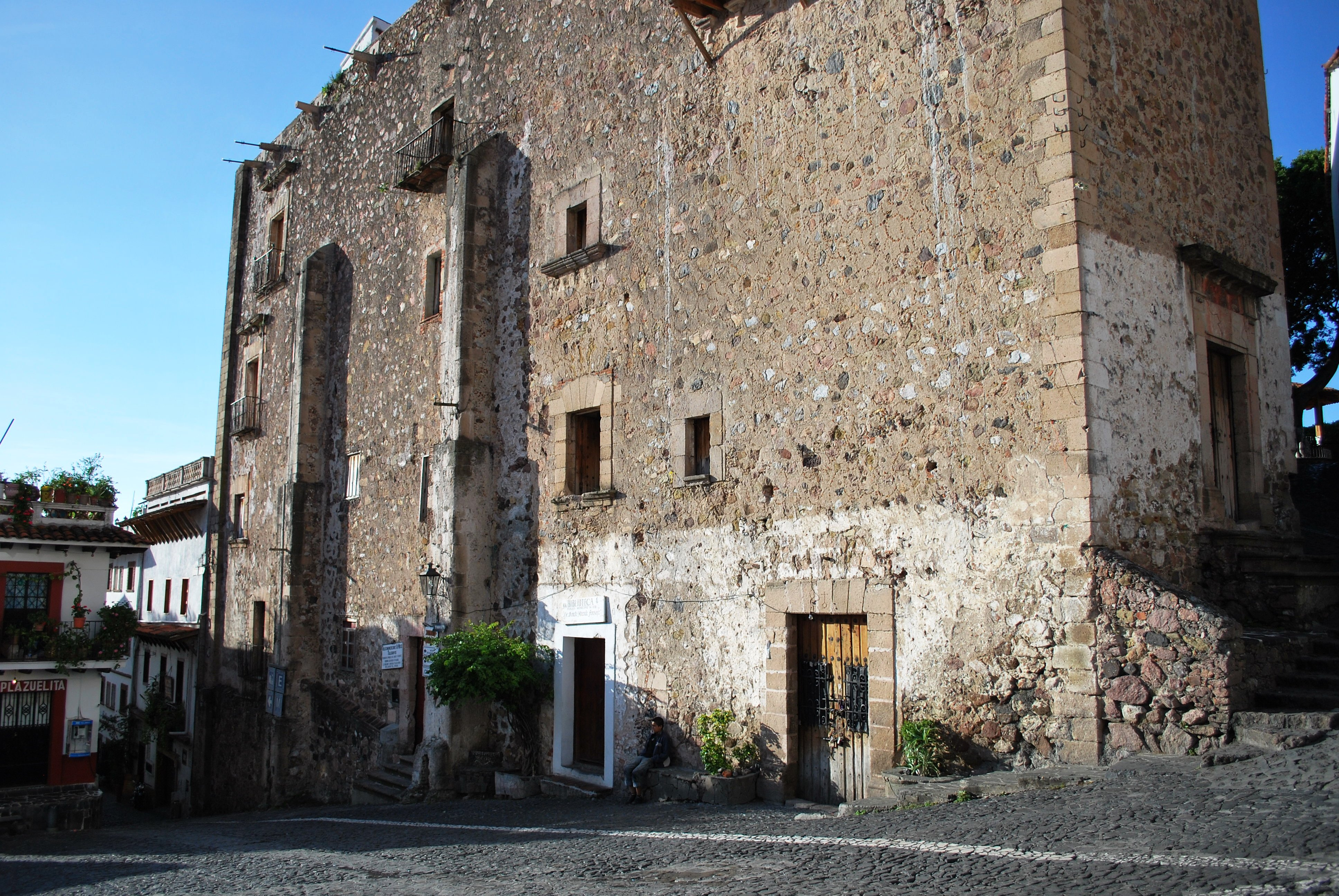
Casa Borda
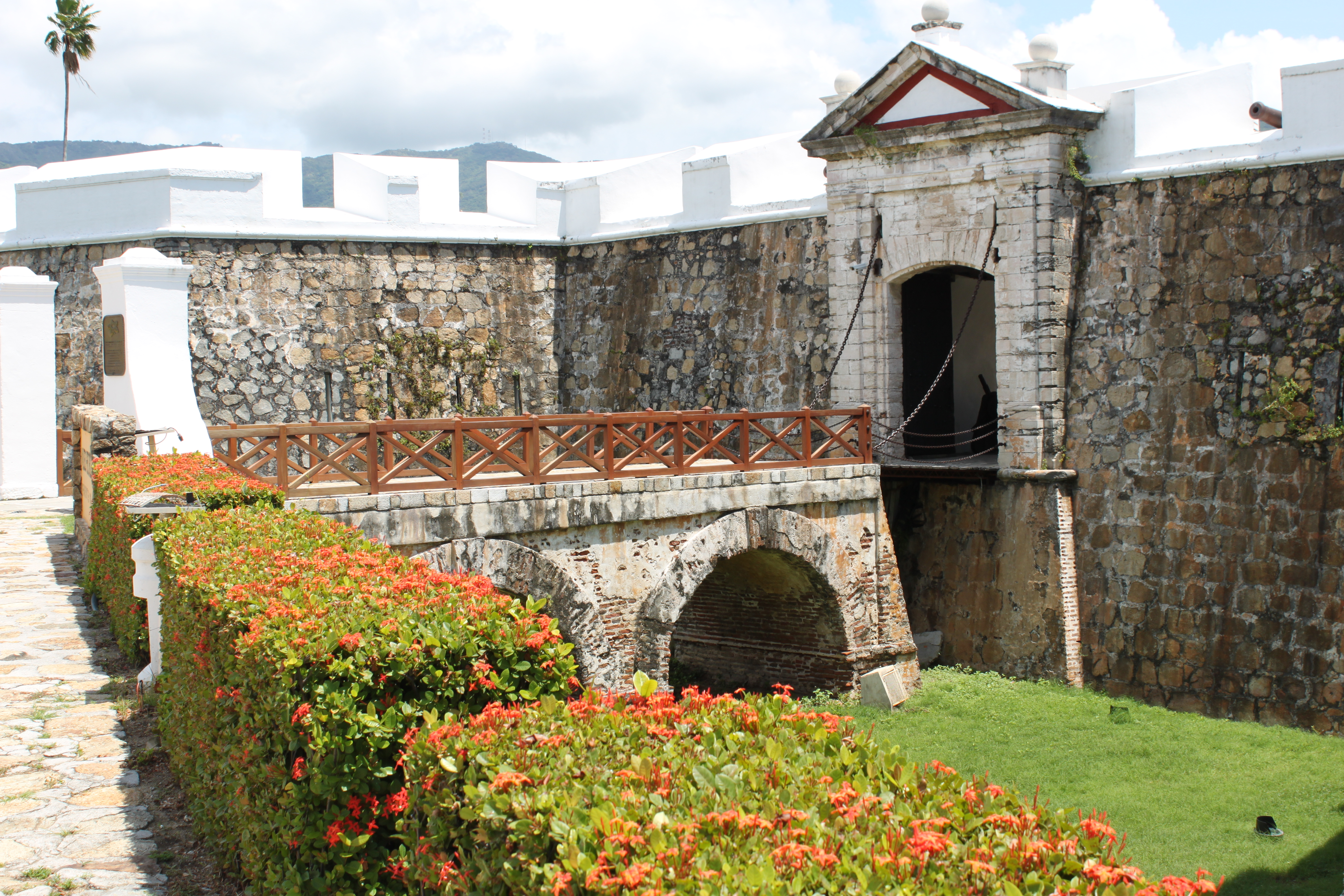
Fuerte de San Diego
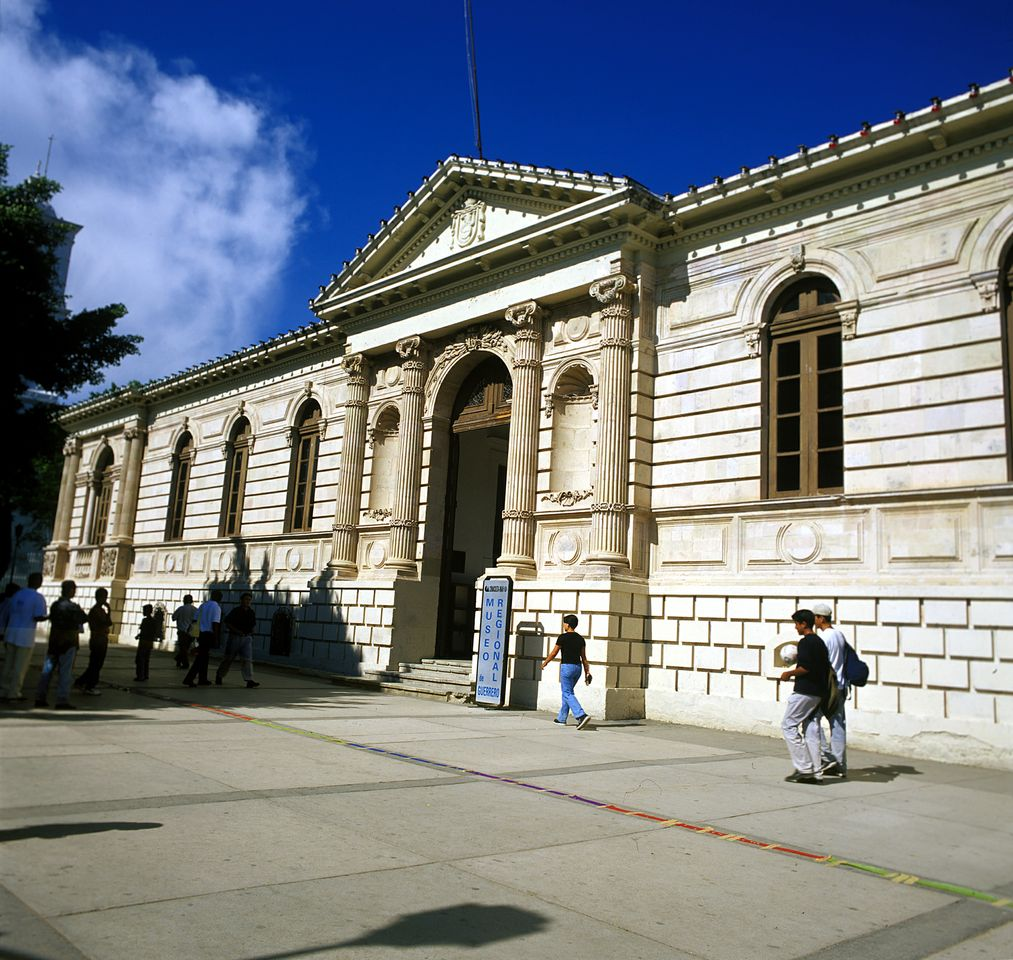
Museo Regional de Guerrero
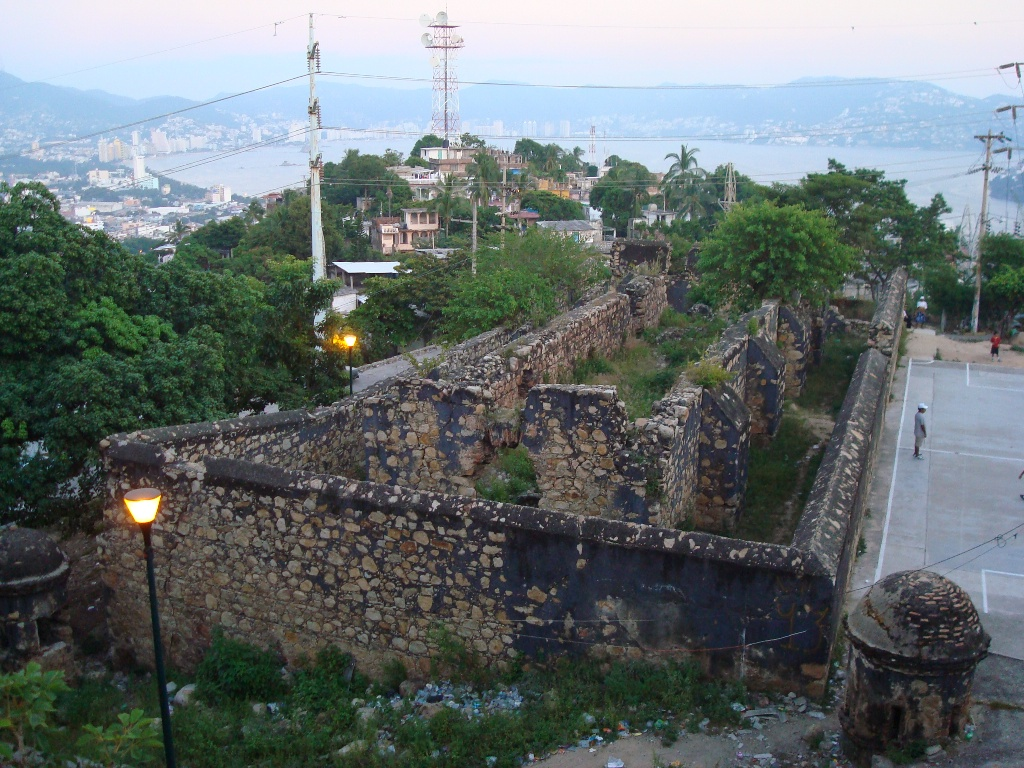
Fortín Álvarez
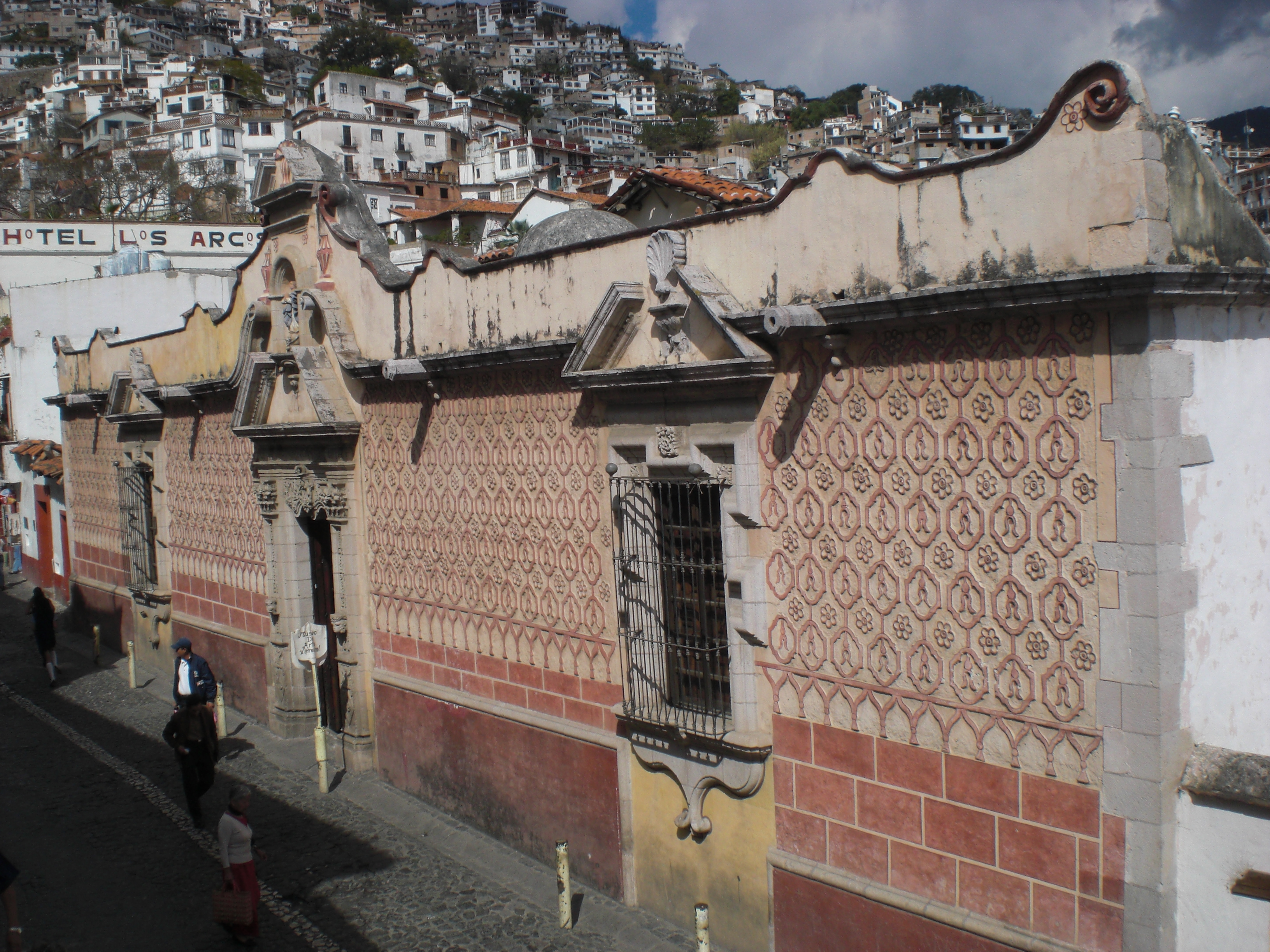
Museo de Arte Virreinal
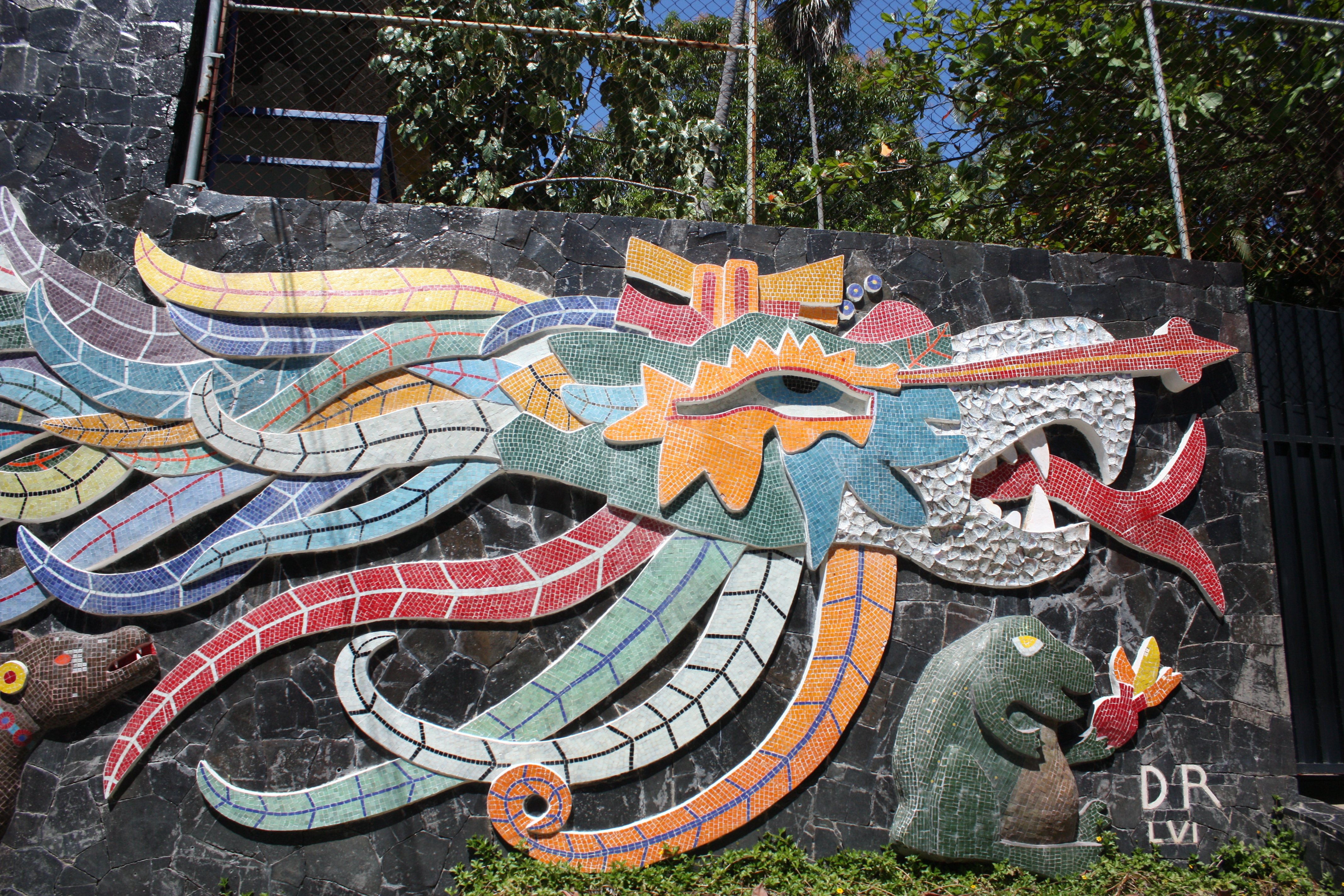
Centro Cultural La Casa de los Vientos
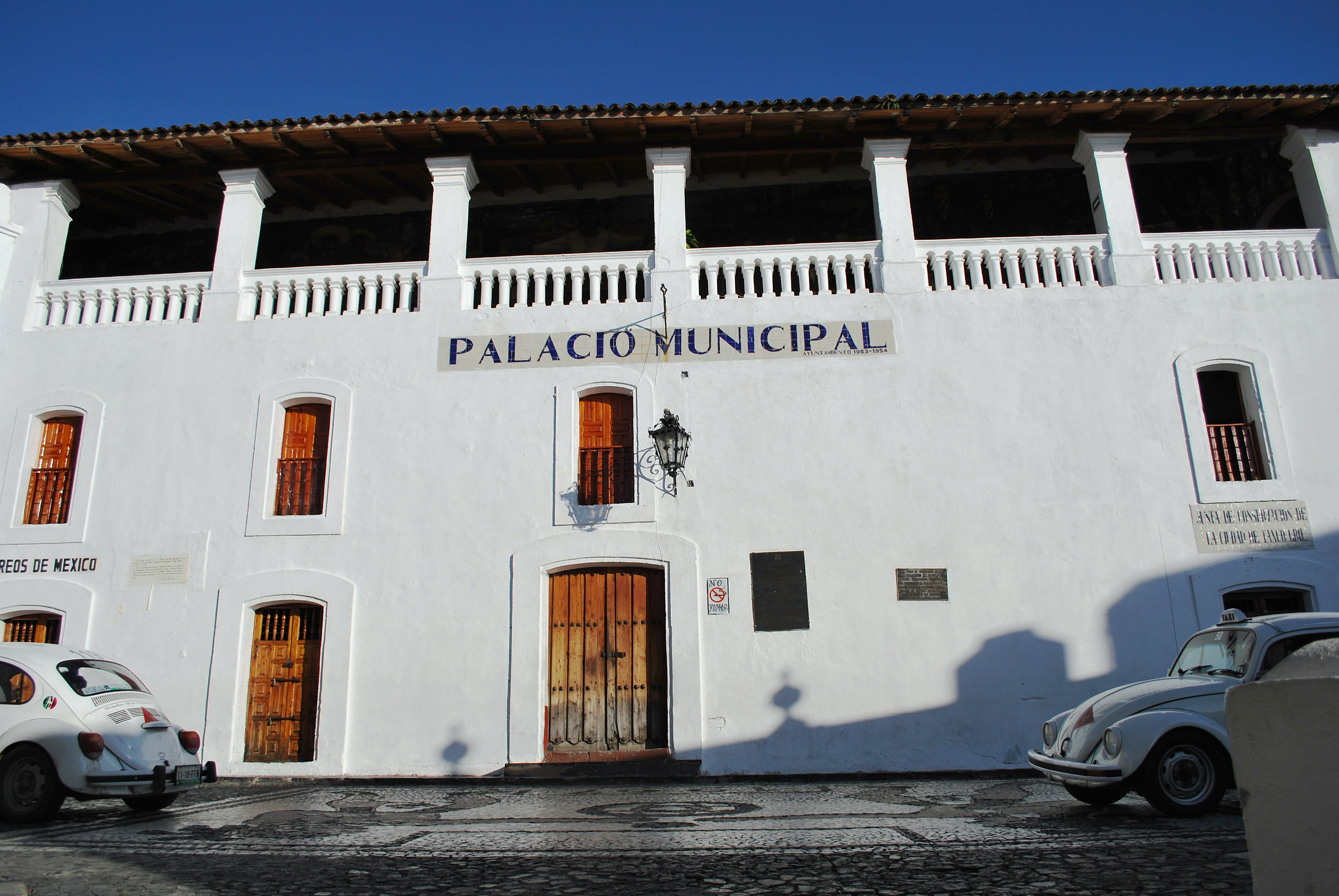
Palacio Municipal de Taxco
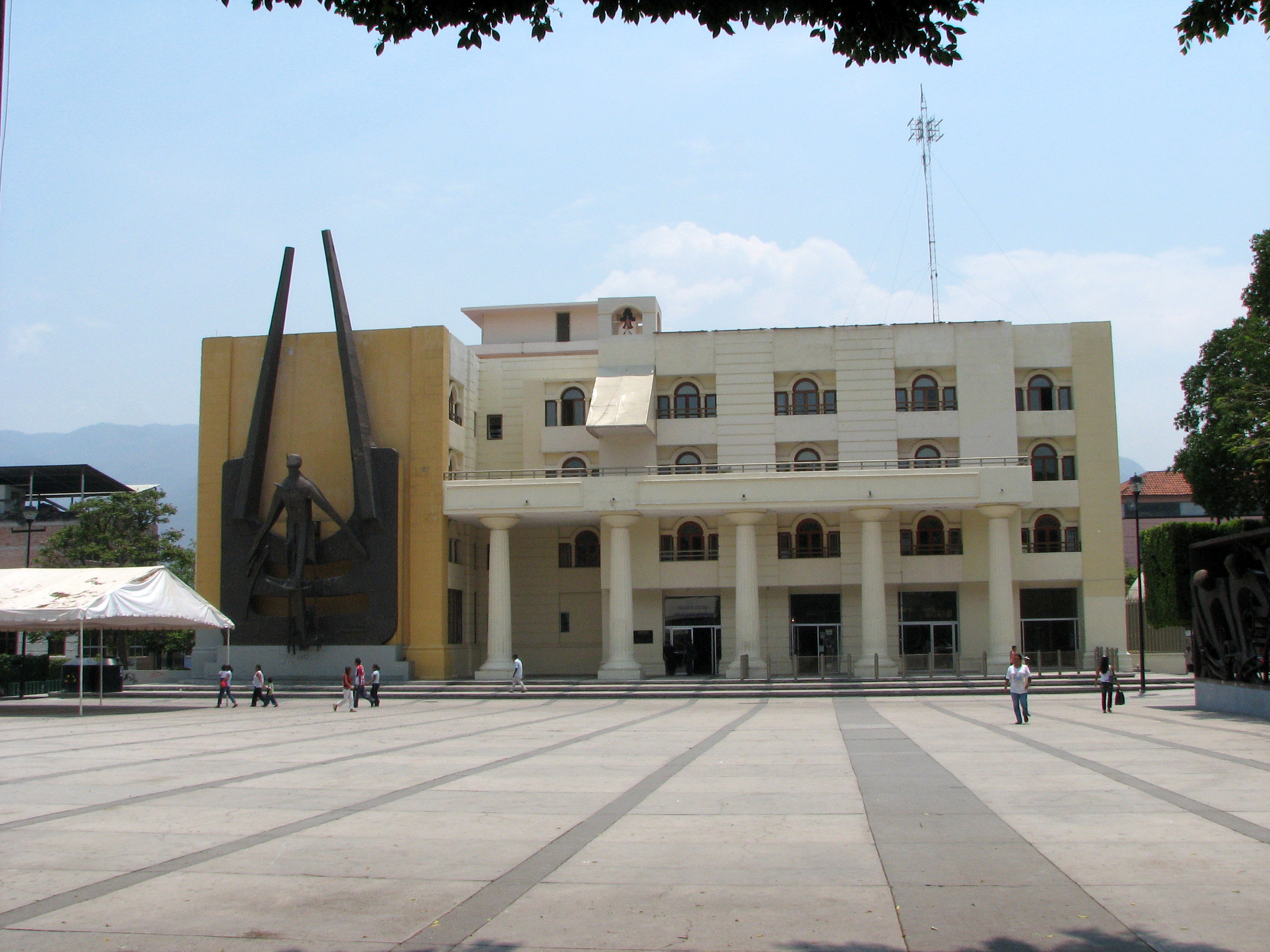
Edificio del Ayuntamiento de Chilpancingo
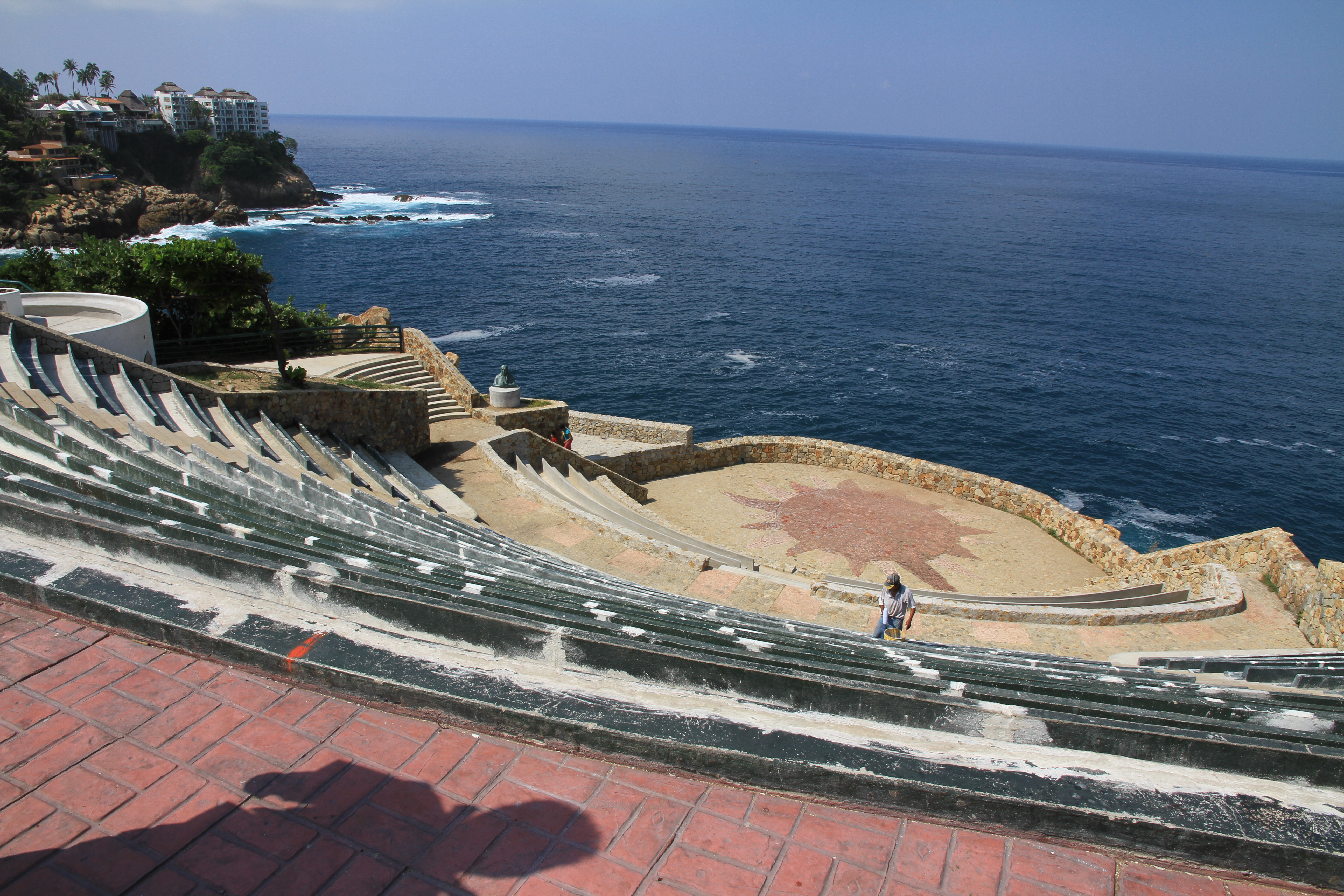
Sinfonía del Mar.
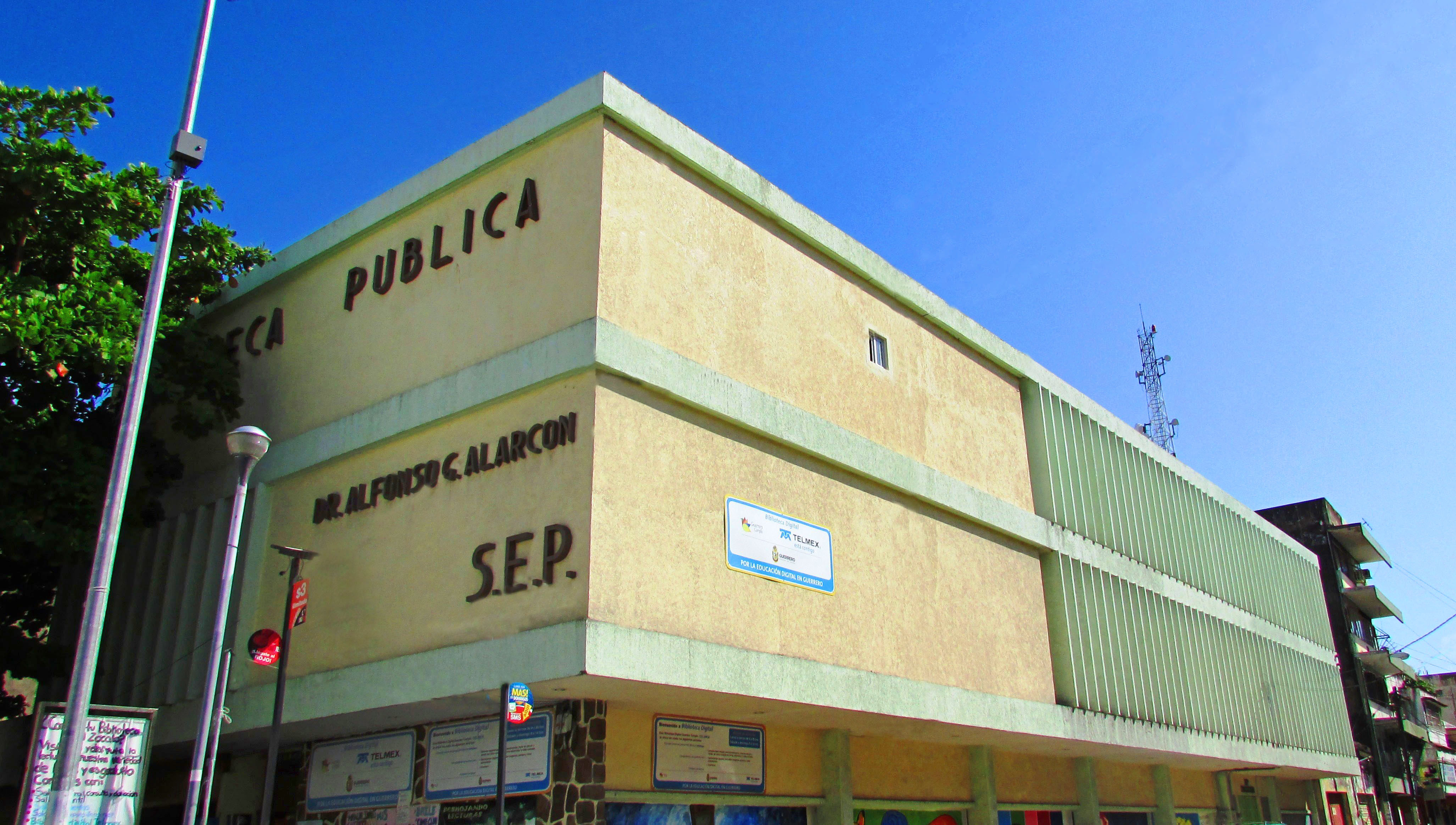
Biblioteca Pública Municipal
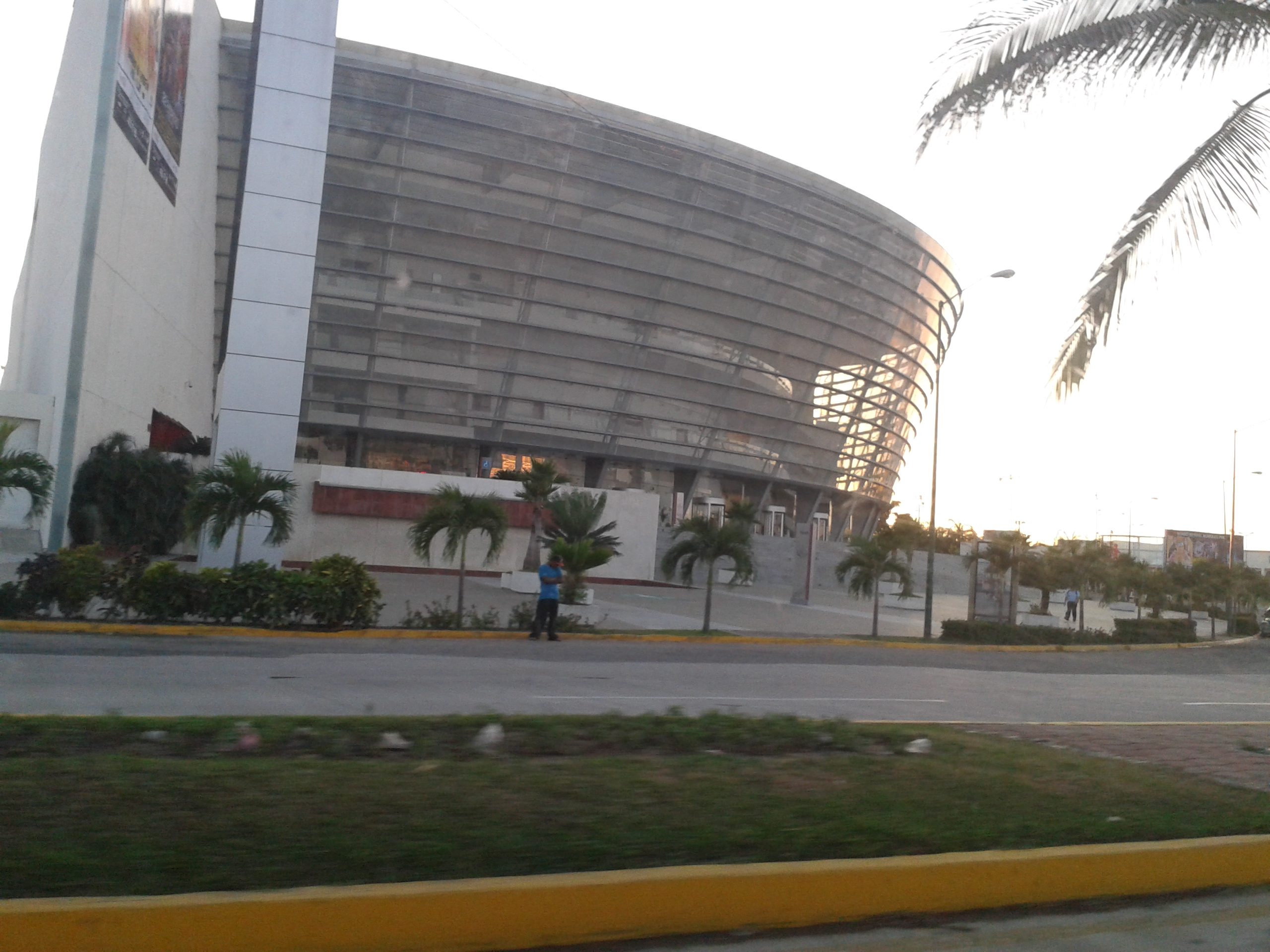
Fórum de Mundo Imperial.
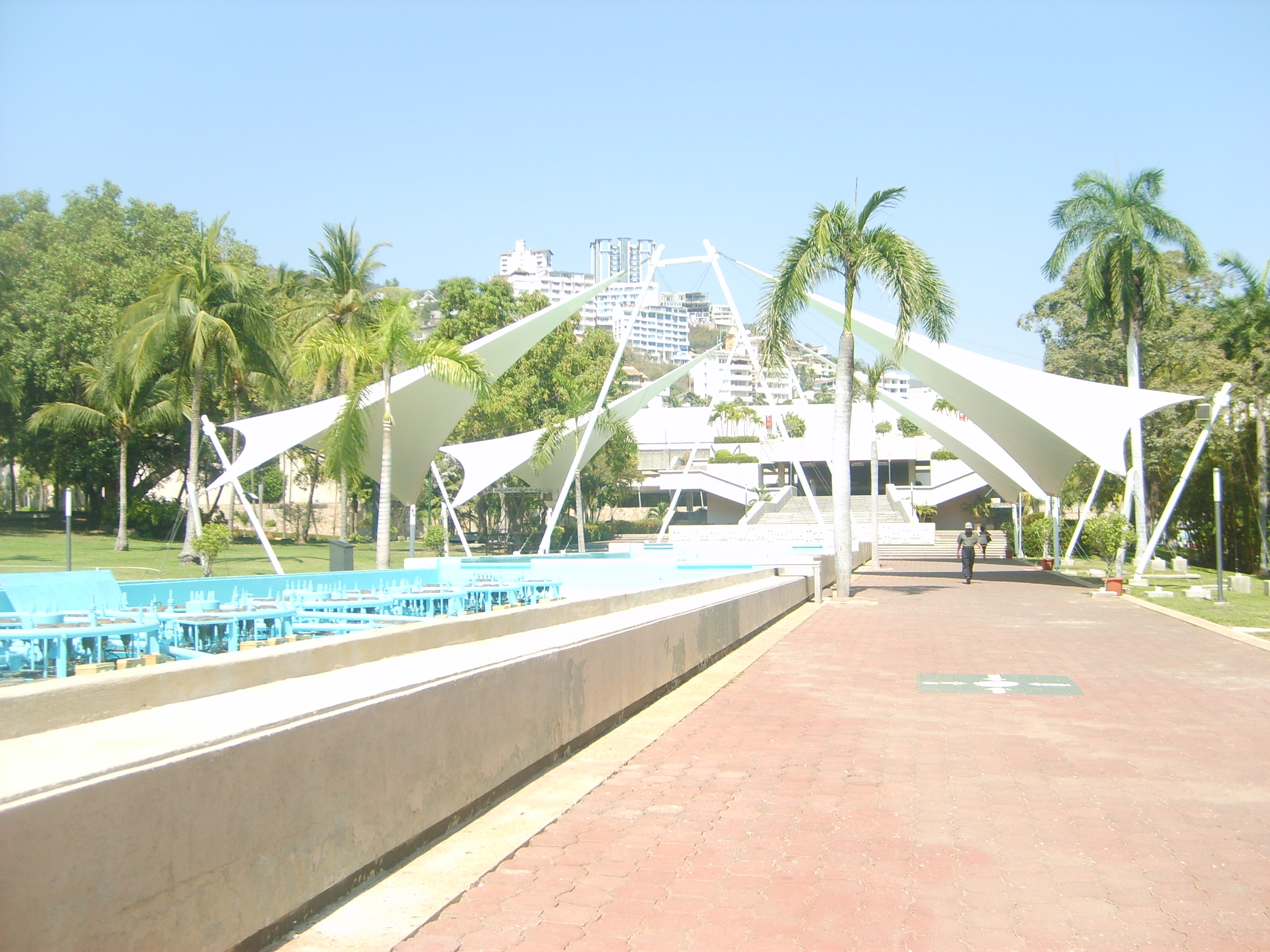
Centro Internacional Acapulco.

### Gastronomía
El estado de Guerrero presenta gran variedad de comidas, esto se debe al sincretismo de las culturas indígenas, española y francesa. Entre los platos típicos se encuentran los jumiles, aporreado, chalupitas, relleno, pozoles, moles, caldos guisados de pescados y mariscos salsas de chile, tortillas, frijoles que son consumidos de diversas maneras.
La bebida alcohólica típica es el mezcal. Entre las no alcohólicas encontramos una gran gama en la que destacan las infusiones de hojas secas, conocidas como té, el chilate, creado a base de cacao y especias; aguas de limón, naranja, guayaba, mango, piña, tamarindo y otras frutas.

### Cerámica
Como artesanía, la cerámica en el estado de Guerrero es uno de los recursos culturales más comunes y utilizado en el diario vivir de los pobladores, como ollas, vasijas, jarros, candeleros. Pero no solo se limita a la fabricación de utensilios y enseres, sino también a la producción de juguetes, adornos, esculturas. Todos estos elementos son decorados con dibujos de distintos colores, estos pueden incluir motivos florales, representaciones de animales o de la naturaleza.
Los materiales de construcción de la cerámica de Guerrero son barro y algodón desmenuzado. Las técnicas de decoración consiste en pulir la superficie y posteriormente pintarla con pinceles y distintos esmaltes de colores en algunos casos se puede recurrir a un procedimiento de barnizado.

### Festividades

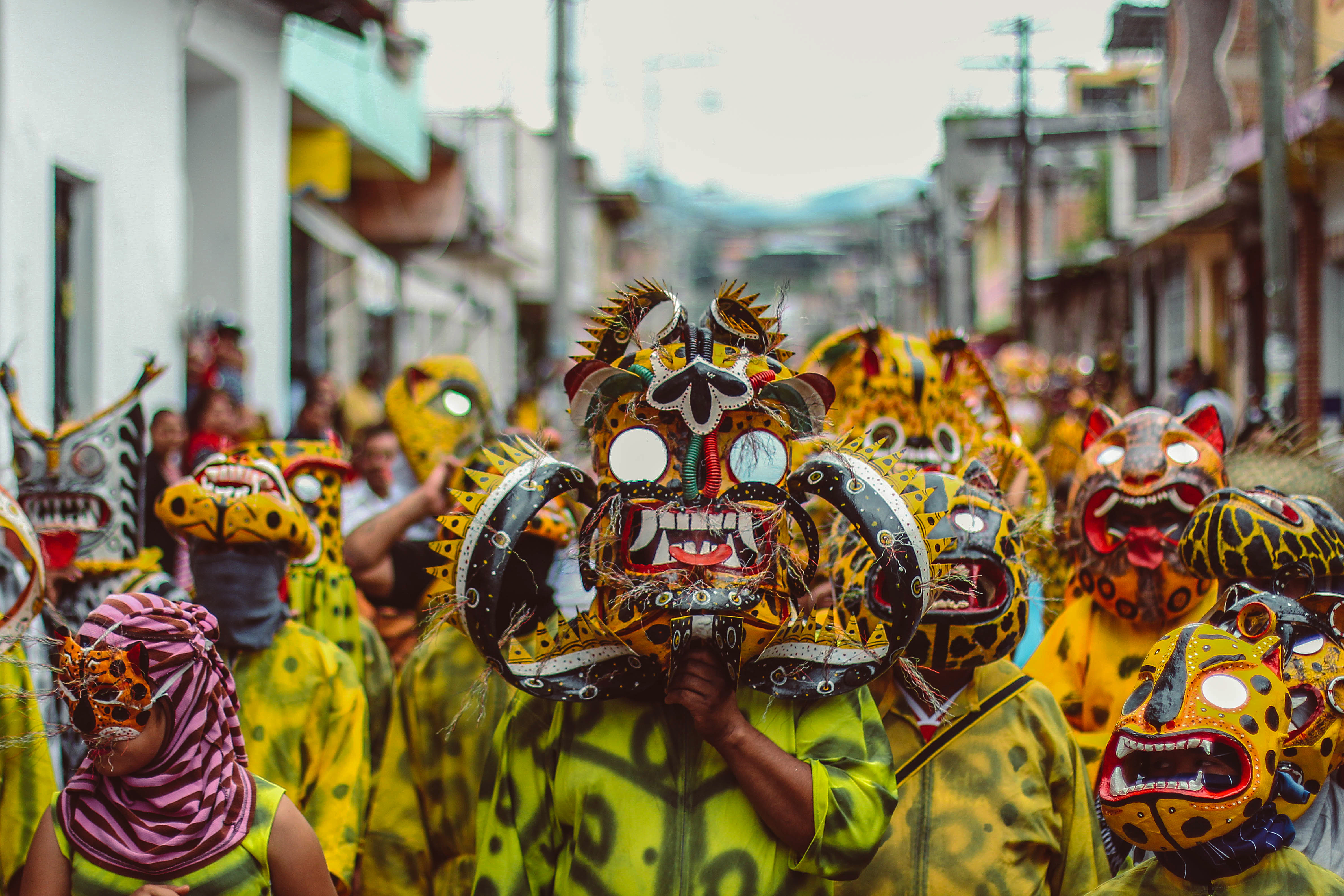
Tigrada de Chilapa.

#### Celebraciones nacionales
México tiene muchos festivales religiosos y cívicos, así como festivales culturales de diversos tipos.
Desde la época colonial, se han establecido una serie de festivales, tanto generales como locales, celebrando eventos en el calendario litúrgico. Los principales son:
- Día de Reyes (6 de enero).
- Batalla de Puebla (5 de mayo)
- Independencia de México (16 de septiembre)
- Día de Muertos (1 y 2 de noviembre)
- Revolución mexicana (20 de noviembre)
- Fiestas guadalupanas (12 de diciembre)
- Las posadas navideñas
- Navidad (25 de diciembre)

#### Celebraciones estatales
Entre las celebraciones más propias del estado se encuentra:
- Festividad en honor del Santo Niño de Atocha - Ixcateopan - (1 de enero).
- Día de San Antonio Abad - Taxco - (17 de enero).
- Día de San José - Tierra Colorada - (19 de marzo).
- Día de la Santa Cruz - Cruz Grande - (3 de mayo).
- Fiesta de San Isidro - Chilpancingo - (15 de mayo).
- Fiesta de la Asunción de la Virgen - Cd. Altamirano - (15 de agosto).
- Festividad de la Asunción de la Virgen - Chilapa - (15 de agosto).
- Tigrada de Chilapa - Chilapa - (15 de agosto).
- Paseo del Pendón (tercer domingo de diciembre).
- Festividad del Xilocruz (14 de septiembre).
- Feria de San Mateo (24 de diciembre).
- Teopancalaquis (28 de septiembre).
- Día de San Miguel Arcángel - Coyuca de Benítez - (29 de septiembre).
- Topa del Toro - Tecpan de Galeana - (23 de agosto)

### Danzas

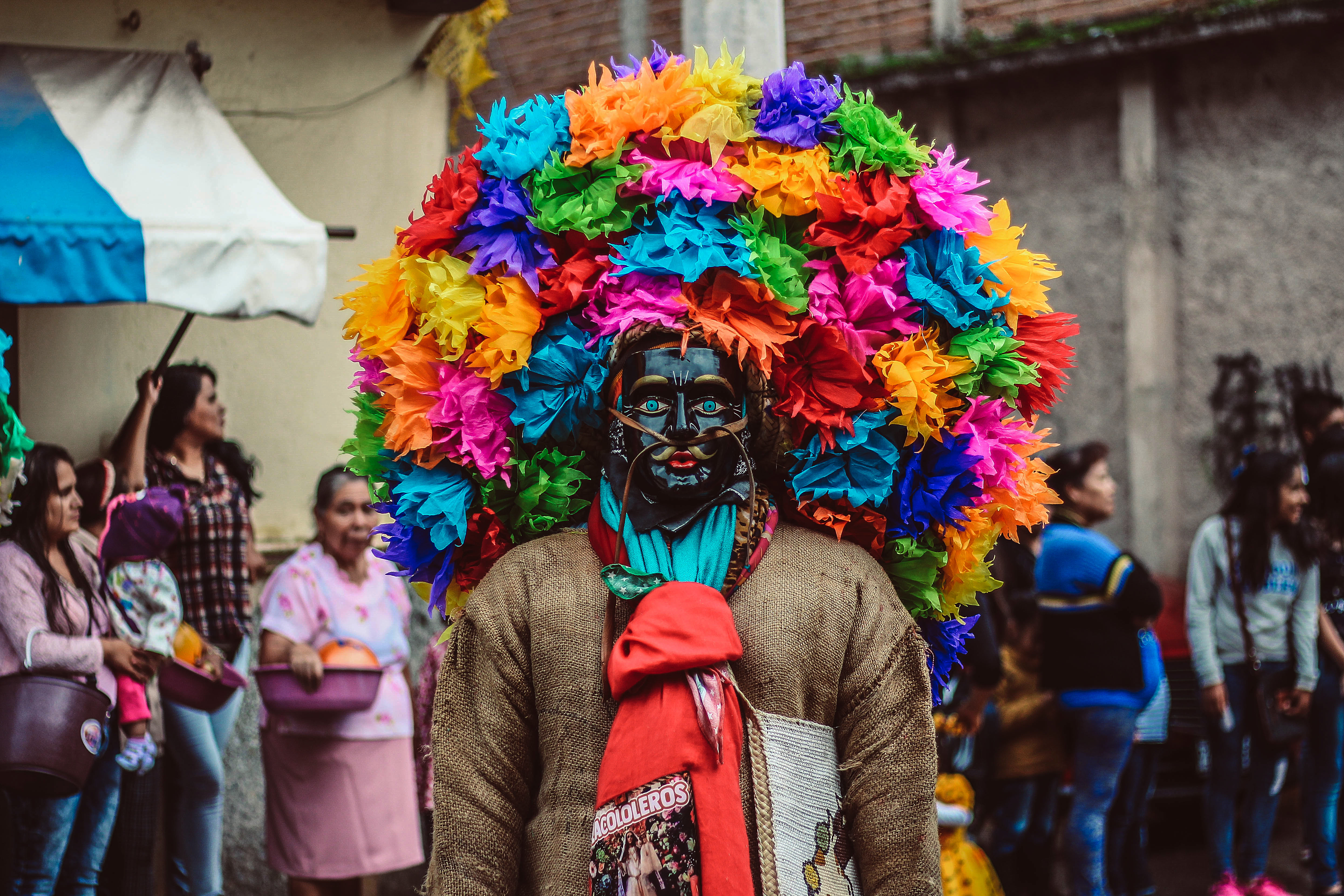
Danza de los Tlacololeros.

La danza también se ejecuta en otros lugares del estado. También destacan las festividades de la población de Mochitlán, por cuyos callejones se pasean toros, y las danzas del 24 al 26 de julio, en honor a Santa Ana.
En el estado de Guerrero, la celebración del Día de Muertos guarda características particulares, ya que los habitantes montan sus ofrendas a partir del 31 de octubre, y el sacristán hace repicar las campanas al mediodía, con lo que se anuncia la llegada de todos los santos. En las ofrendas, la comida se sirve en platos, cazuelas y vasos de barro; algo distintivo es el pan conocido como "caja de Heas", elaborado con harina de arroz; entre las flores, predominan el cempaxúchitl, la nube y el terciopelo; también se acostumbran las fotografías de los difuntos, las calaveras de azúcar, las veladoras. Se prende copal para recibir a los difuntos con un olor agradable, además de poner un camino de cal hacia el altar.
A diferencia de la de otros lugares, la celebración del pueblo nahua, que es considerado el pueblo indígena más grande de la región, comienza un mes antes, es decir, en septiembre. En esta se hacen oraciones, y repican las campanas durante la noche en la iglesia central o en las capillas. Este pueblo recibe la visita de las almas de los infantes el 31 de octubre; el altar se adorna con figuras de ángeles. El 1 de noviembre, se reciben las almas de los difuntos adultos, y el 2 de noviembre se visitan los panteones, en donde se reza por el descanso de los difuntos. En el pueblo de Teleolapan, la celebración se complementa con la danza de los tecuanes, una danza acerca de dos caciques: Lucas y Moranchi, con una relación no muy buena; ambos tenían muchas vacas y bueyes; el ganado comienza a desaparecer, y tiempo después se dan cuenta de que el culpable era un tigre o "tecuan"; Moranchi visita a Lucas junto con su tribu, pero lo hace en una forma muy peculiar, danzando en modo de saludo.
Danza de los Tlacololeros
Es una de las más antiguas y populares del estado de Guerrero. Su nombre proviene de la palabra mexica “tlacolol” que significa cultivo del campo. La danza representa los esfuerzos que hacen los campesinos por mantener a salvo sus cosechas. Para espantar al tigre que amenaza con comerse sus cosechas, los tlacololeros hacen tronar un chirrión, un lazo con cadena, cuyo sonido es también considerado un llamado a las lluvias para que haya buena cosecha.
Danza de los Diablos

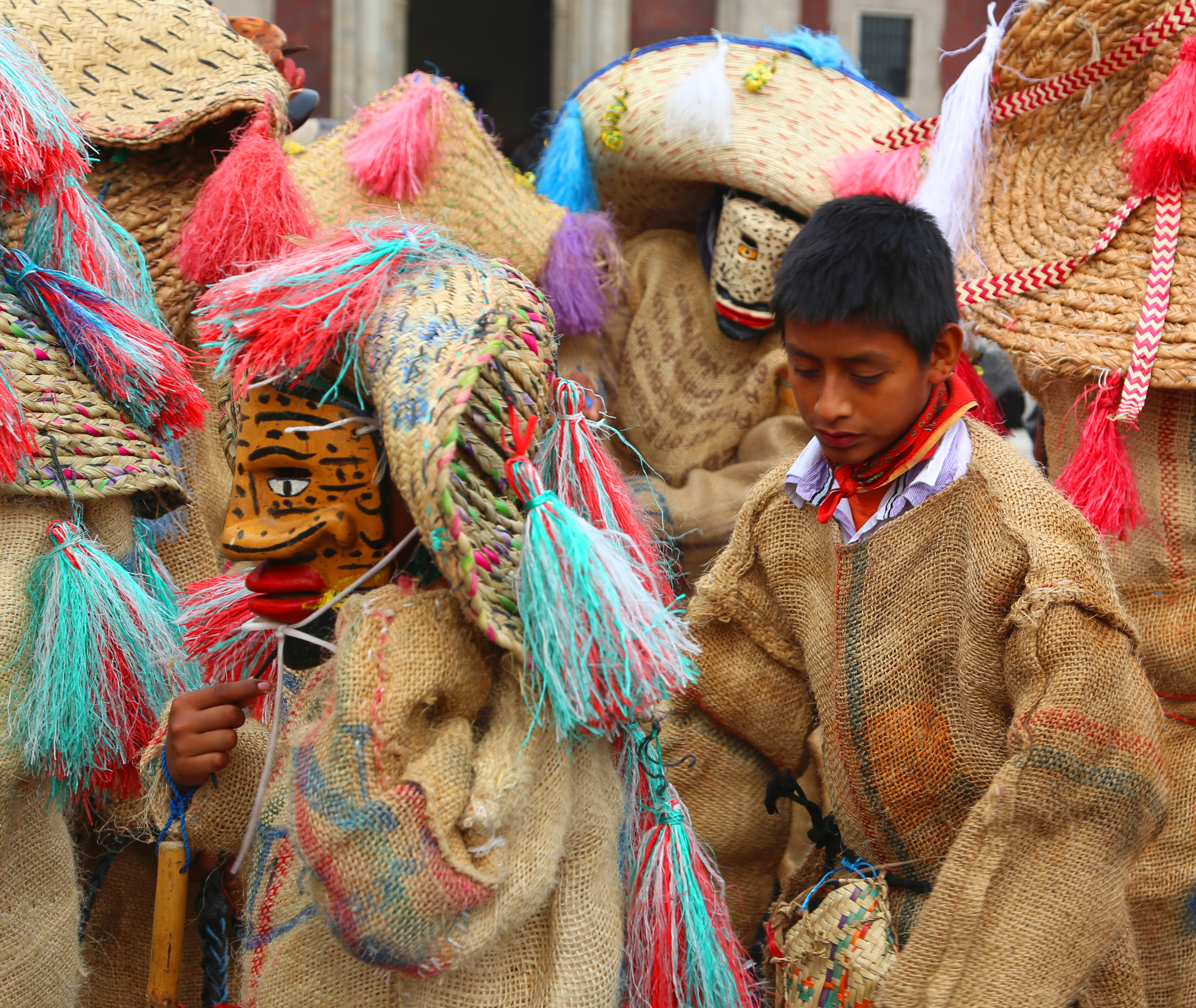
Danza de los Tlacololeros en Zitlala.

Los orígenes de esta danza se remontan a la época colonial, como una manifestación de la evangelización de las misiones que querían inculcar a los indios los conceptos básicos de la religión cristiana, así como una nueva concepción de los valores del bien y del mal. En esta danza existen dos personajes principales: la muerte y lucífer. Además, aparecen cuando menos 6 parejas de diablos y 2 o 3 bufones, llamados “huesquistles”. En el baile, el diablo mayor está golpeando una quijada de burro, rítmicamente; al mismo tiempo, al frente de una fila aparece una diabla, quien lleva una tonadilla musical con una guitarra, que es la que sirve de acompañamiento a la danza. Otro diablo hace sonar rítmicamente una caja de madera. Esta danza se representa, principalmente en: Tixtla, Chilapa, Chilpancingo, etc.
Danza de Los Manueles
Su origen se remonta a fines del siglo XVIII, y su contenido critica las costumbres de la clase social alta, a fin de que la clase baja pudiera descargar públicamente su rencor hacia la gente que la humillaba y explotaba. La vestimenta es la de aquellos tiempos, utilizando todo lo que parece adecuado a los fines de esta danza.
Danza de Los Gachupines

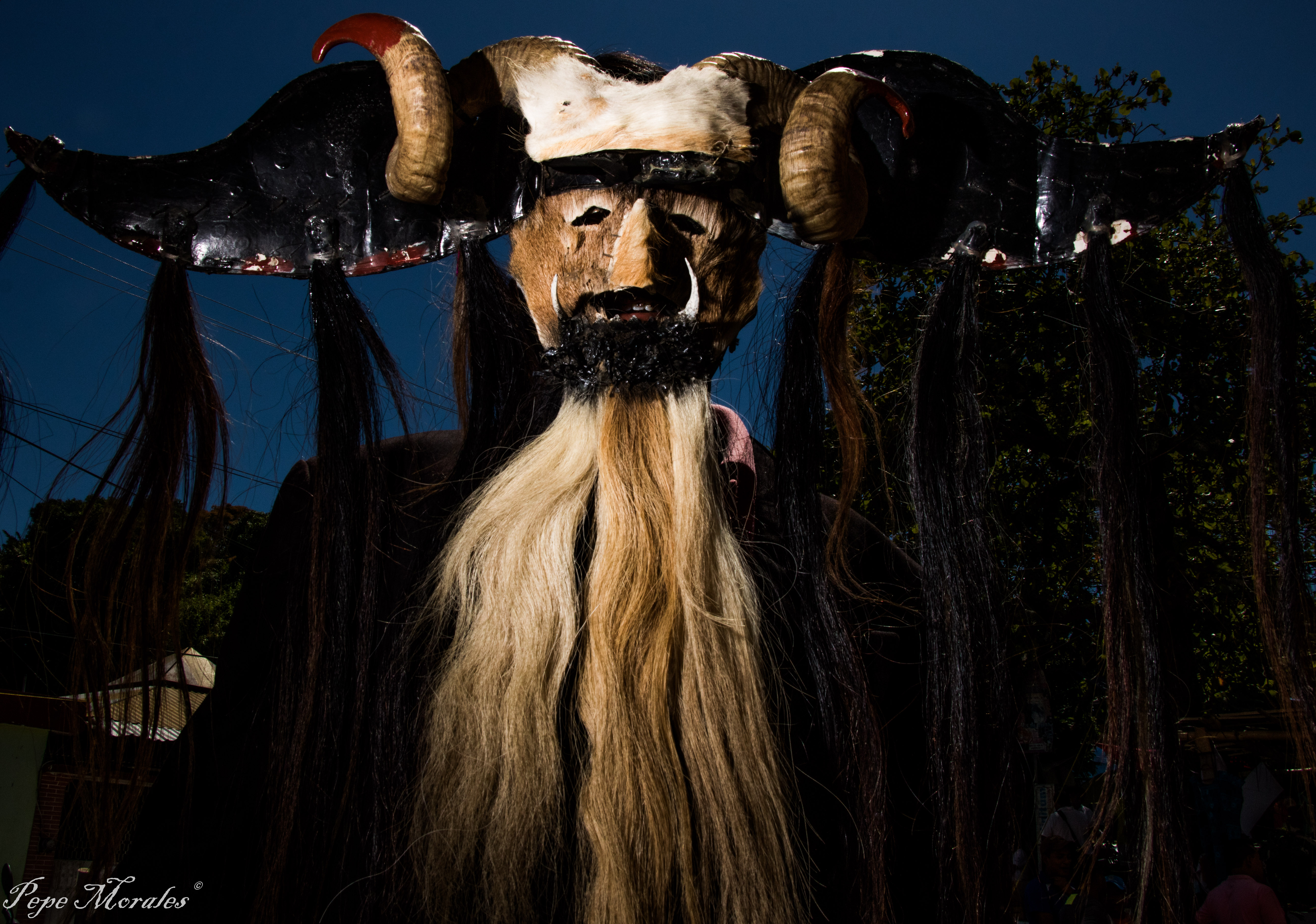
Danza de los Diablos.

Esta danza se refiere a los españoles radicados en México. Los danzantes llevan en la mano un pañuelo grande, con cuyos movimientos lanzan golpes al aire frente a su rostro; con este abaniqueo indican los movimientos que hacían los gachupines para espantar los mosquitos. Su vestuario es: saco, pantalón y zapatos de color negro, gorra o cachucha; la máscara muestra rasgos semejantes a los de los españoles y un cigarrillo en la boca, con lo que se simula el puro que los españoles suelen fumar.
Danza de Los Siete Vicios
Esta danza enseña gráficamente a distinguir entre el bien y el mal, supuestamente trabados en eterna lucha. Participan en esta danza: el fraile, el jugador, el estudiante, la quinceañera, el enamorado y la muerte. Los danzantes establecen, entre sí, diálogos con relatos especiales y bailan por parejas el tema musical que se les destina. Esta danza se realiza en los municipios de Chilapa y de Tlapa, entre otros.
Danza de Los Pescados

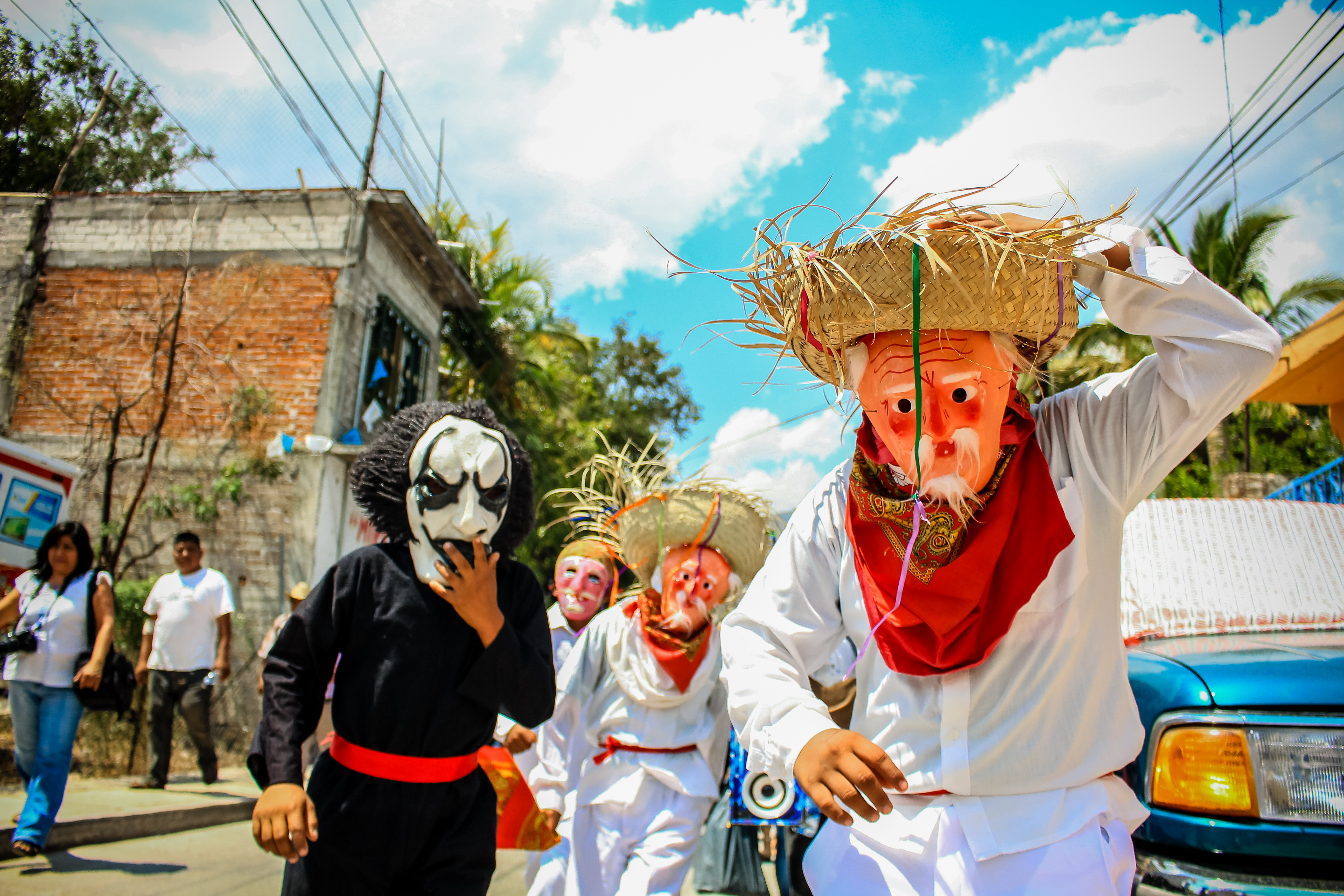
Danza de los viejitos.

Se le da este nombre por sus participantes que llevan terciado, del hombro derecho hacia el lado izquierdo, una sarta de pescaditos de madera pintados de colores. Su objetivo es interpretar la actividad de los hombres que se dedican a la pesca; por su vestimenta, los danzantes tratan de representar a las personas nativas de las costas Grande y Chica del estado; su atuendo se compone de: pantalón largo, huaraches, camisa de manta, faldas sueltas, máscara negra (que simula el color moreno de los costeños) con señales de profundas cicatrices producidas por las comunes riñas, sombrero de palma de uso diario y machete de cinta, fabricado en la región.
Danza de Los Machos
Esta representa a un grupo de trabajadores campesinos dedicados al cuidado y a domar las bestias mulares, propiedad de los ricos españoles; por esta actividad, los trabajadores recibían el nombre de "machos". La característica principal por la que se identifica esta danza es porque los danzantes llevan consigo una pequeña cabeza y pescuezo de madera, que representa a la bestia mular. En esta danza solo una persona se viste de mujer, con ropa de principios del siglo XX, tal como se vestía la mujer de pueblo: enaguas largas, blusa de tela corriente y floreada, rebozo enrollado a la cintura con las puntas echadas hacia atrás sobre los hombros terciado al pecho y sombrero de palma común. La máscara da el aspecto alegre y jovial de la mujer mestiza.
Danza de Los Moros
Es una remembranza de las sangrientas batallas entre moros y cristianos, cuando estos fueron auxiliados por los “cruzados” llegados de todas partes de Europa en el año 1212. Los cristianos van guiados por un danzante con apariencia del señor Santiago, montado en su caballo blanco. Moros y cristianos llevan machete largo que hacen chocar entre unos y otros, lo que da la idea de una batalla. Su vestuario consta de: chaqueta larga de gamuza sin mangas ni solapa, sombrero de madera ligera, pintado de negro y con adornos de flores de papel de distintos colores llevando en el filo abundante cabellera crespa; la máscara representa el tipo blanco, europeo, y simula espesas patillas y piocha hacia delante. Los lugares donde se lleva a cabo esta danza son la cabecera municipal de Cuautepec y Acapulco, etc.
Danza de Los Maizos

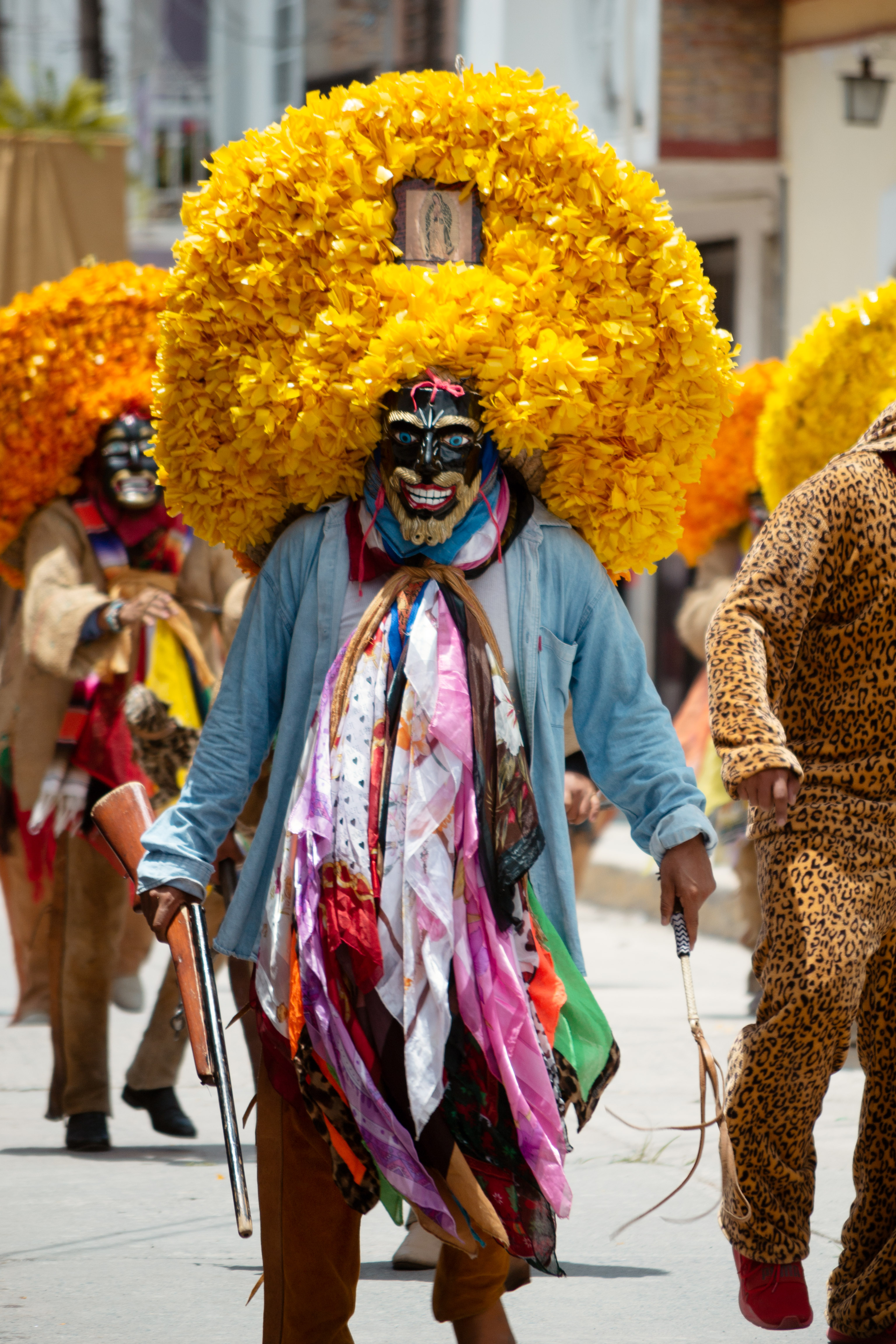
Tlacololeros en el Pendón, Tixtla.

Los dos personajes principales del grupo reciben el nombre de Maizo y Salvador, y representan a los grandes señores de importantes ciudades, amantes de la cacería. En esta danza, también participa un grupo de huesquixtles, todos varones; llevan en la espalda un petate viejo o cualquier otra cosa, para no recibir en seco los latigazos que constantemente les dan el Maizo y el Salvador durante el baile. Los huesquixtles representan a los hombres modestos de la región, donde se hace la cacería del tigre.
Danza de Los Zopilotes
Su vestimenta es toda negra: levitas que simulan las alas y máscaras con las características de estas aves. El propósito de esta danza es representar un festín de estas aves de rapiña en torno a un animal muerto que uno de los huesquixtles lleva consigo.
Danza de Los Tejoneros
Los tejoneros tienen por finalidad danzar en las fiestas de carnaval y en las de Corpus, y tienen un gran repertorio de juegos de danzas, entre las que se encuentran: las del tigre, guajolote, el coyote, etcétera. La finalidad de estas danzas es divertir con sus travesuras, que corresponden a la categoría de los demonios o anticristos que ellos se atribuyen.
Danza del Palomo de Guerrero
Los danzantes son 23: un monarca, 6 capitanes, 14 palomos y 2 malinches, cada uno con sus sones y zapateados especiales. El personaje principal es el “monarca” que danza acompañado de las malinches o solo y ejecuta pasos vistosos. Esta danza es originaria de San Miguel Totolapan, de Tierra Caliente.

### Música
La música popular está compuesta por conjuntos de violines, guitarras sextas y tamboritas en Tierra Caliente. Bandas de viento en la sierra y música indígena con flauta de carrizo, charasca, violín y tambor en la Montaña. Conjuntos de sones con arpa, vihuela y jarana, danzas de tlacololeros, tecuanes, del tigre, los apaches y gachupines en el centro y la costa.
Por otra parte la música folclórica es prodigiosa en la región, ejemplo de esto es la música calentana que proviene de la región de Tierra Caliente, esta música se destaca por ser uno de los géneros culturales más ricos de la tradición popular local, y que en la actualidad aún permanece vigente. La música calentana se considera alegre, y es muy frecuente en bodas, bautizos, cumpleaños y cualquier otro tipo de fiestas, cada una con un distinto repertorio, por esta razón este estilo es interpretado incluso en velorios, en donde se presentan melodías que representen la tristeza de los presentes.

## Educación
La educación en el Estado de Guerrero se ha caracterizado por estar entre los últimos lugares del desarrollo nacional educativo. De acuerdo al Informe de Actividades 2005 del Programa de la Organización de las Naciones Unidas para el Desarrollo, entre los estados de México Guerrero tiene el lugar número 30 en aprovechamiento educativo, con un índice de 0,7491, el tercer sitio más bajo del país, solo superado por Oaxaca y Chiapas.
La alfabetización tiene rasgos muy desiguales, pues de la población mayor de 15 años en el estado, la mayor tasa la registró Acapulco con 90,5 % de población alfabetizada, y la más baja el municipio de Cochoapa el grande con 24,1 %.

### Instituciones de nivel superior
- Universidad Autónoma de Guerrero
- Universidad Pedagógica Nacional
- Universidad Politécnica del Estado de Guerrero (UPEG)
- Universidad Intercultural del Estado de Guerrero (UIEG)
- Escuela Normal Superior de Educación Física
- Tecnológico Nacional de México
  - Instituto Tecnológico de Acapulco
  - Instituto Tecnológico de Chilpancingo
  - Instituto Tecnológico de Iguala
  - Instituto Tecnológico de San Marcos
  - Instituto Tecnológico de la Costa Grande
  - Instituto Tecnológico Superior de la Costa Chica (TSCCH)
  - Instituto Tecnológico de Ciudad Altamirano
  - Instituto Tecnológico Superior de la Montaña (ITSM)
- Universidades Tecnológicas (UT)
  - Universidad Tecnológica de la Región Norte de Guerrero (UTRNG)
  - Universidad Tecnológica de la Costa Grande de Guerrero (UTCGG)
  - Universidad Tecnológica de Acapulco (UTA)
  - Universidad Tecnológica del Mar del Estado de Guerrero (UTMAR)

## Salud
El sector salud en Guerrero posee 1061 centros médicos, y 14 658 personas trabajando en estas unidades, de las que 4008 son médicos y 10 650 paramédicos. En 2005 se registraron 8349 consultas médicas. Los niveles del Índice de Desarrollo Humano son casi iguales en materia de educación y salud, pues Guerrero tiene el lugar 30.º de desarrollo humano. A 2006, hay 8099 alumnos en preescolar, 24 999 en primaria, 10 546 en el nivel secundaria, y la relación alumno-maestro es de 22 %.

#### Proceso de descentralización
Durante el Gobierno presidencial de Andrés Manuel López Obrador, se lleva a cabo el plan de descentralización de las dependencias federales, el cual consistente mudar las secretarias a distintos estados de la república, con la finalidad de tener un crecimiento económico equitativo en todos los estados de la República, y así reactivar la economía en las regiones en donde existe crisis severa por inseguridad, pobreza y violencia, además de evitar la saturación en la Ciudad de México.
Se plantea trasladar a la Secretaría de Salud a Guerrero, teniendo como sede el edificio inteligente de 15 mil metros cuadrados, construido entre 2011 y 2016 pero que jamás fue utilizado en el puerto de Acapulco. El edificio se ubica sobre la avenida Costera Miguel Alemán y cuenta con un helipuerto, auditorio, espacios destinados a oficinas, sistema de resistencia antisísmica, sistema sustentable de energía eléctrica y de captación de agua pluvial.
Durante junio de 2019 se anunció que se iniciaría la mudanza al puerto, sin embargo se cuenta con retrasos debido a negativa de algunos médicos y por falta de organización federal, lo que implica que no exista una fecha definida para el traslado.

## Deportes
El estado de Guerrero cuenta con Cinco equipos en la Tercera División, Gallos Blancos de Zihuatanejo y los Lobos de Zihuatanejo. Actualmente está en desarrollo la construcción de un estadio en Acapulco, en la zona de Barra Vieja.

### Equipos de fútbol
| Equipo                 | Deportes | Competiciones              | Estadios      | Grupo |
| ---------------------- | -------- | -------------------------- | ------------- | ----- |
| CD Águilas de la UAGro | Fútbol   | Tercera división de México | Estadio UAGro | 6     |
| Iguala FC              | Fútbol   | Tercera división de México |               | 6     |
| Chilpancingo FC        | Fútbol   | Tercera división de México |               | 6     |
| Acapulco FC            | Fútbol   | Tercera división de México |               | 6     |
| Iguanas de Zihuatanejo | Fútbol   | Tercera división de México |               | 11    |

## Comunicaciones
- Anexo: Canales de televisión en México

## Grupos indígenas y afromexicanos

Distribución actual del náhuatl en México.

El estado de Guerrero cuenta con 3 079 649 habitantes, de los cuales 17,2 % son indígenas y el 8% afrodecendiente. (529 780 personas). La población indígena en Guerrero se encuentra esencialmente en la zona de la Montaña y en menor medida en la Costa Chica, siendo esta zona habitada más por los afromexicanos, cabe resaltar que estas zonas son las más marginadas del estado.
La población indígena se reparte en 4 grupos:
- 212 000 nahuas (nauatlakaj), o sea el 40 % de la población indígena
- 148 000 mixtecos (na savi), o sea el 28 %
- 116 000 tlapanecos (meꞌphaa), o sea el 22 %
- 47 500 amuzgos (Nnanncue Ñomndaa), o sea el 9 %

De acuerdo con cifras difundidas por la SEDESOL de Guerrero, este es el panorama de la población indígena en Guerrero:
- Más de 53 000 trabajadores no tienen ingresos. La población indígena es la más afectada, un 46 % de los indígenas de más de 15 años no tienen ninguno.
- Cerca de 28 000 trabajadores (el 24 % de la población indígena de más de 15 años en Guerrero) percibe menos del salario mínimo mensual.
- Se observan grandes disparidades: en Acapulco, un 5 % de la población indígena de más de 15 años no recibe ingresos; mientras en Acatepec o en Atlixtac – región de la Montaña, cerca de 80 % de la misma franja de población no los recibe.
- Guerrero ocupa el segundo lugar nacional a nivel de marginación por sus viviendas (INEGI 2000).
- Entre el 80 y 100 % de las viviendas en los municipios indígenas de Guerrero no cumplen con las condiciones mínimas de una vivienda digna.
- El 40 % de las viviendas tienen piso de tierra.
- El 29 % de las viviendas (por un 72 % en la Montaña) no tienen agua entubada, y más de 500 comunidades (un 56 %) carecen del suministro de agua entubada en un entorno donde las fuentes de agua son pocas y alejadas.
- El 47 % de las viviendas no tienen drenaje (por un 97 % en la Montaña de Guerrero).
- El 22 % de la población es analfabeta; respeto a la población indígena, la mitad lo es.
- En los municipios indígenas más marginados este porcentaje se eleva: 88 % en San Marcos, 71 % en Metlatónoc, 67 % en Ahuacuotzingo, 65 % en Xochistlahuaca.
- Guerrero es el segundo estado con mayor índice de analfabetismo en las mujeres (más del 23 %, comparado con un 9,5 % a nivel nacional; Chiapas ocupa el primer lugar con un 25,5 %, y Oaxaca el tercero con un 22 %).
- 45,4 % de la población indígena (1 de cada dos personas) de más de 15 años no pasó por la escuela (mujeres en mayoría).
- En Guerrero, para muchas personas, sobre todo indígenas, y aún más, mujeres, el derecho a la educación no se cumple por varios motivos. La situación de pobreza obliga a los niños a trabajar para mejorar la economía familiar. Además muchas comunidades aisladas no cuentan con las infraestructuras adecuadas para dispensar la educación (falta de aulas, mobiliario, libros, servicios básicos, falta de maestros, clases sobrellenas, etc.).

## Relaciones internacionales

### Oficinas
Guerrero cuenta con una Oficina de Representación de la Dirección General de Atención a Migrantes en el Extranjero.
- Chicago, Estados Unidos

### Convenios
El gobierno del Estado de Guerrero, mediante sus instituciones públicas ha establecido y mantiene convenios de cooperación en los cuales las partes signatarias focalizan la cooperación específicamente para fortalecer áreas complementarias como turismo, gobierno, salud, entre otras.

#### Organizaciones
- FAO (2006)[a]
- CFI (2007)[b]
- Unesco (2015)[c]

#### Regiones
- Andalucía, España (2008)[d]

## Ubicación geográfica
| Noroeste: Michoacán       | Norte: Michoacán / México / Morelos / Puebla | Nordeste: Puebla         |
| Oeste: Océano Pacífico    |                                              | Este: Oaxaca             |
| Suroeste: Océano Pacífico | Sur: Océano Pacífico                         | Sureste: Océano Pacífico |